# قائمة إصدارات الطوابع البريدية في عجمان (1968)
الكثير من الطوابع التي أصدرت في إمارة عجمان تصنف ضمن طوابع الكثبان الرملية. طبعت هذه الطوابع بكثرة في الستينيات وأوائل السبعينيات من القرن الماضي، وتكاد تكون عديمة القيمة اليوم.
وجد فينبار كيني وهو رجل أعمال أمريكي ومن هواة جمع الطوابع الفرصة لإنشاء عدد من الإصدارات من الطوابع التي تستهدف سوق جامعي الطوابع المربح. وقد أبرم في عام 1964 اتفاقات مع إمارات الخليج العربي لإصدار طوابع، ومن بينها إمارة عجمان. حملت هذه الطوابع مصورا ذات ألوان وأشكال صارخة وليس لها صلة فعلية بالإمارات.
كان بيع الطوابع البريدية لفترة قصيرة تجارة مربحة للإمارات، حيث كان لمعظم الإمارات القليل من مصادر الدخل، باستثناء إمارة أبو ظبي، التي توفر فيها إنتاج النفط منذ عام 1965. ومع ذلك، انخفضت الإيرادات التي تصل إلى 70 ألف جنيه إسترليني للإمارات الأفقر إلى 30 ألف جنيه إسترليني مع التشبع الحتمي للسوق. شكل بيع الطوابع بحلول عام 1966 المصدر الرئيسي لدخل الإمارات المتصالحة الشمالية.
أدى انتشارها في النهاية إلى تقليل قيمتها، ولهذا السبب، فإن العديد من الكتالوجات الشعبية اليوم لا تدرجها حتى.
اتهم فينبار كيني بالتورط في قضية رشوة في الولايات المتحدة بسبب تعاملاته مع حكومة جزر كوك. انتهت ترتيبات فينبار كيني عندما توحدت الإمارات العربية المتحدة في ديسمبر 1971.
هذه قائمة إصدارات الطوابع البريدية في عجمان لعام 1968، أصدرت عدة إصدارات، أبرزها الإصدارات التالية:

## إصدارات لوحات دييغو رودريغز دي سيلفا إي بيلازكيز
في 22 يناير 1968، أصدرت طوابع مخصصة للبريد الجوي تحمل صور لوحات للرسام الإسباني دييغو رودريغز دي سيلفا إي بيلازكيز، وأصدرت منها نسخ مخرمة وغير مخرمة وبطاقات تذكارية وورقة طوابع صغيرة تحمل الطوابع الأربع وتوفرت بنسخ مخرمة وغير مخرمة، وهذه بعض صورها:

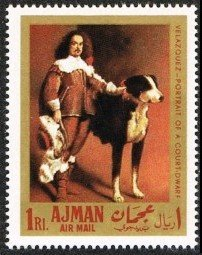
ريال واحد لوحة القزم والكلب[الفرنسية]
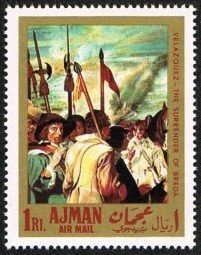
ريال واحد لوحة استسلام بريدا
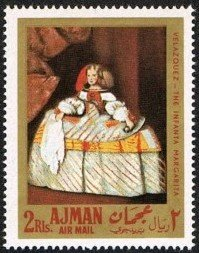
ريالان لوحة الطفلة مارغريت تيريزا في ثوب وردي[الإنجليزية]
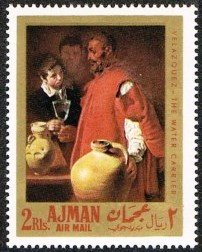
ريالان لوحة سقاء إشبيلية[الإنجليزية]

أحد الطوابع عليه ختم إلغاء:

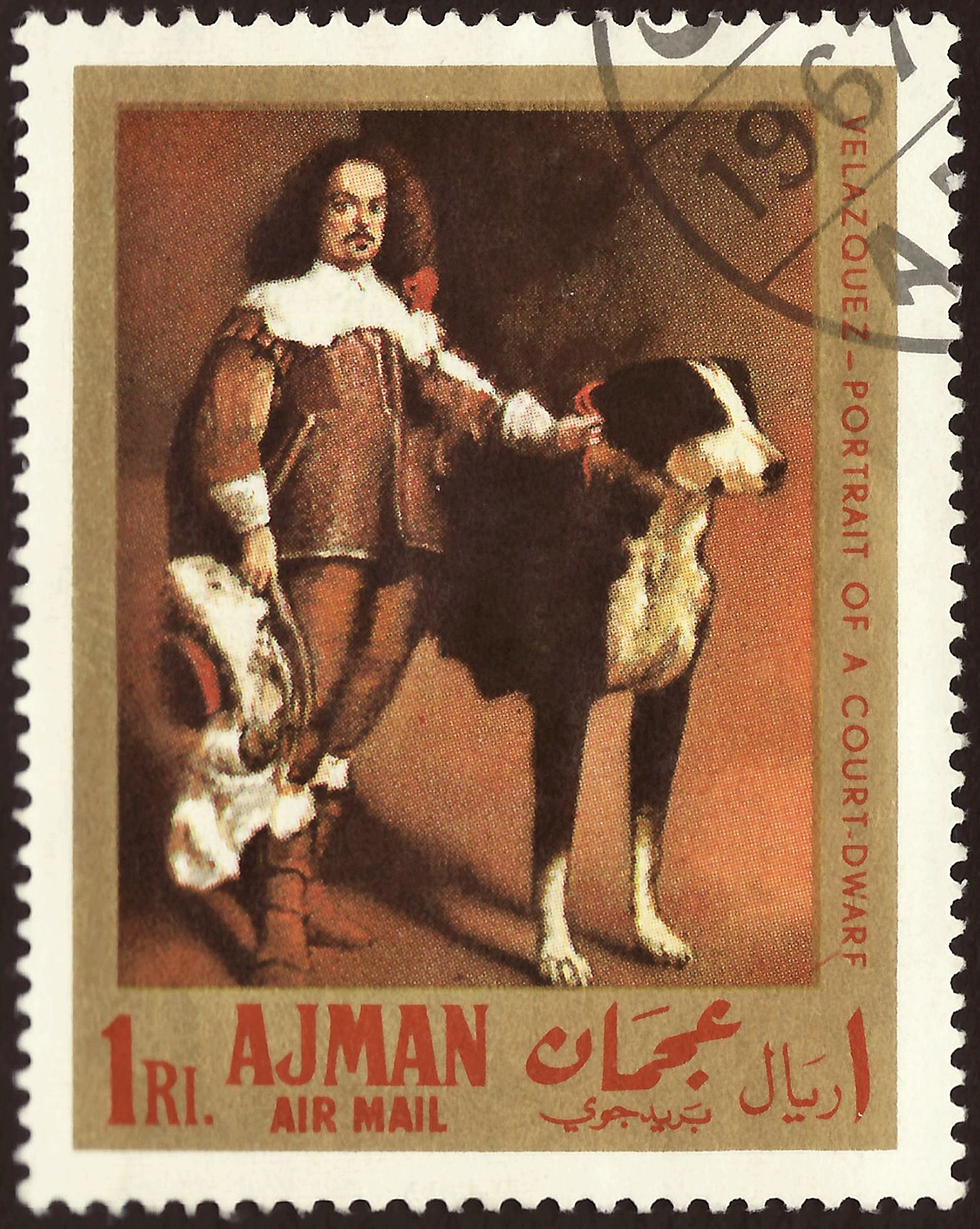
ريال واحد لوحة القزم والكلب[الفرنسية]

كما أصدرت ورقة طوابع صغيرة تضم الطوابع الأربع لكن قيمة كل طابع هي ريالين:

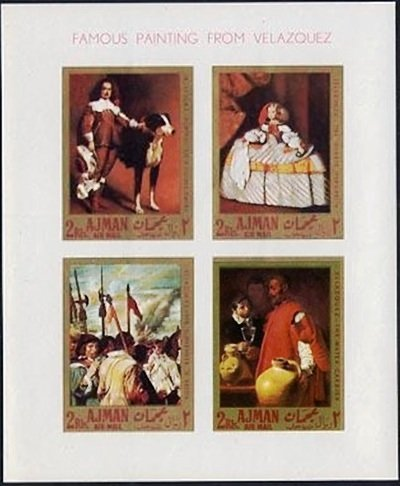
بطاقة غير مخرمة تضم الطوابع الأربع.

## الإصدارات المذهبة للألعاب الأولمبية الشتوية في غرينوبل
الألعاب الأولمبية الشتوية 1968
في 5 فبراير 1968، أصدر طابع مخصص للبريد الجوي، بنسخة مخرمة ونسخة غير مخرمة، وبقيمة 7 ريالات، يحتفي الطابع بدورة الألعاب الأولمبية الشتوية التي أقيمت في غرينوبل الفرنسية عام 1968، وتظهر فيه صورة لاعب رياضة الهوكي على الجليد:

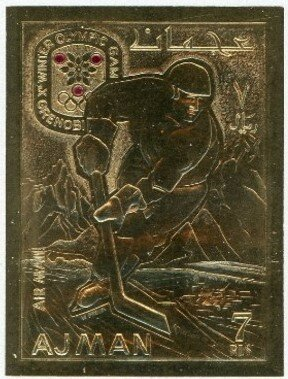
الطابع المخرم
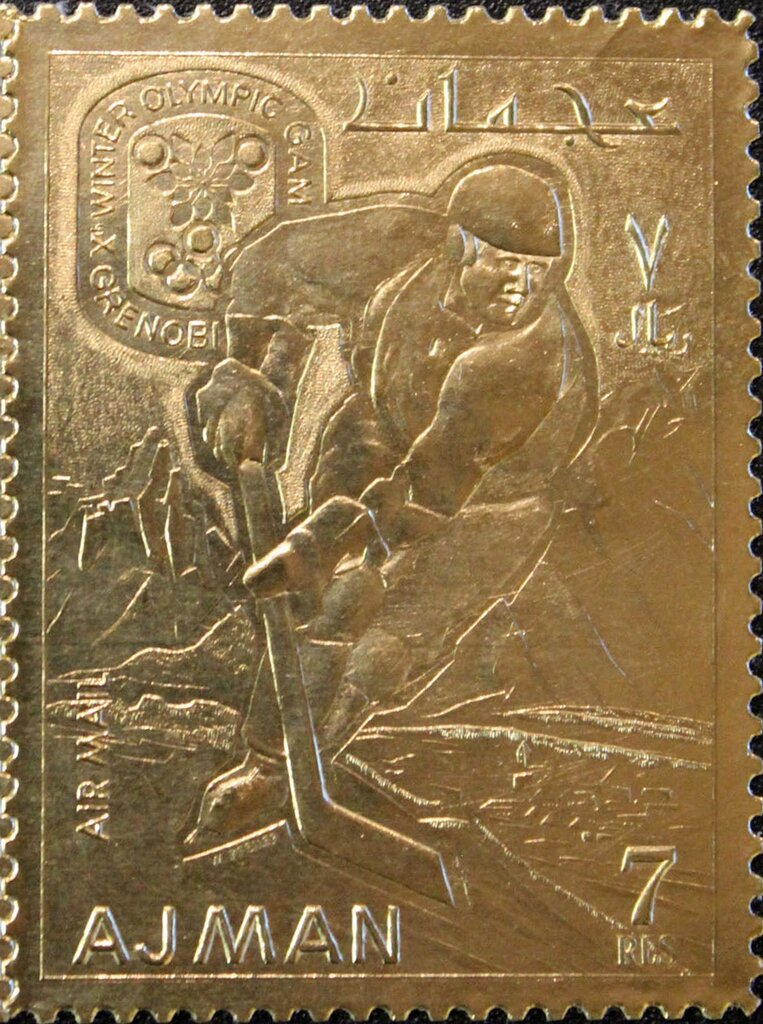
الطابع غير المخرم

## إصدارات اللوحات الفنية الأوروبية
في 5 مارس 1968، أصرت الطوابع التالية المخصصة للبريد الجوي، وتحمل صور لوحات فنية عالمية:
- ريال واحد
لوحة سيدة جالسة عند فيرجينال[الإنجليزية]
للرسام يوهانس فيرمير
- ريال واحد
لوحة الفلاسفة الأربعة[الإنجليزية]
للرسام بيتر بول روبنس
- ريال واحد
لوحة صورة أوزفولت كرل (Q124291055)
للرسام آلبرخت دورر
- ريال واحد
لوحة لوحة ذاتية[الإنجليزية]
للرسام آلبرخت دورر
- ريالان
لوحة لوحة ذاتية[الإنجليزية]
للرسام آلبرخت دورر
- ريالان
لوحة عازفة العود
للرسام كارافاجيو
- ريالان
لوحة عازف الون (Q126835232)
للرسام أنتيفيدوتو غراماتيكا
مكتوب على الطابع اسم اللوحة "عازف العود" لكارافاجيو
- ريالان
لوحة صانعة المخرمات[الإنجليزية]
للرسام يوهانس فيرمير
- ريالان
لوحة بستان زهر العسل[الإنجليزية]
يصور فيها الرسام بيتر بول روبنس نفسه مع زوجته إزابيلا برانت
- ريالان
لوحة صورة هيرونيموس هولتزشوهر[الإنجليزية]
للرسام آلبرخت دورر

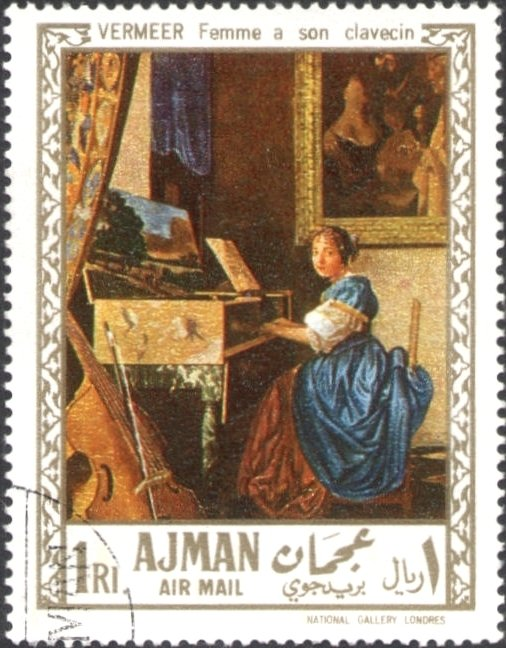
ريال واحد لوحة سيدة جالسة عند فيرجينال للرسام يوهانس فيرمير
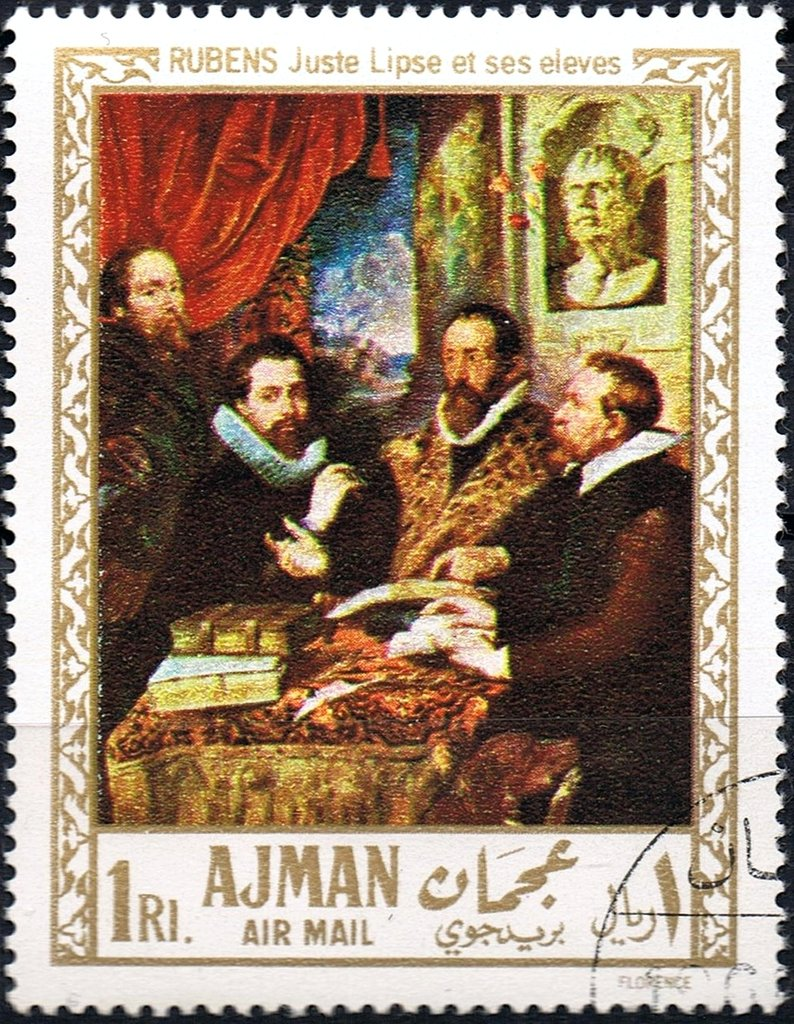
ريال واحد لوحة الفلاسفة الأربعة للرسام بيتر بول روبنس
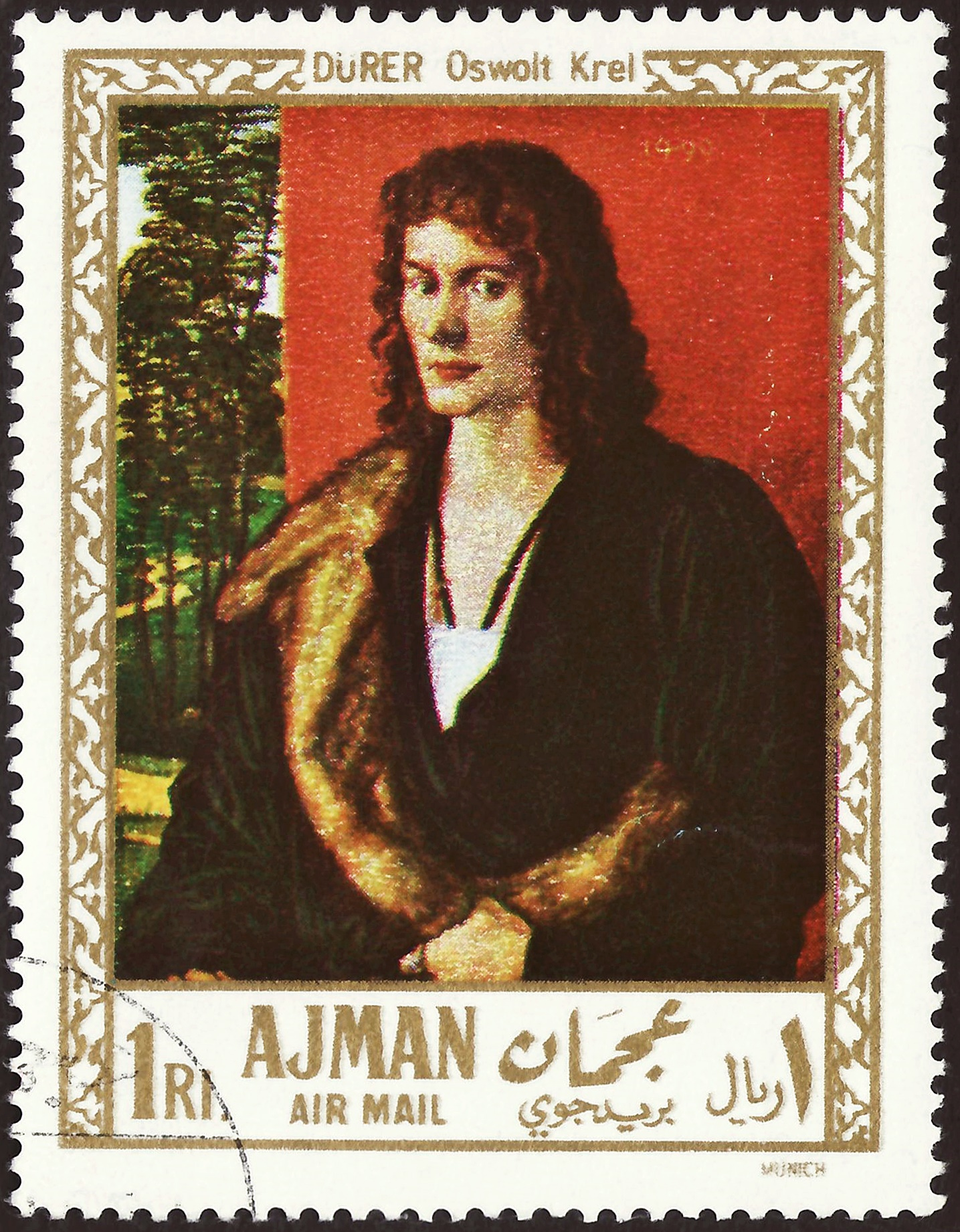
ريال واحد لوحة للرسام آلبرخت دورر
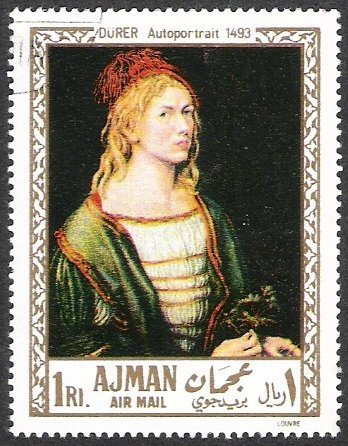
ريال واحد لوحة لوحة ذاتية للرسام آلبرخت دورر
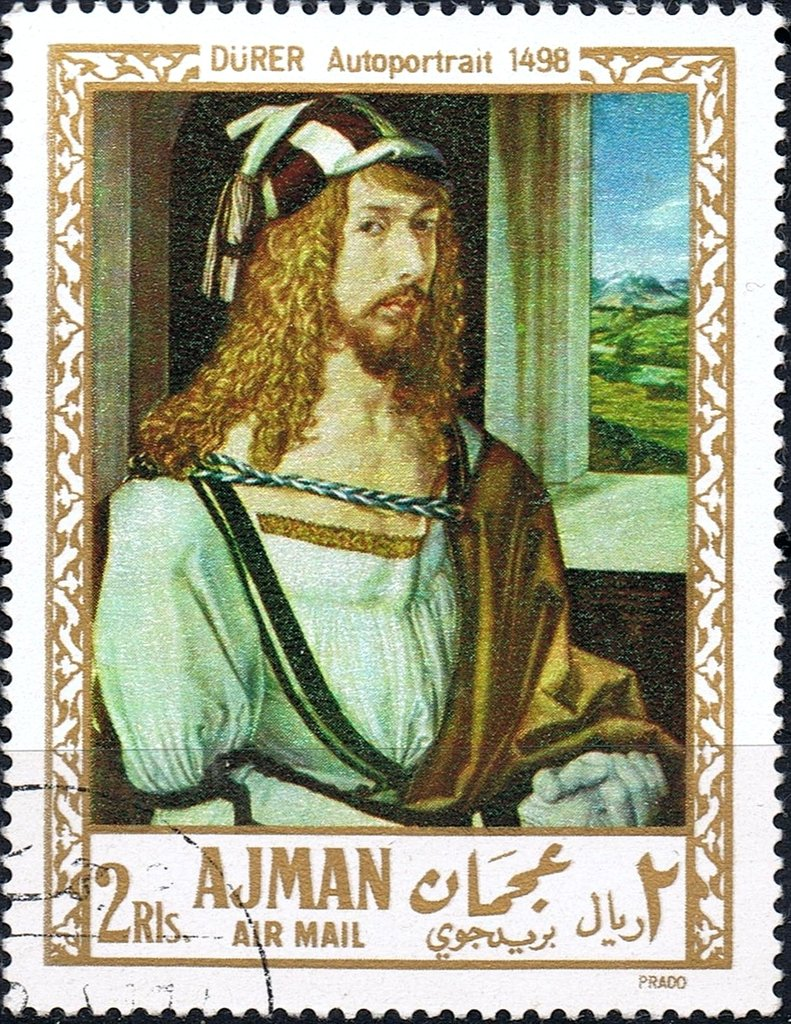
ريالان لوحة لوحة ذاتية للرسام آلبرخت دورر
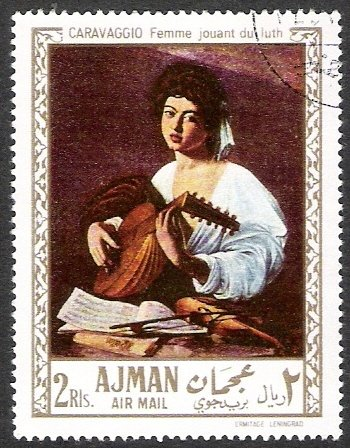
ريالان لوحة عازفة العود للرسام كارافاجيو
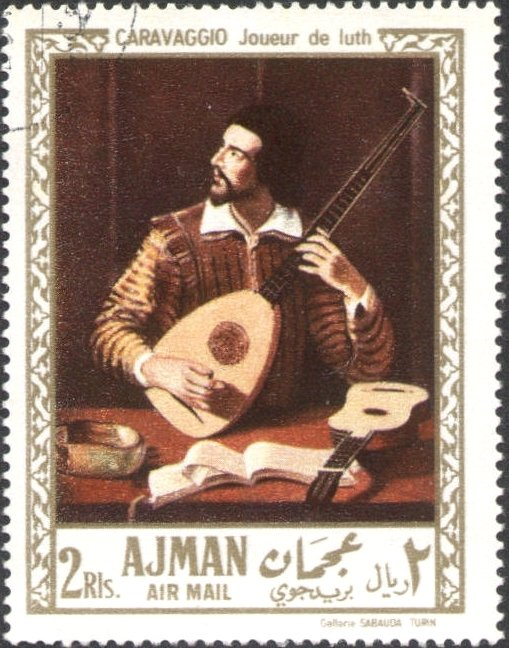
ريالان لوحة للرسام أنتيفيدوتو غراماتيكا مكتوب على الطابع اسم اللوحة "عازف العود" لكارافاجيو
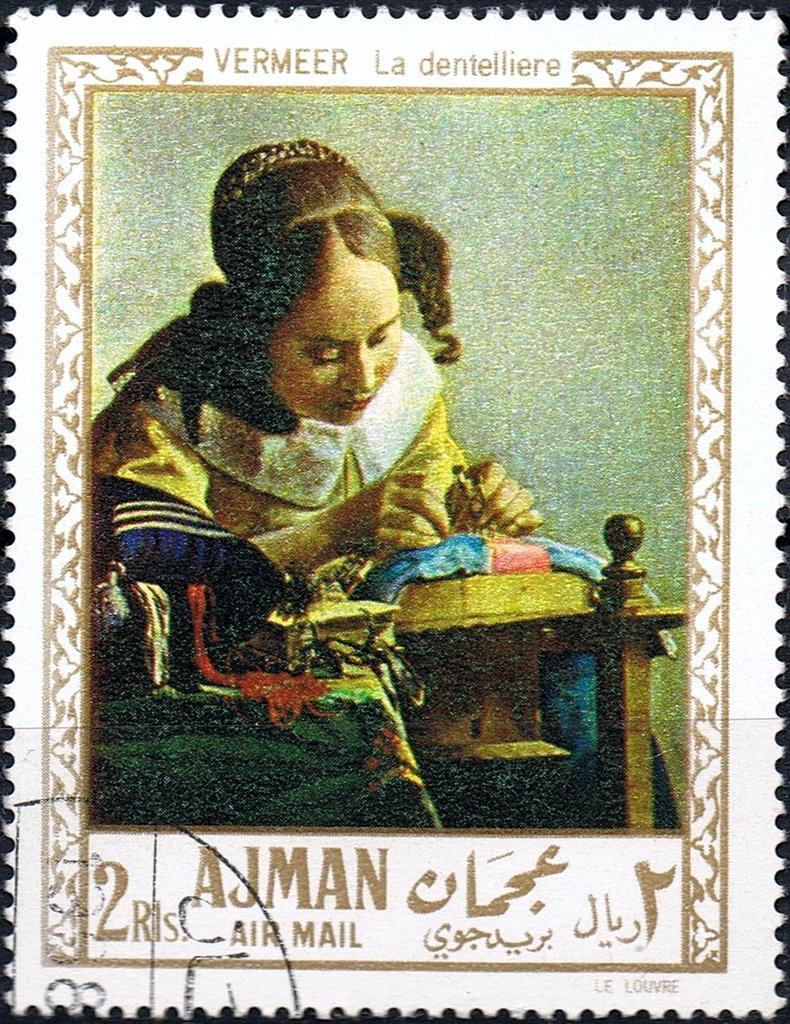
ريالان لوحة صانعة المخرمات للرسام يوهانس فيرمير
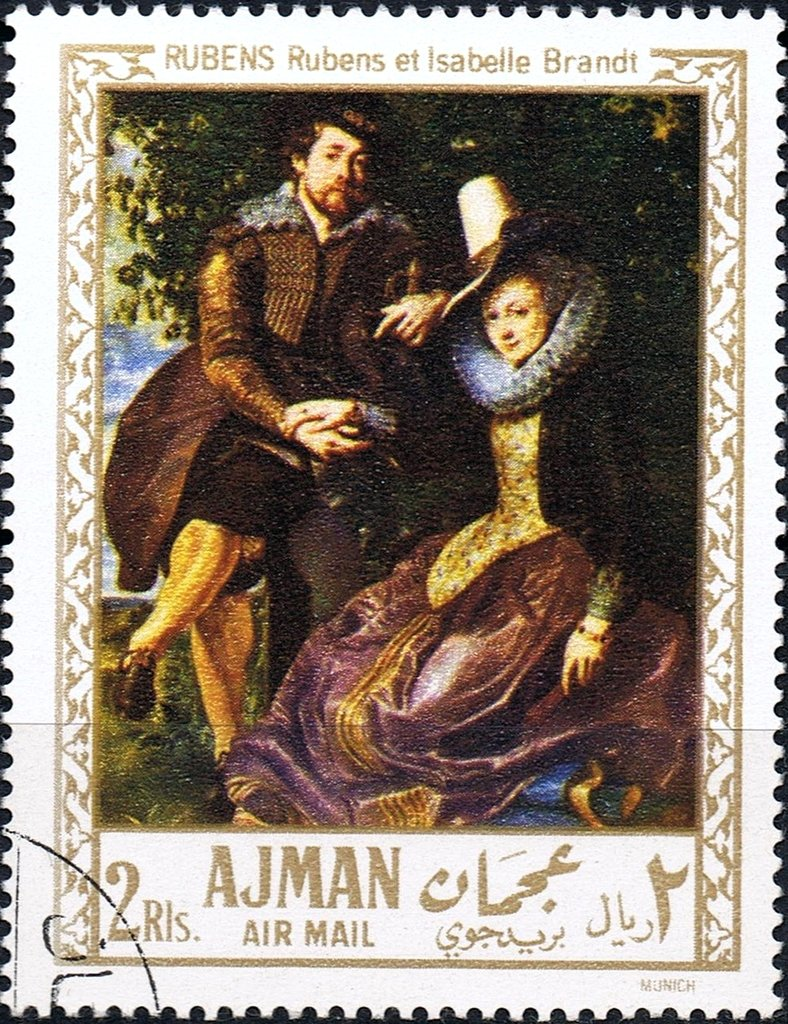
ريالان لوحة بستان زهر العسل يصور فيها الرسام بيتر بول روبنس نفسه مع زوجته إزابيلا برانت
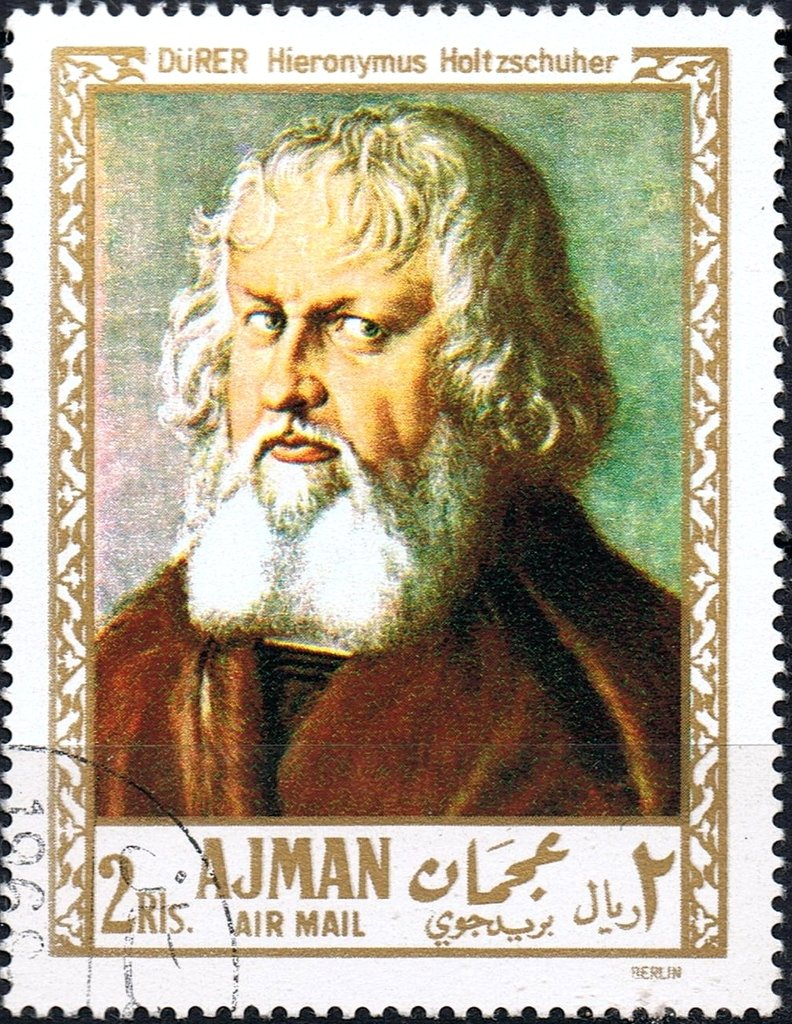
ريالان لوحة صورة هيرونيموس هولتزشوهر للرسام آلبرخت دورر

كذلك أصدرت بطاقات بقيمة 5 ريالات تحتوي على صور لوحات فنية:

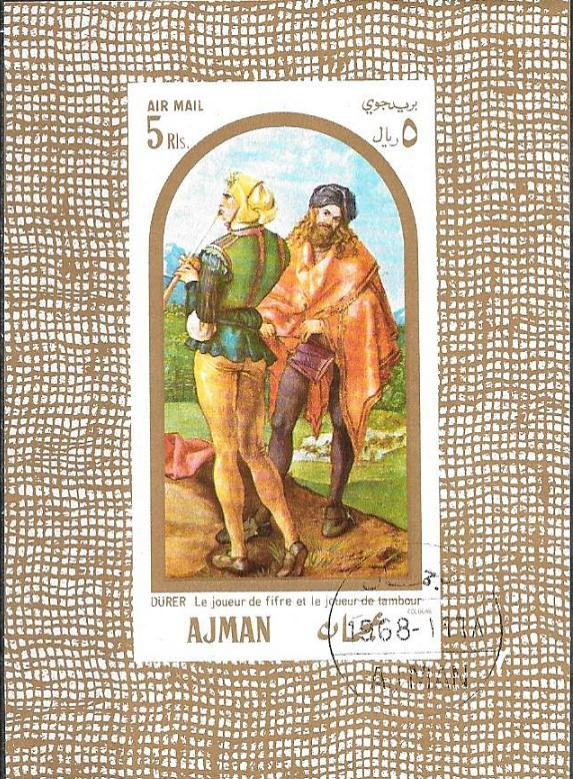
5 ريالات لوحة "عازف المزمار والطبال"، وهي جزء من مذبح ياباش[الإنجليزية] للرسام آلبرخت دورر
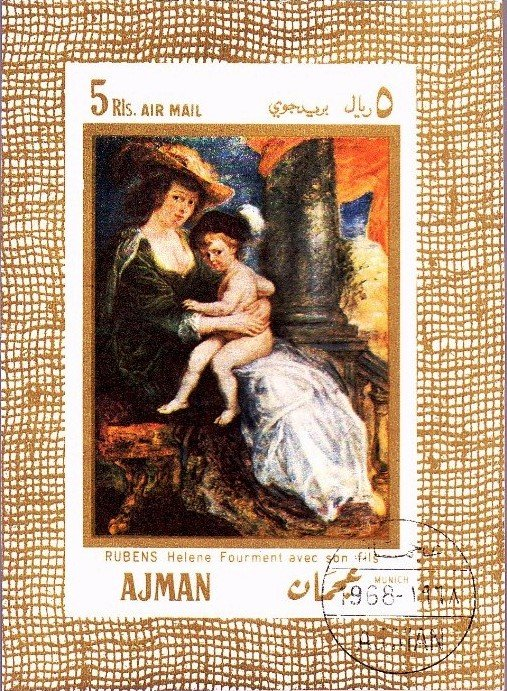
5 ريالات لوحة هيلينا فورمنت وابنها فرانس[الإنجليزية] وقد رسمها زوجها الرسام بيتر بول روبنس
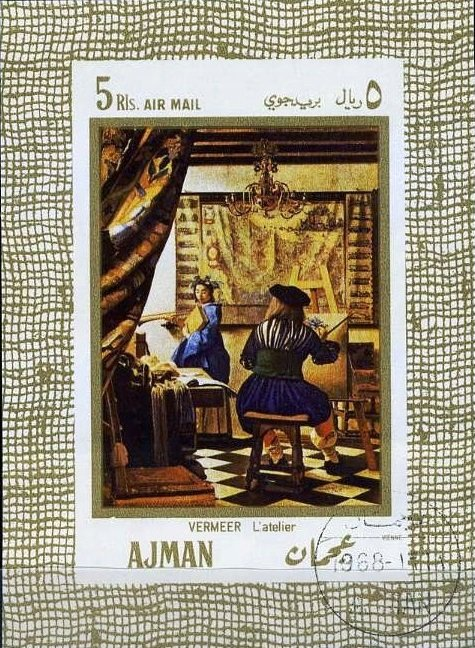
5 ريالات لوحة فن الرسم للرسام يوهانس فيرمير

## إصدارات الأزياء الشعبية

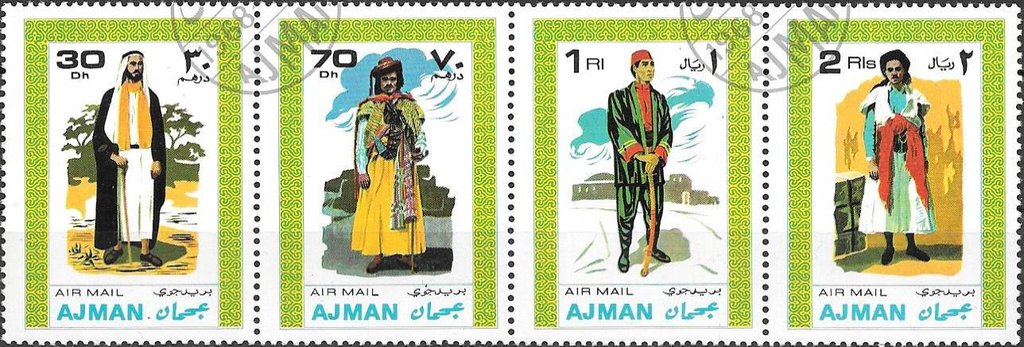
مجموعة طوابع أزياء الرجال الأربعة

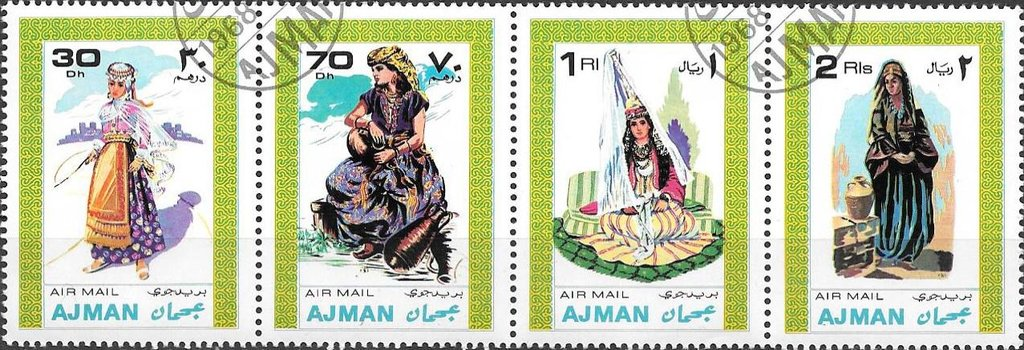
مجموعة طوابع أزياء النساء الأربعة

في 25 مارس 1968، أصدرت مجموعتان من الطوابع المخصصة للبريد الجوي تصور أزياء شعبية وطنية:
- المجموعة الأولى لأزياء الرجال:

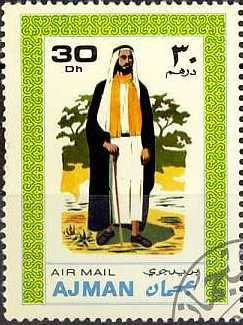
30 درهما
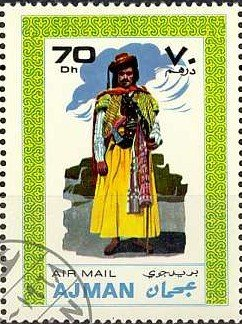
70 درهما
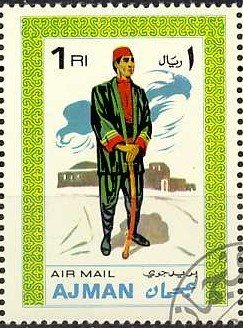
ريال واحد
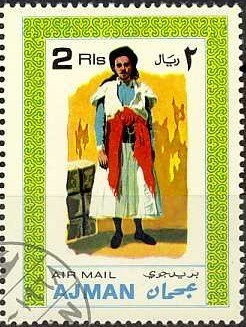
ريالان

- المجموعة الأولى لأزياء النساء:

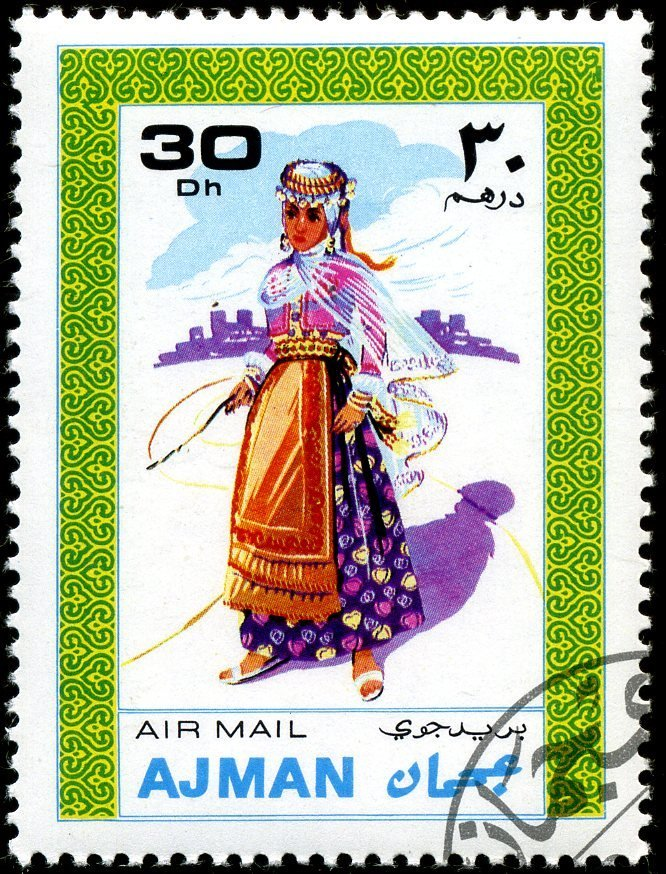
30 درهما
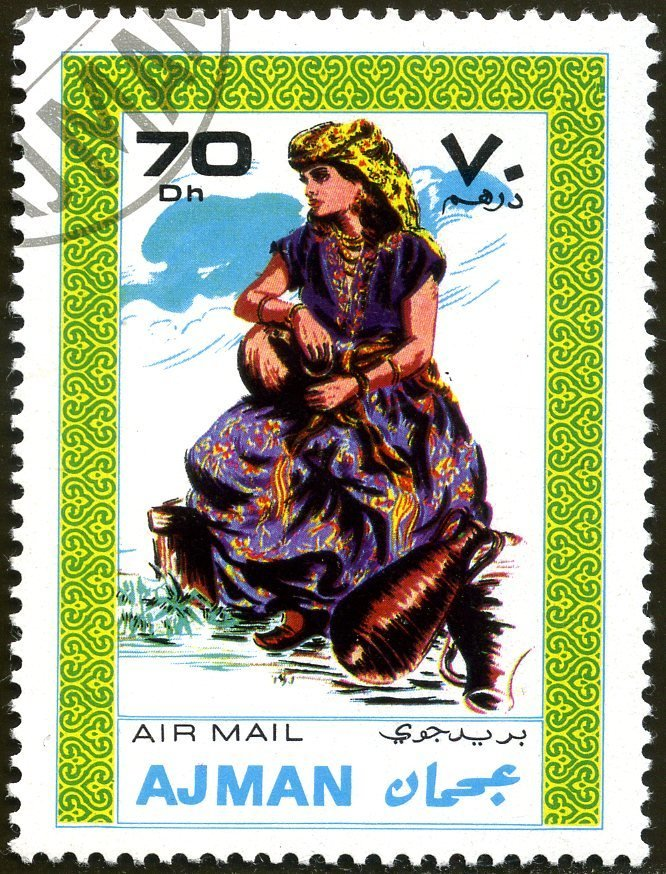
70 درهما
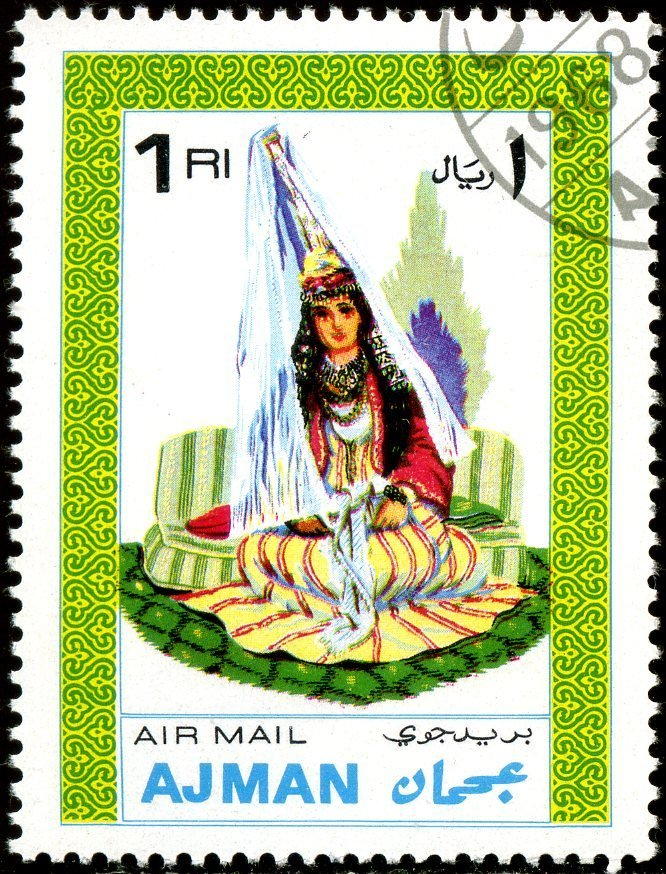
ريال واحد
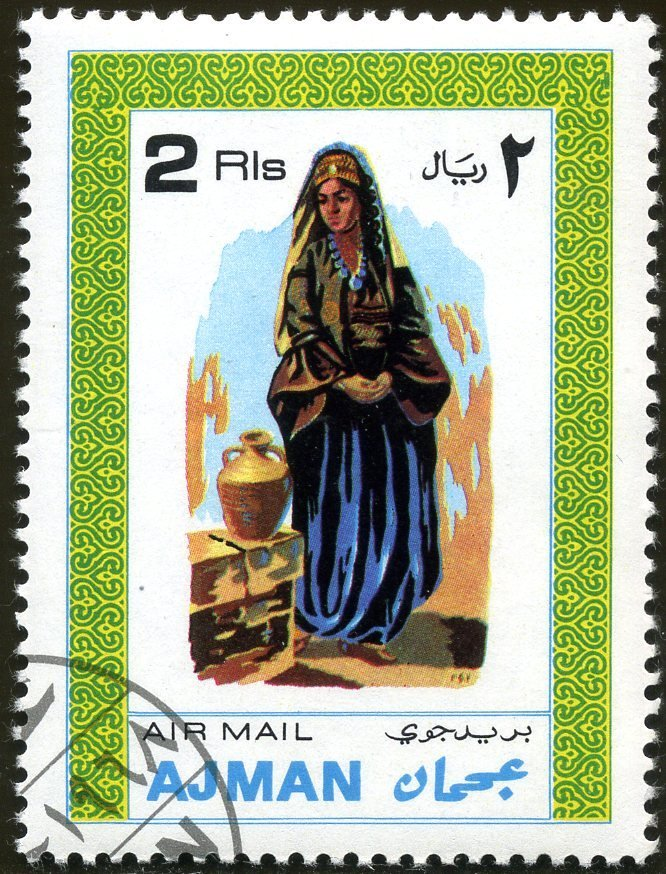
ريالان

## إصدارات البطاقة المذهبية للألعاب الأولمبية الشتوية في غرينوبل
في 10 أبريل 1968، أصدرت البطاقات المخصصة للبريد الجوي والتي يظهر في وسط كل منها طابع مذهب بقيمة 7 ريالات وتظهر فيه صورة لاعب هوكي الجليد، وأبعادها 70 × 90 ملم، وفي أسفل كل منها اسم رياضي حاصل على ميدالية ذهبية في دورة الألعاب الأولمبية الشتوية في غرينوبل الفرنسية:

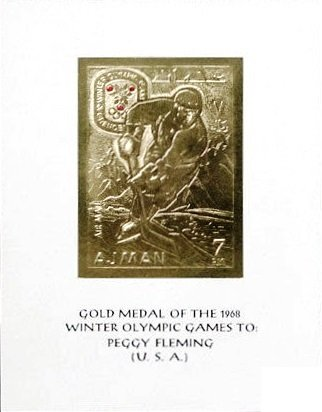
بيجي فليمنج الولايات المتحدة
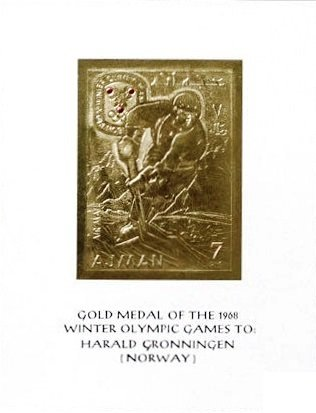
هارالد غرونينجن[الإنجليزية] النرويج
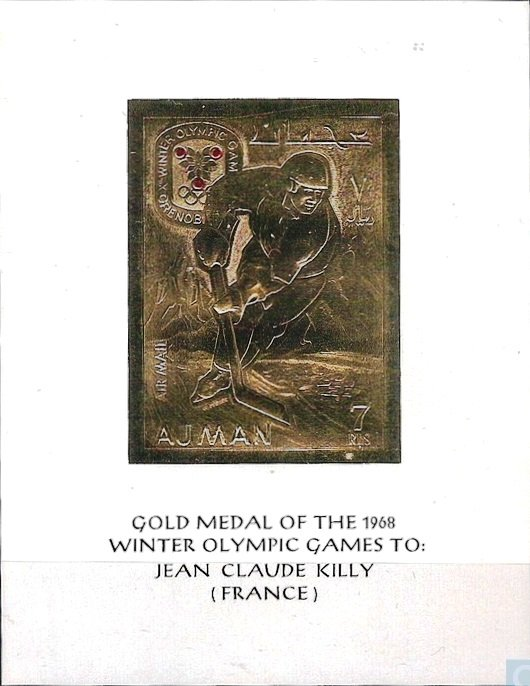
جان كلود كيلي فرنسا
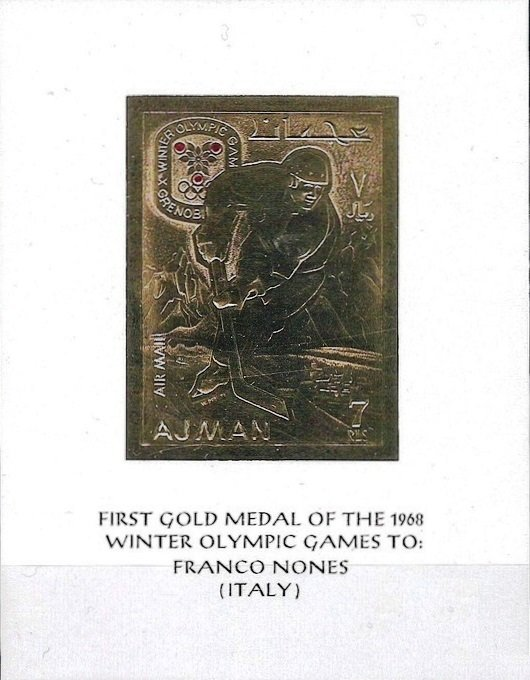
فرانكو نونيس[الإنجليزية] إيطاليا
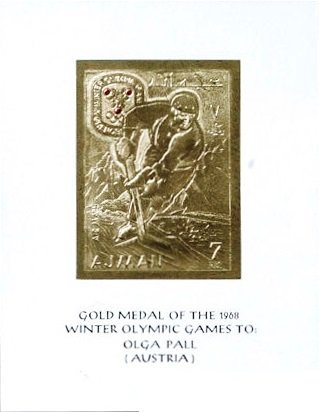
أولغا بال[الإنجليزية] النمسا

## إصدارات الألعاب الأولمبية الصيفية في المكسيك
وفي 20 أبريل 1968، أصدرت الطوابع التالية التي تحتفي بدورة الألعاب الأولمبية الصيفية لعام 1968 التي أقيمت في مدينة مكسيكو عاصمة المكسيك:
- ريال واحد
الركض لمسافات قصيرة
- ريال واحد
ركض الحواجز
- ريال واحد
القفز بالزانة
- ريال واحد
حامل الشعلة الأولمبية

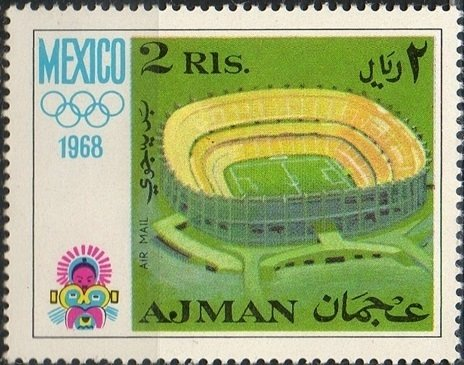
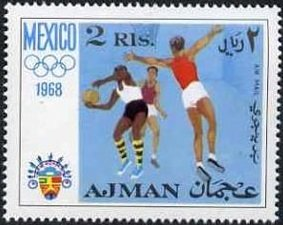
ريالان كرة السلة
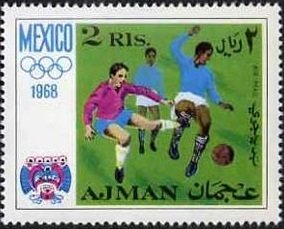
ريالان كرة القدم
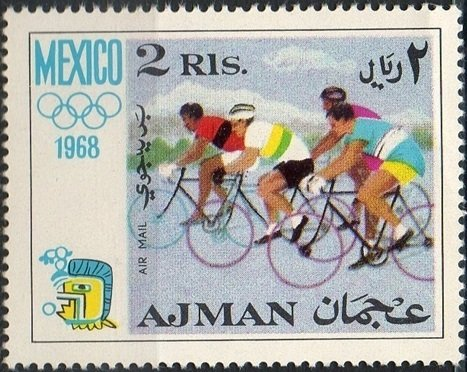
ريالان سباقات الدراجات الهوائية

وهذه نسخ أخرى لبعض الطوابع وعليها ختم إلغاء:

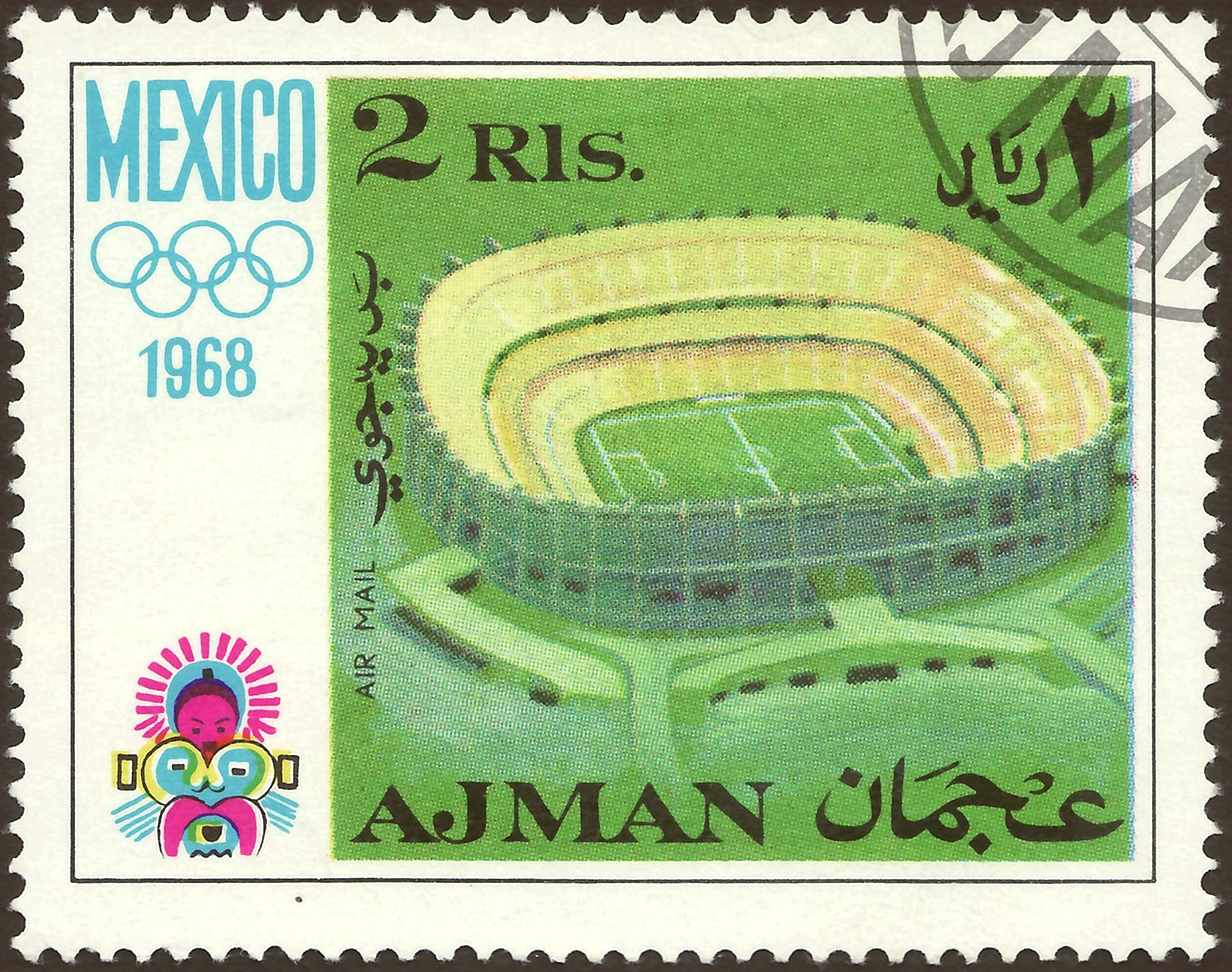
ريالان الملعب الأولمبي
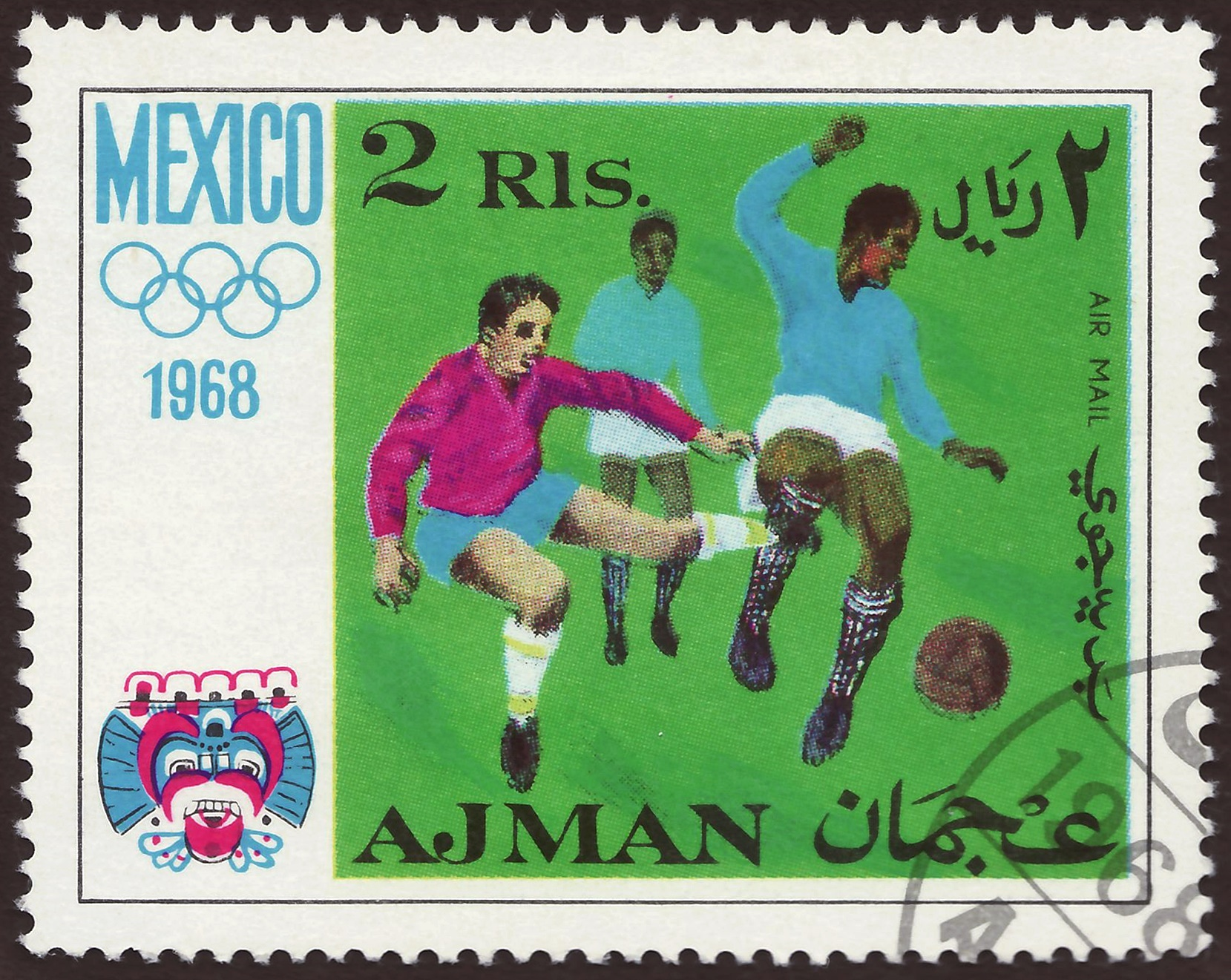
ريالان كرة القدم

- ريال واحد
حامل الشعلة الأولمبية

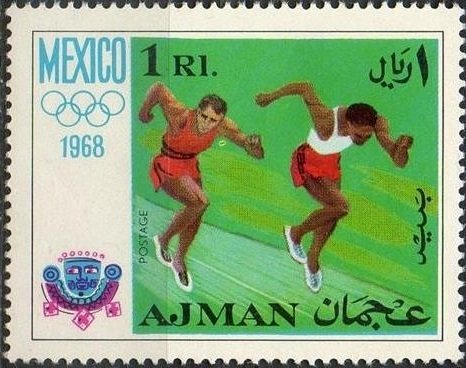
ريال واحد الركض لمسافات قصيرة
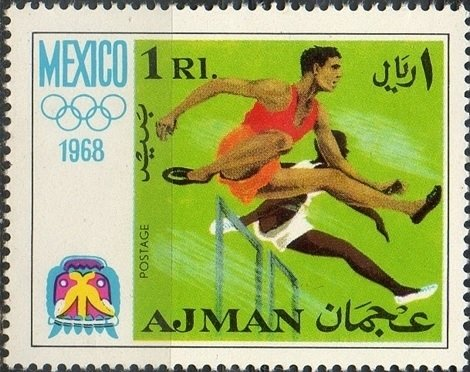
ريال واحد ركض الحواجز
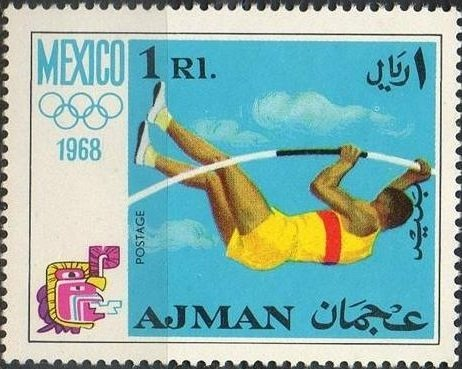
ريال واحد القفز بالزانة
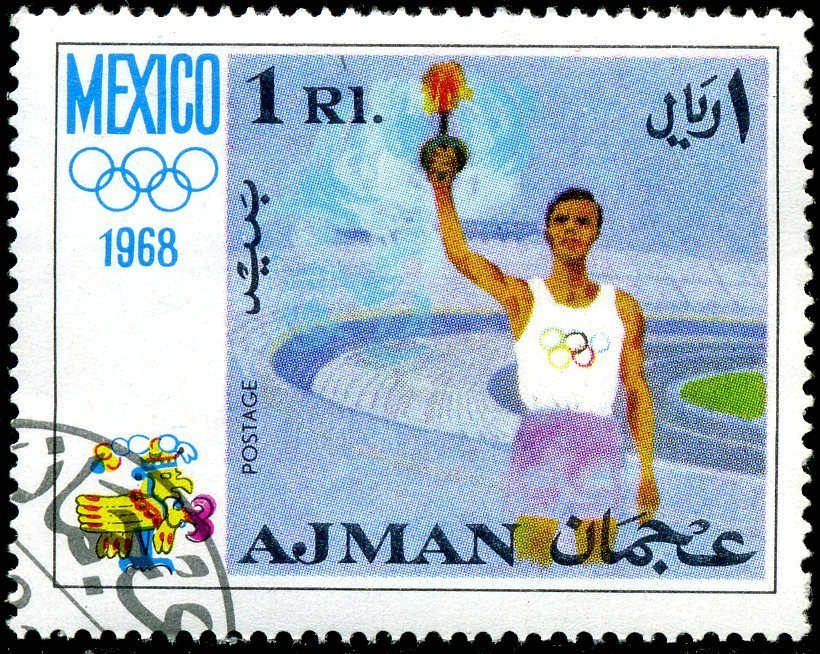
ريال واحد حامل الشعلة الأولمبية

وهذه صورة صحيفة الطوابع والتي تظهر فيها الطوابع على شكل طوابع متجاورة:

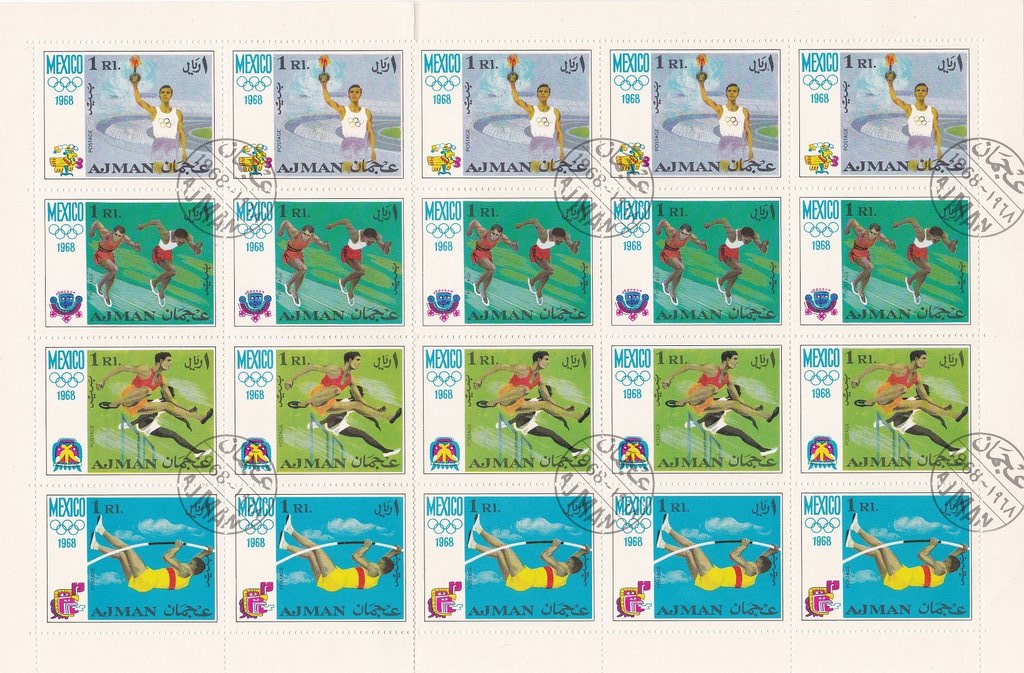
صحيفة الطوابع الأربعة.

كما تتوفر من الطوابع نسخ غير مخرمة وهذا مثال عليها:

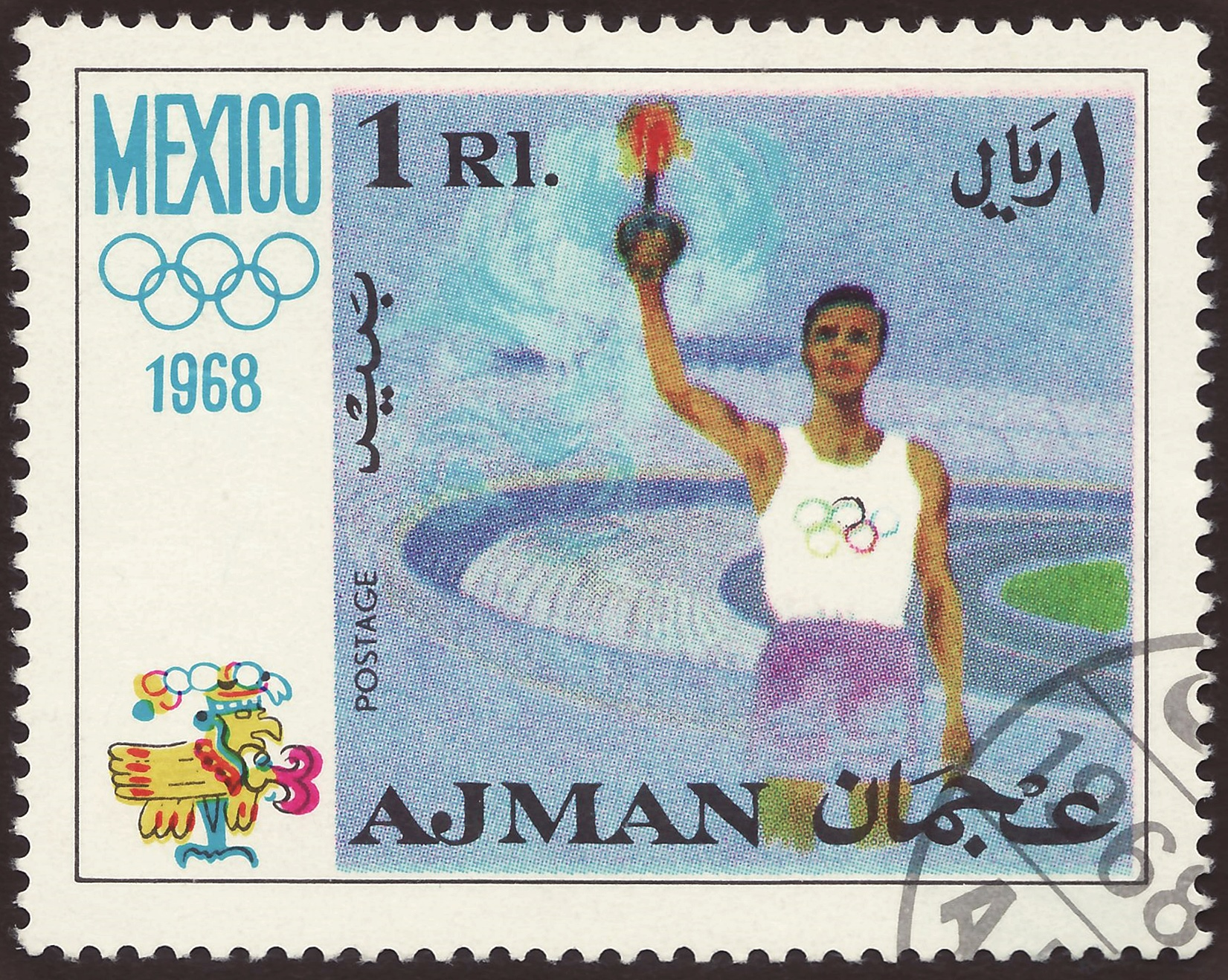
ريال واحد حامل الشعلة الأولمبية
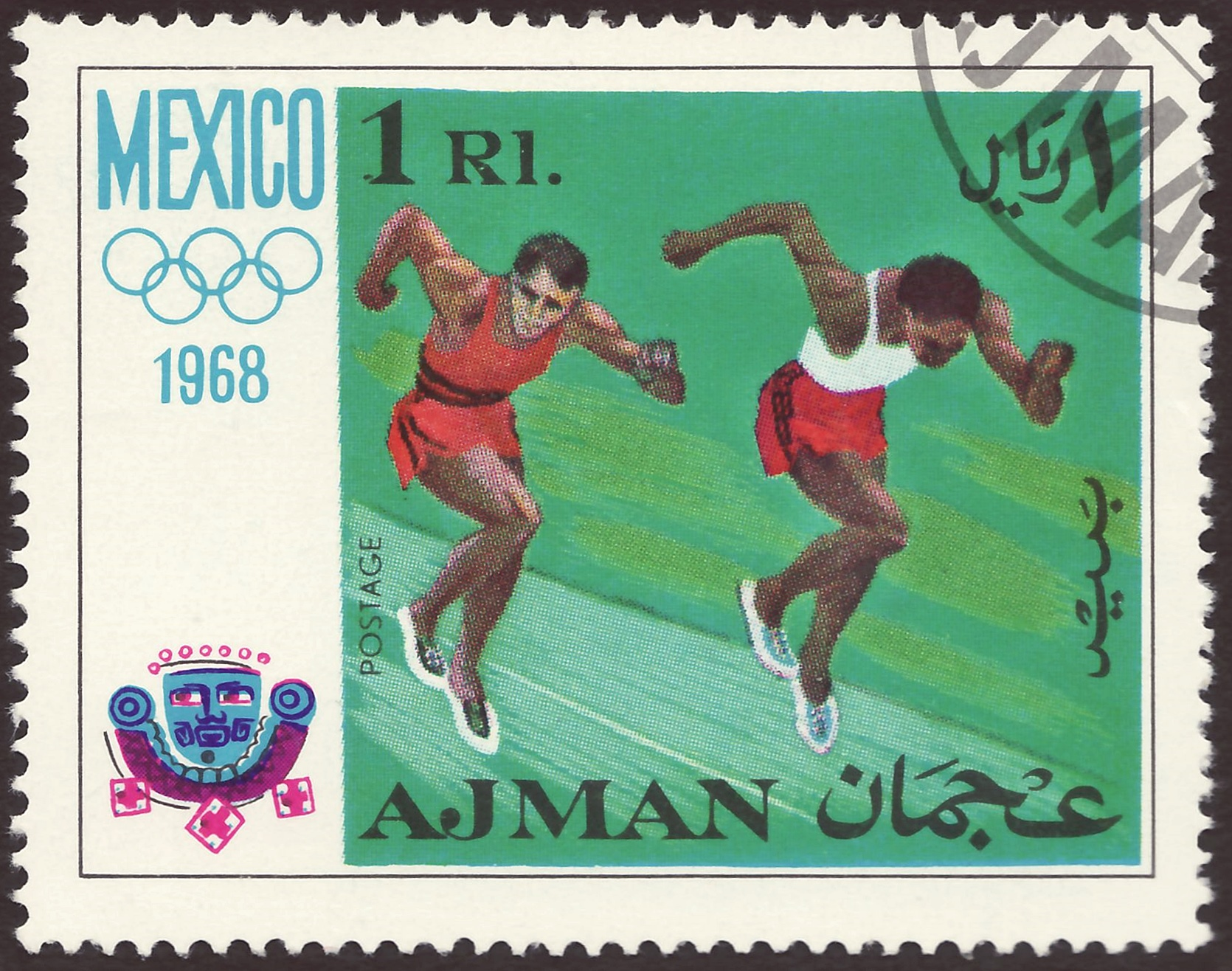
ريال واحد الركض لمسافات قصيرة
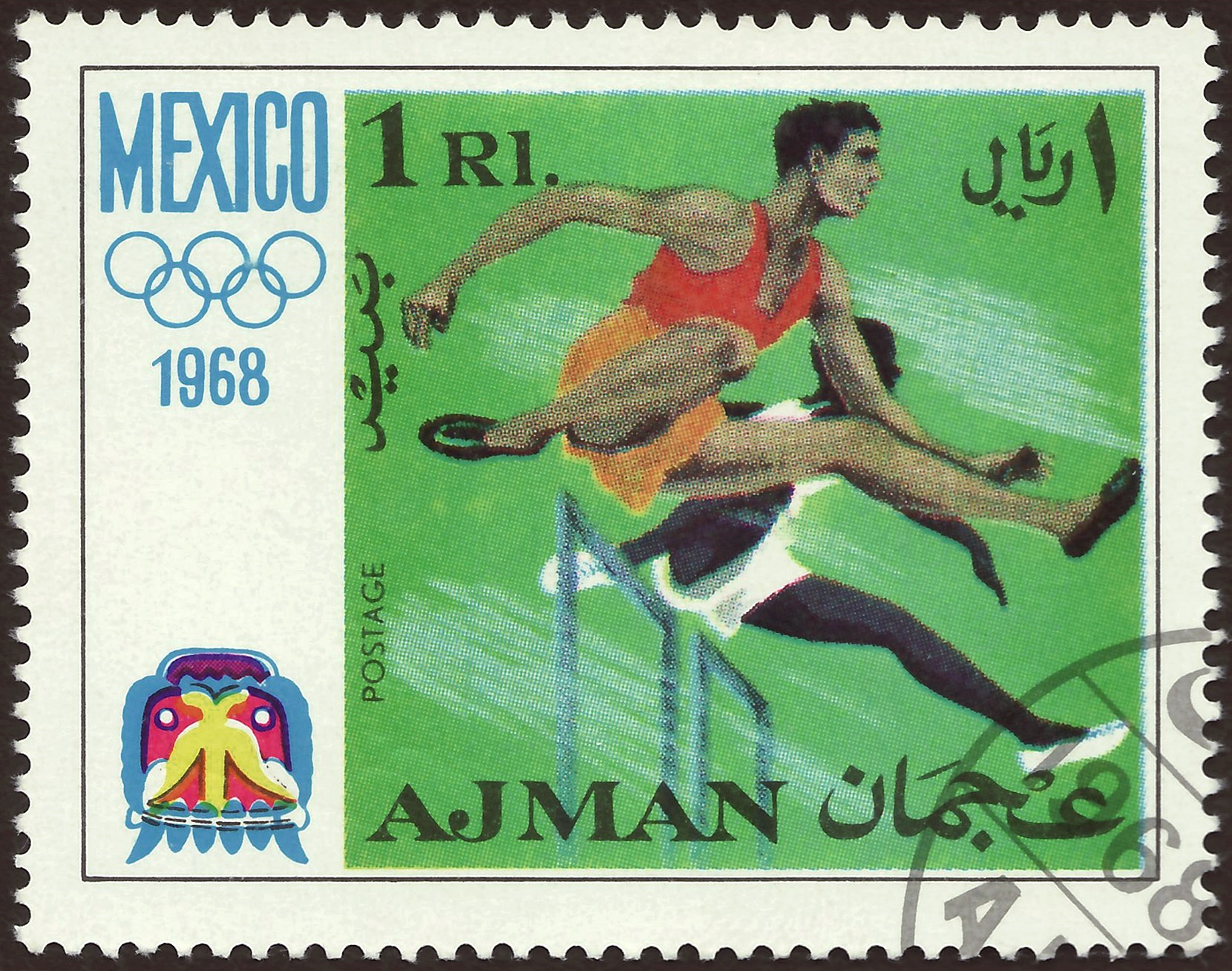
ريال واحد ركض الحواجز

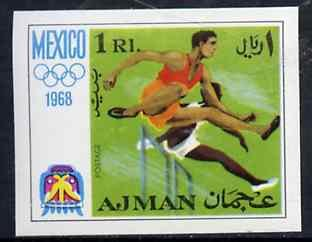
ريال واحد ركض الحواجز

وهذه صور بطاقات بقيمة 5 ريالات تظهر على كل منها صورة طابع من طوابع المجموعة:

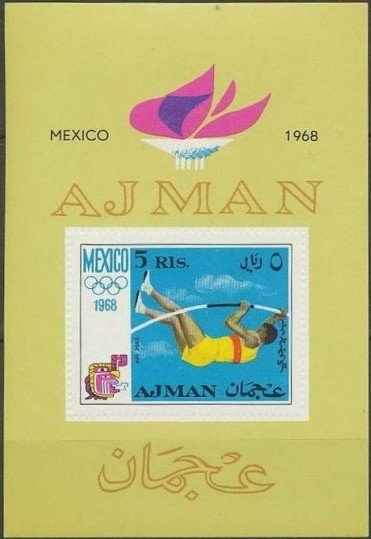
5 ريالات القفز بالزانة
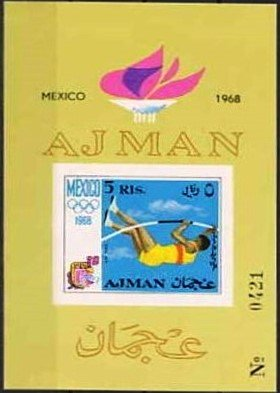
5 ريالات القفز بالزانة (يوجد رقم تسلسلي على البطاقة)
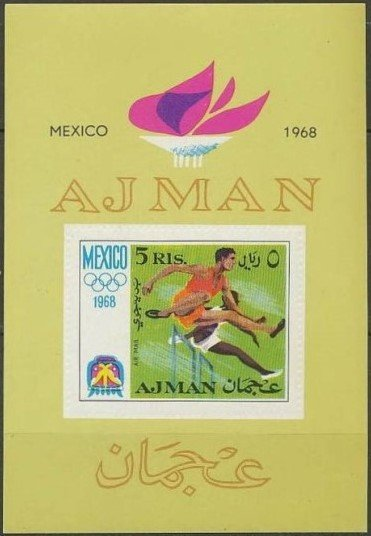
5 ريالات ركض الحواجز
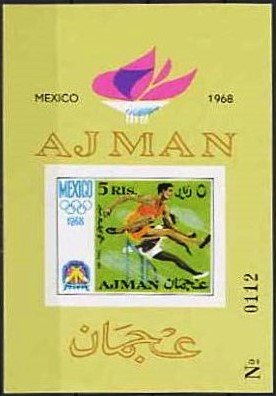
5 ريالات ركض الحواجز (يوجد رقم تسلسلي على البطاقة)

أيضا بطاقات تظهر عليها صور طابعين من طوابع المجموعة:

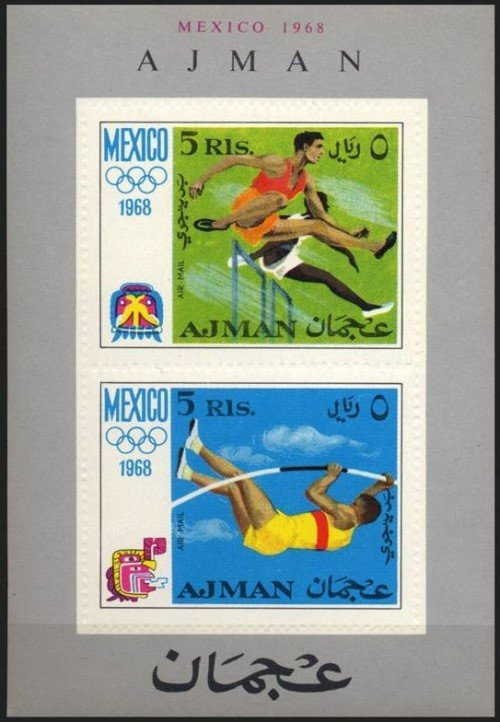
بطاقة تظهر عليها صورة طابع ركض الحواجز وطابع القفز بالزانة وقيمة كل واحد منها 5 ريالات
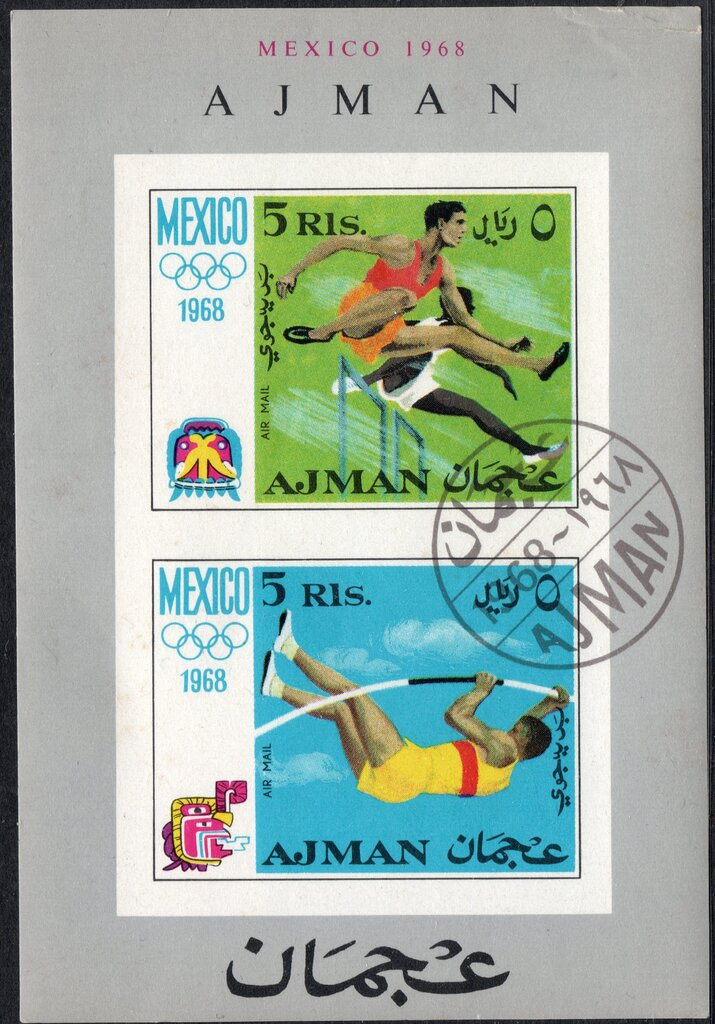
بطاقة عليها ختم إلغاء تظهر عليها صورة طابع ركض الحواجز وطابع القفز بالزانة وقيمة كل واحد منها 5 ريالات

وكذلك أصدر طوابع مخصصة للبريد الجوي:
- ريالان
كرة السلة
- ريالان
كرة القدم
- ريالان
سباقات الدراجات الهوائية

وهذه نسخ أخرى لبعض الطوابع وعليها ختم إلغاء:
- ريالان
الملعب الأولمبي
- ريالان
كرة القدم

## إصدارات الأقمار الصناعية
في 3 مايو 1968، أصدرت الطوابع التالية والتي تظهر عليها صور أقمار صناعية:

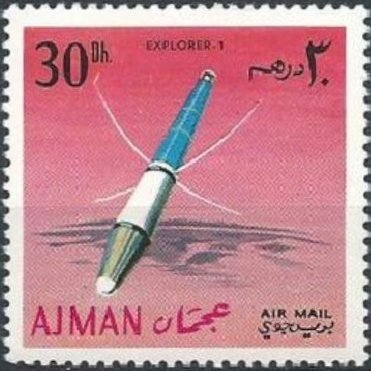
30 درهما إكسبلورر 1
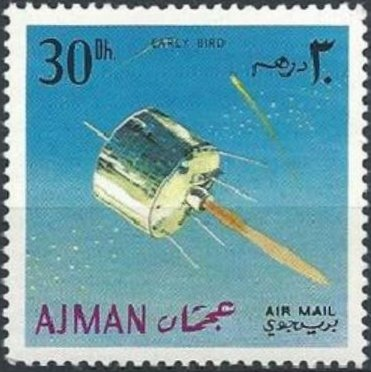
30 درهما إنتلسات 1[الإنجليزية] (إيرلي بيرد)
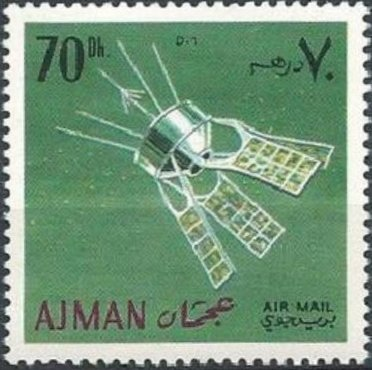
70 درهما
D 1[الإنجليزية]
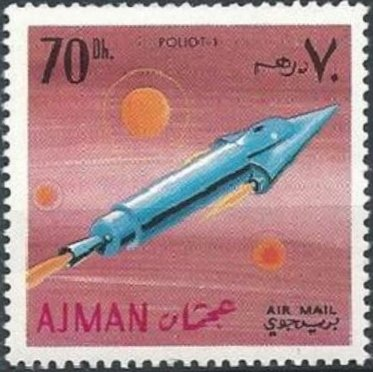
70 درهما بوليوت 1[الروسية]
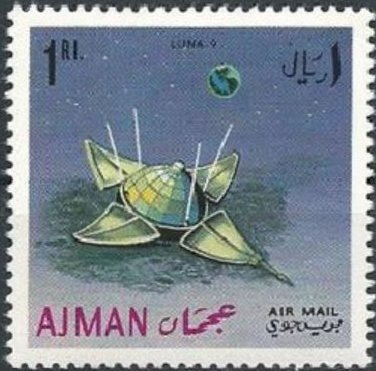
ريال واحد لونا 9
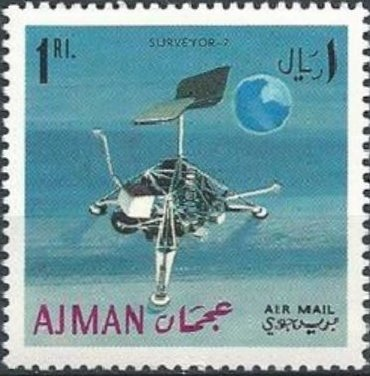
ريال واحد سيرفيور 7[الإنجليزية]
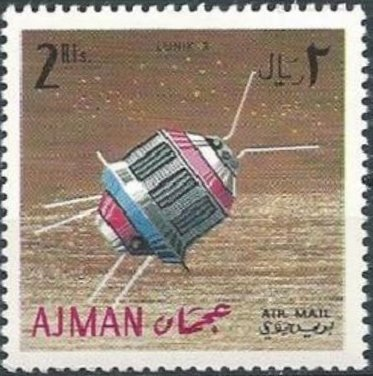
ريالان لونا 3
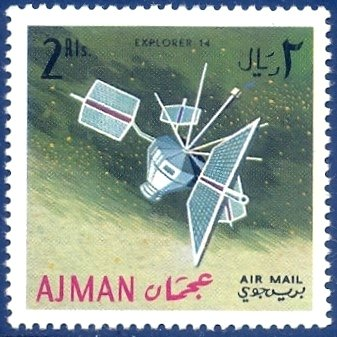
ريالان إكسبلورر 14[الإنجليزية]
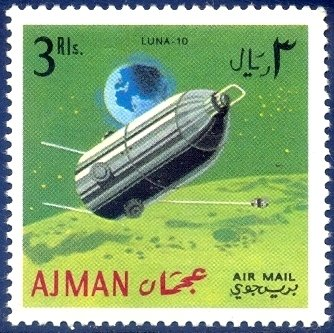
3 ريالات لونا 10
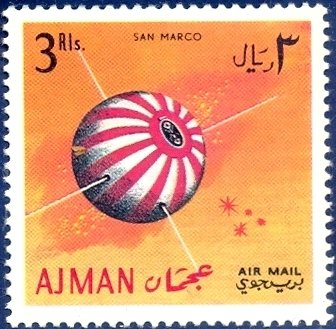
3 ريالات سان ماركو 1

كما أصدرت بطاقات تذكارية:

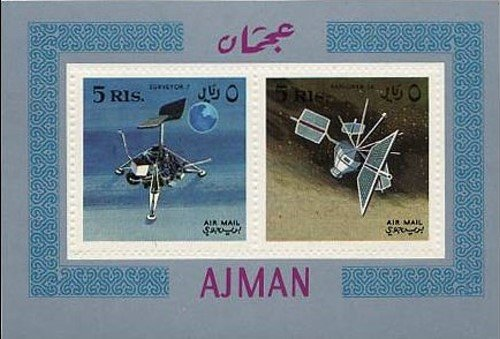
بطاقة مخرمة فيها طابعان قيمة كل واحد منها 5 ريالات تظهر عليها صورة إكسبلورر 14[الإنجليزية] والآخر سيرفيور 7[الإنجليزية]
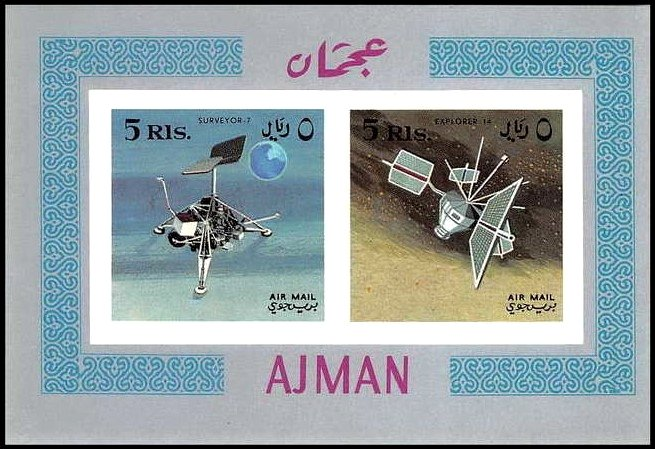
بطاقة غير مخرمة فيها طابعان قيمة كل واحد منها 5 ريالات تظهر عليها صورة إكسبلورر 14[الإنجليزية] والآخر سيرفيور 7[الإنجليزية]
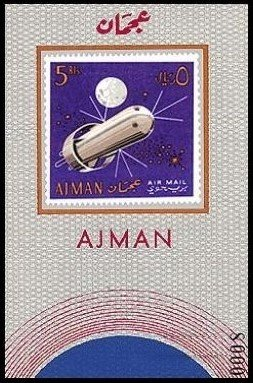
بطاقة تذكارية فيها طابع قيمته 5 ريالات تظهر عليه صورة مركبة فضائية
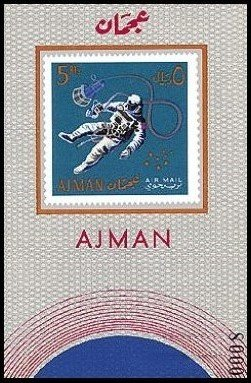
بطاقة تذكارية فيها طابع قيمته 5 ريالات تظهر عليه صورة رائد فضاء يسبح في الفضاء

## إصدارات لوحات الكلاب

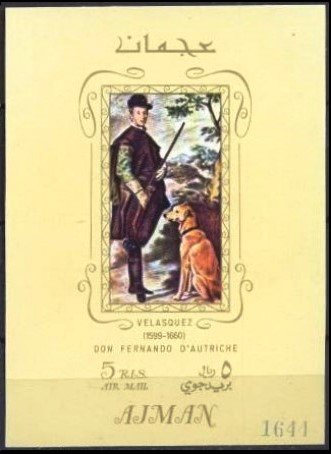
5 ريالات بطاقة تظهر فيها صورة لوحة الصياد كاردينال-إنفانتي فرناندو من النمسا للرسام دييغو بيلازكيز
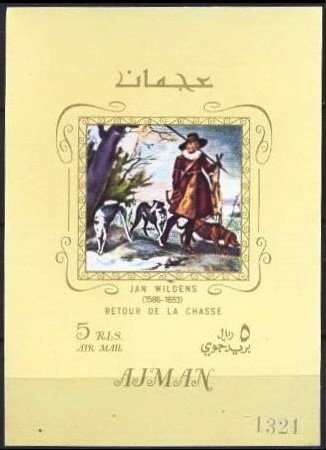
5 ريالات بطاقة تظهر فيها صورة لوحة صياد في مشهد شتوي مع الكلاب للرسام يان فيلدنس
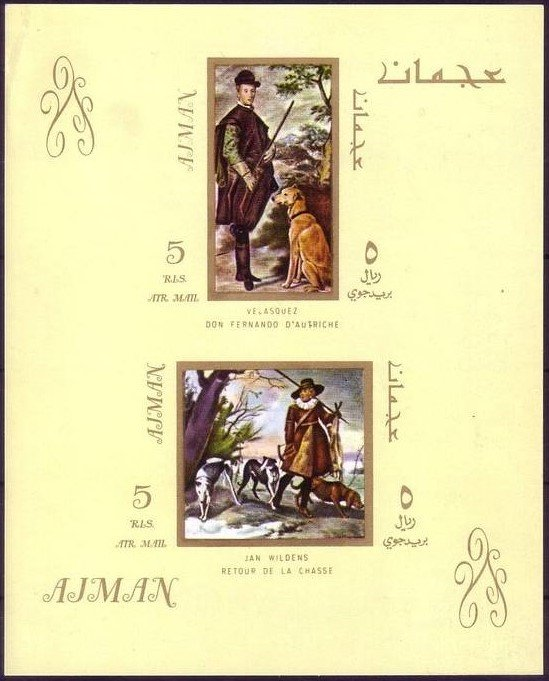
5+5 ريالات بطاقة تظهر فيها الصورتان السابقتان (لوحة الصياد كاردينال-إنفانتي فرناندو من النمسا للرسام دييغو بيلازكيز ولوحة صياد في مشهد شتوي مع الكلاب للرسام يان فيلدنس)

في 10 يونيو 1968، أصدرت الطوابع التالية المخصصة للبريد الجوي، وتظهر عليها صور لوحات فنية تصور الكلاب، وقيمة كل طابع كانت ريالين:

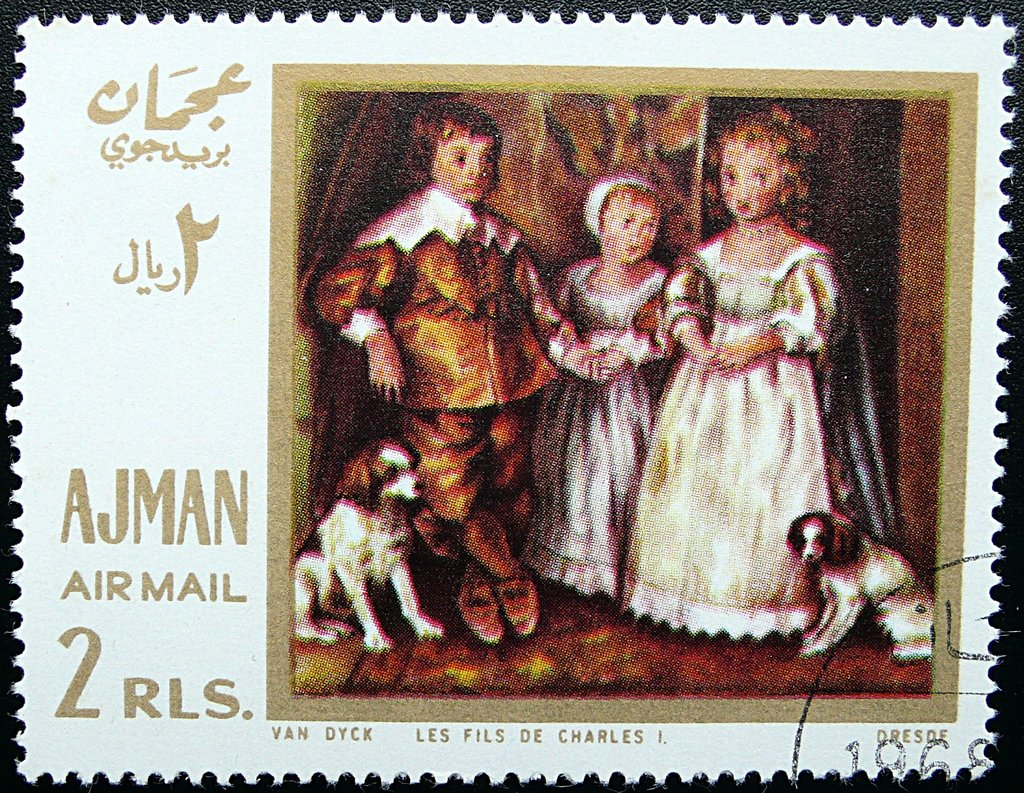
لوحة أطفال الملك تشارلز الأول الثلاثة[الإنجليزية] للرسام أنطوني فان ديك
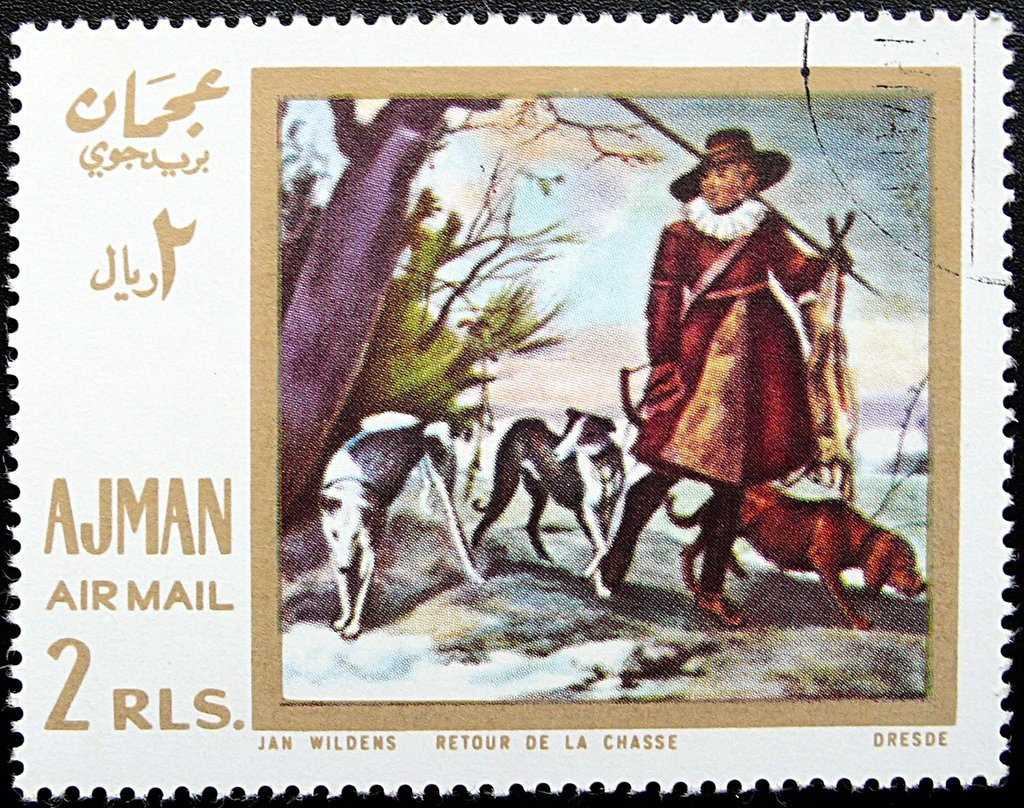
لوحة صياد في مشهد شتوي مع الكلاب[الأوكرانية] للرسام يان فيلدنس
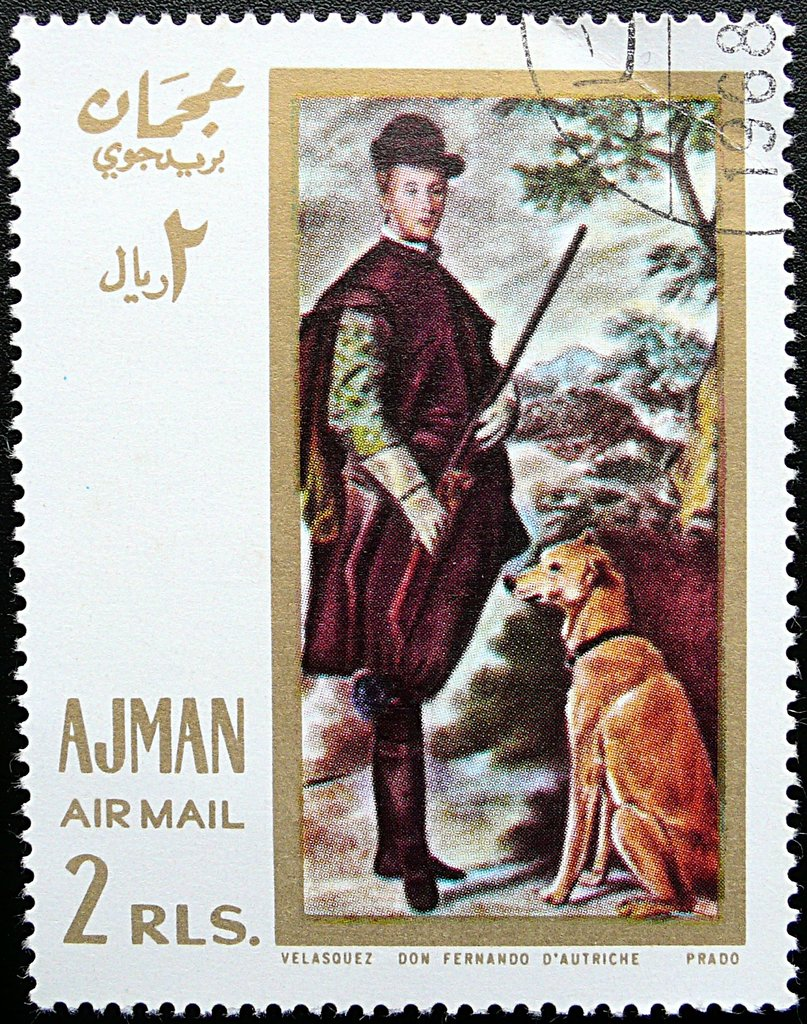
لوحة الصياد كاردينال-إنفانتي فرناندو من النمسا[الفرنسية] للرسام دييغو بيلازكيز
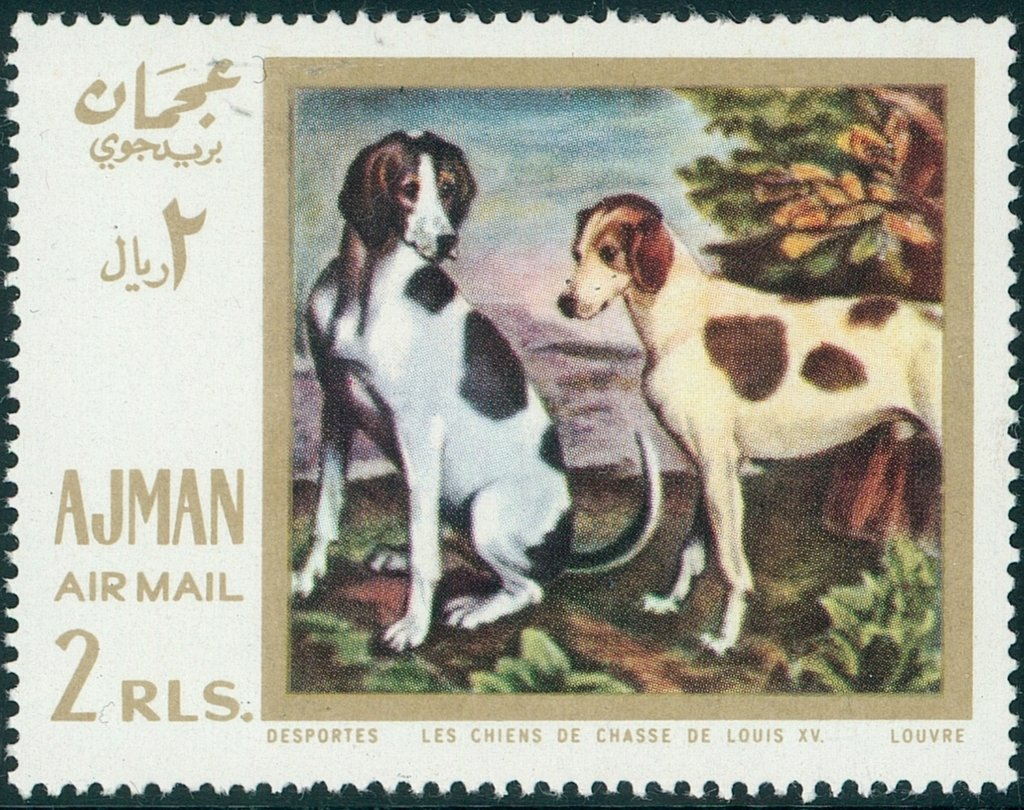
لوحة كلاب الصيد الخاصة بلويس الخامس عشر للرسام أليكسندر فرانسوا ديبورت[الإنجليزية]
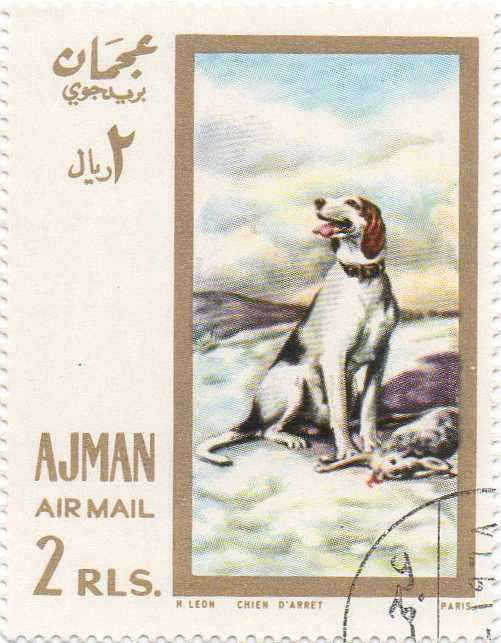
لوحة "كلب الحراسة" للرسام شارل هرمان ليون
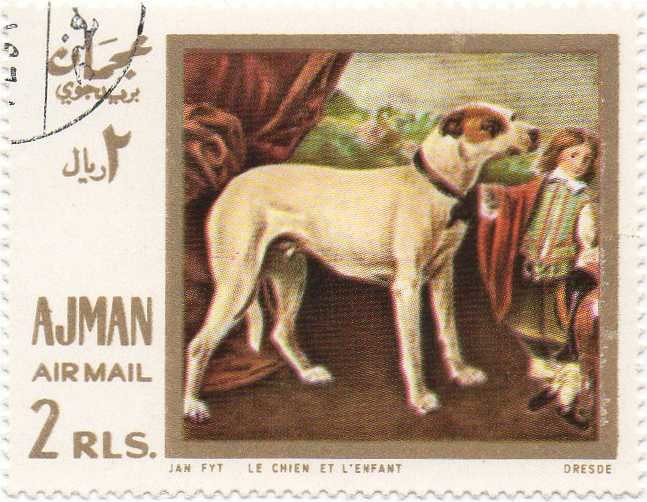
لوحة ولد وقزم مع كلب (Q50325370) للرسام يان فيت

وكذلك أصدرت بطاقات تذكارية:
- 5 ريالات
بطاقة تظهر فيها صورة لوحة الصياد كاردينال-إنفانتي فرناندو من النمسا[الفرنسية]
للرسام دييغو بيلازكيز
- 5 ريالات
بطاقة تظهر فيها صورة لوحة صياد في مشهد شتوي مع الكلاب[الأوكرانية]
للرسام يان فيلدنس
- 5+5 ريالات
بطاقة تظهر فيها الصورتان السابقتان
 (لوحة الصياد كاردينال-إنفانتي فرناندو من النمسا[الفرنسية]
للرسام دييغو بيلازكيز ولوحة صياد في مشهد شتوي مع الكلاب[الأوكرانية]
للرسام يان فيلدنس)

## إصدارات لوحات آدم وحواء
في 5 يوليو 1968، أصدرت الطوابع التالية المخصصة للبريد الجوي، والتي تظهر عليها صور تعبر عن آدم وحواء، وقيمة كل طابع ريالين:
- لوحة آدم[الإنجليزية]
للرسام آلبرخت دورر
- لوحة خلق آدم والخطيئة الأصلية (Q127095042) وهي جدارية من الفن الرومانسكي الإسباني[الإنجليزية] لرسام إسباني مجهول من القرن الثاني عشر موجودة في متحف ديل برادو في مدريد
- لوحة من لوحات آدم وحواء[الإنجليزية] (أدم وحواء في الجنة (Q18688037))
للرسام لوكاس كراناخ
وقد رسمها سنة 1533، وهي موجودة في جيملده جاليري في برلين
- لوحة من ثنائية فيينا[الإنجليزية] (الجانب الأيسر: سقوط الإنسان)
للرسام هوغو فان دير غوس

كما أصدرت البطاقات التالية بقيمة 5 ريالات لكل بطاقة:

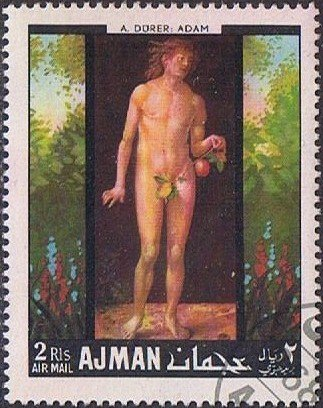
بطاقة تظهر فيها صورة لوحة آدم[الإنجليزية] للرسام آلبرخت دورر
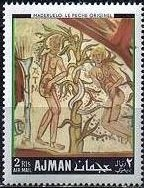
بطاقة مخرمة تظهر فيها صورة لوحة خلق آدم والخطيئة الأصلية (Q127095042) وهي جدارية من الفن الرومانسكي الإسباني[الإنجليزية] لرسام إسباني مجهول من القرن الثاني عشر موجودة في متحف ديل برادو في مدريد
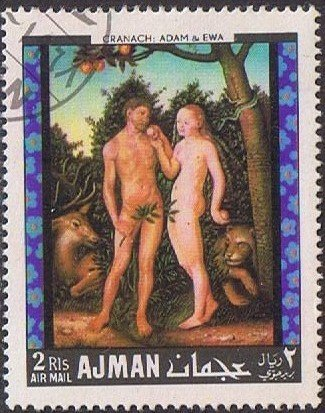
لوحة من لوحات آدم وحواء للرسام لوكاس كراناخ وقد رسمها سنة 1533، وهي موجودة في جيملده جاليري في برلين
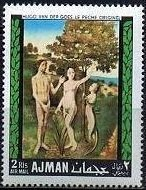
لوحة من ثنائية فيينا (الجانب الأيسر: سقوط الإنسان) للرسام هوغو فان دير غوس

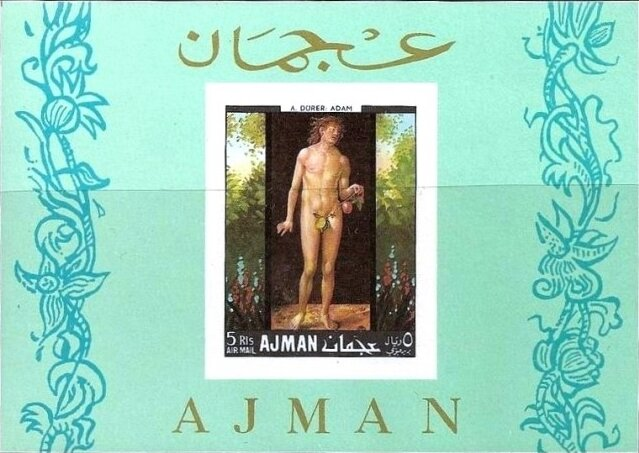
بطاقة غير مخرمة تظهر فيها صورة لوحة خلق آدم والخطيئة الأصلية (Q127095042) وهي جدارية من الفن الرومانسكي الإسباني[الإنجليزية] لرسام إسباني مجهول من القرن الثاني عشر موجودة في متحف ديل برادو في مدريد
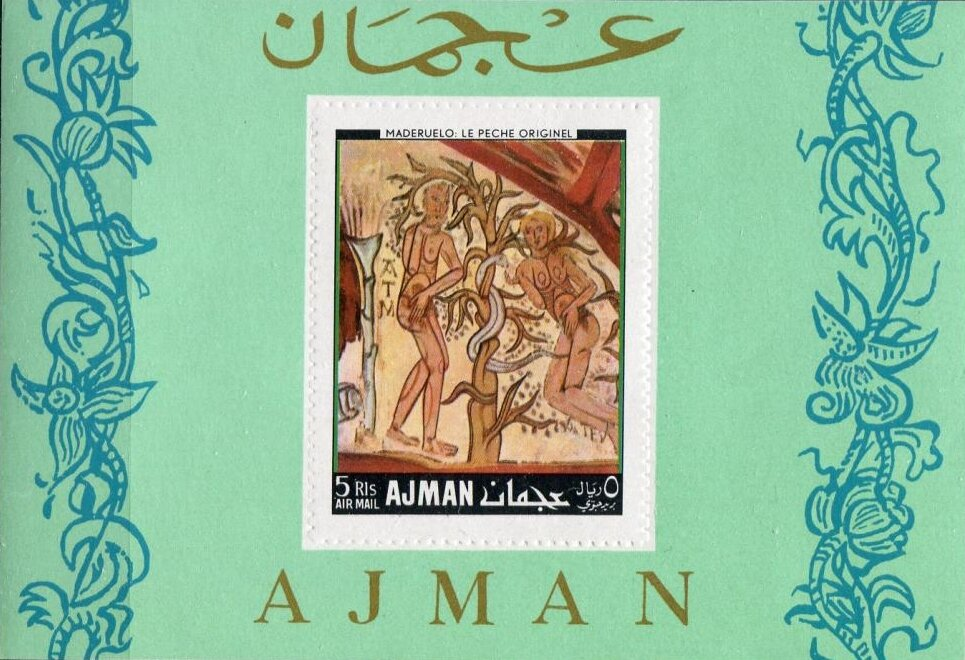
بطاقة مخرمة تظهر فيها صورة لوحة وهي جدارية من الفن الرومانسكي الإسباني لرسام إسباني مجهول من القرن الثاني عشر موجودة في متحف ديل برادو في مدريد
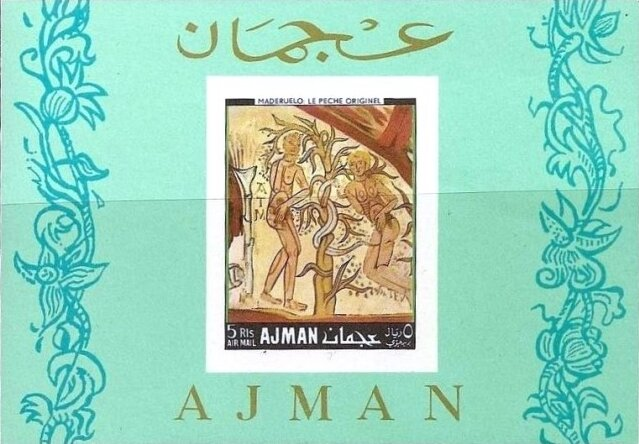
بطاقة غير مخرمة تظهر فيها صورة لوحة وهي جدارية من الفن الرومانسكي الإسباني لرسام إسباني مجهول من القرن الثاني عشر موجودة في متحف ديل برادو في مدريد

وأصدرت البطاقة التالية والتي تحمل صورة طابعين بقيمة 5 ريالات لكل طابع:

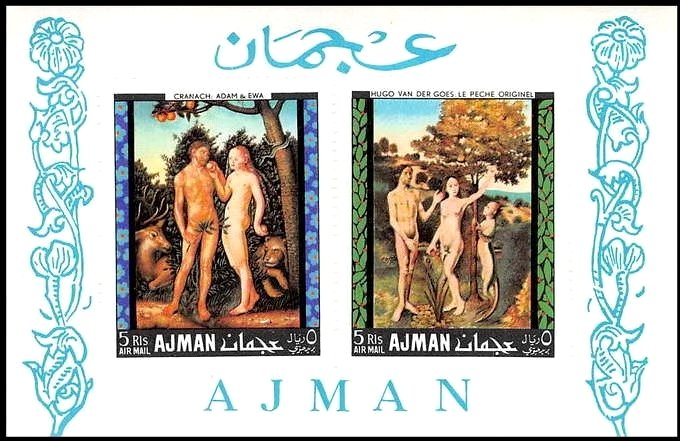
بطاقة تذكارية يظهر فيها طابعان: الطابغ الأيمن تظهر فيه صورة لوحة من ثنائية فيينا[الإنجليزية] (الجانب الأيسر: سقوط الإنسان) للرسام هوغو فان دير غوس، أما الطابع الأيسر فتظهر فيه صورة لوحة من لوحات آدم وحواء[الإنجليزية] (أدم وحواء في الجنة (Q18688037)) للرسام لوكاس كراناخ وقد رسمها سنة 1533، وهي موجودة في جيملده جاليري في برلين
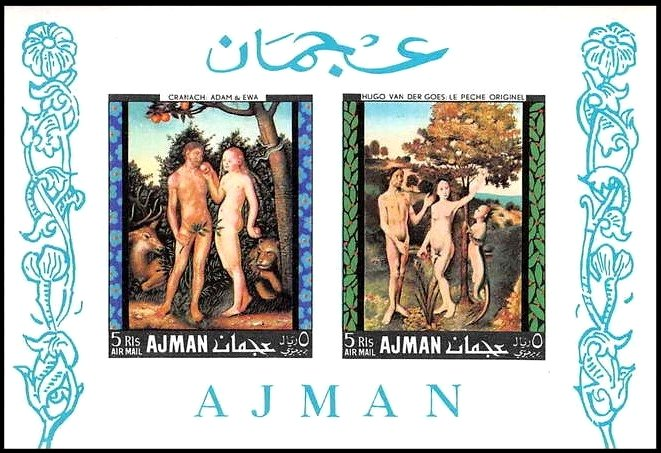
نسخة أخرى من البطاقة مع اختلاف بسيط في دقة الطباعة

## إصدارات السنة الدولية لحقوق الإنسان

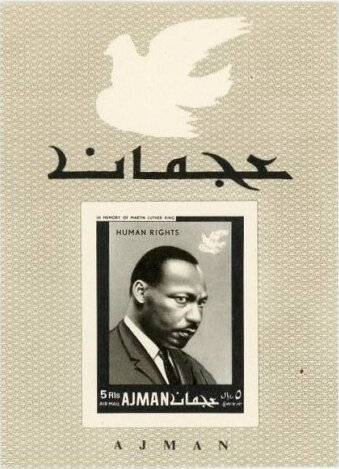
5 ريالات مارتن لوثر كينغ الابن
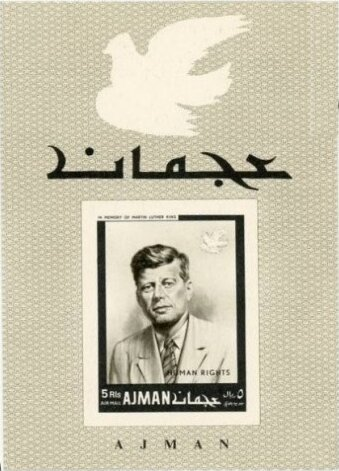
5 ريالات جون كينيدي
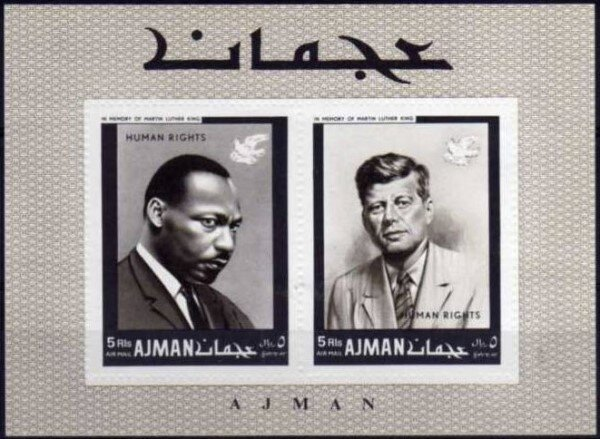
5 + 5 ريالات جون كينيدي ومارتن لوثر كينغ الابن

السنة الدولية لحقوق الإنسان
في 25 يوليو 1968، أصدرت الطوابع التالية التي تحتفي بالسنة الدولية لحقوق الإنسان التي أعلنتها اليونسكو سنة 1968، وتظهر عليها صور أشخاص مشاهير:

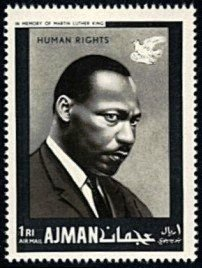
ريال واحد مارتن لوثر كينغ الابن
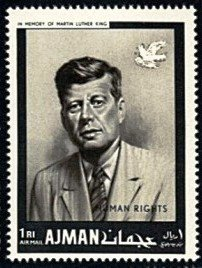
ريال واحد جون كينيدي
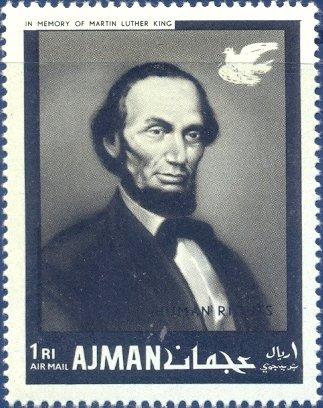
ريال واحد أبراهام لينكون
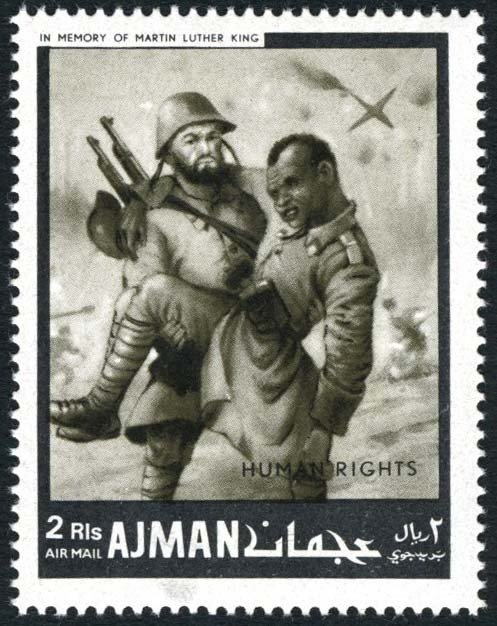
ريالان جديين
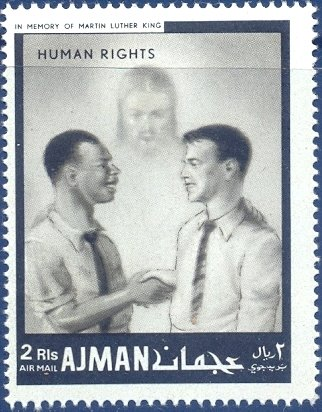
ريالان رجلان أحدهما أبيض والآخر أسمر
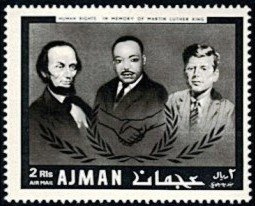
ريالان جون كينيدي ومارتن لوثر كينغ الابن وأبراهام لينكون

كما أصدرت بطاقات تذكارية:
- 5 ريالات
مارتن لوثر كينغ الابن
- 5 ريالات
جون كينيدي
- 5 + 5 ريالات
جون كينيدي ومارتن لوثر كينغ الابن

## إصدارات روبرت كينيدي
كذلك في 25 يوليو 1968، أصدرت طوابع تحتفي بروبرت كينيدي:

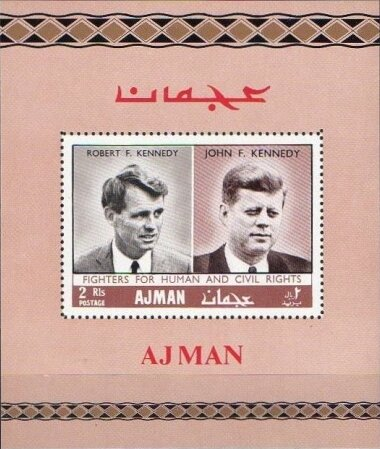
ريالان روبرت كينيدي وجون كينيدي
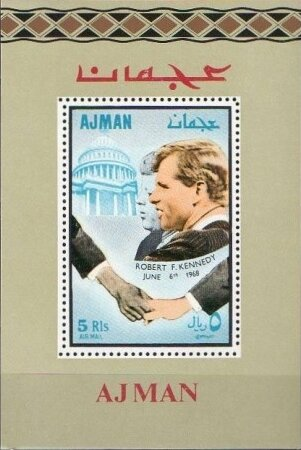
5 ريالات (بريد جوي) روبرت كينيدي وخيال صورة جون كينيدي

كذلك أصدرت بطاقات تذكارية تضم الطابعين أعلاه:

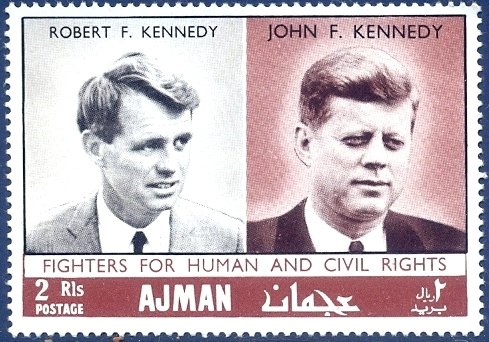
ريالان روبرت كينيدي وجون كينيدي
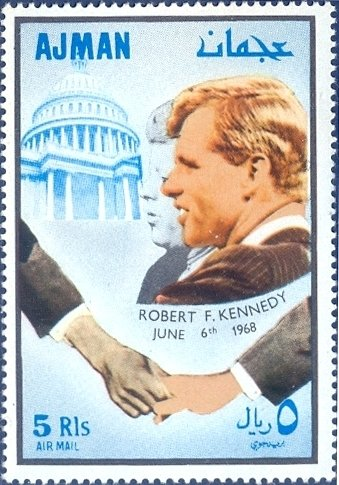
5 ريالات (بريد جوي) روبرت كينيدي وخيال صورة جون كينيدي

## إصدارات لاعبي كرة القدم الإيطالية
في 25 أغسطس 1968، أصدرت طوابع تحمل صور لاعبي نادي إنتر ميلان الإيطالي:
- 5 دراهم
ساندرو ماتسولا
- 10 دراهم
أنجلو دومنغيني
- 15 درهما
تارشيزيو بورغنيتش
- 20 درهما
ماريو كورسو
- 25 درهما
جاشينتو فاكيتي
- 10 ريالات
لويس سواريز ميرامونتيس

كما أصدرت نسخة غير مخرمة من الطوابع، وهذه أمثلة عليها:

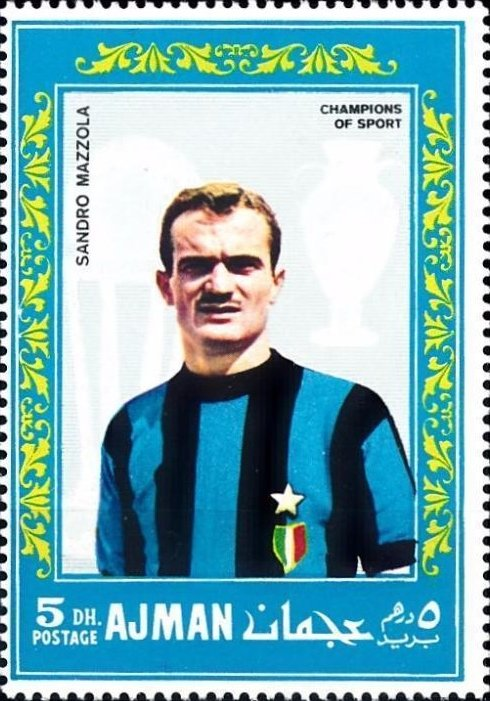
5 دراهم ساندرو ماتسولا
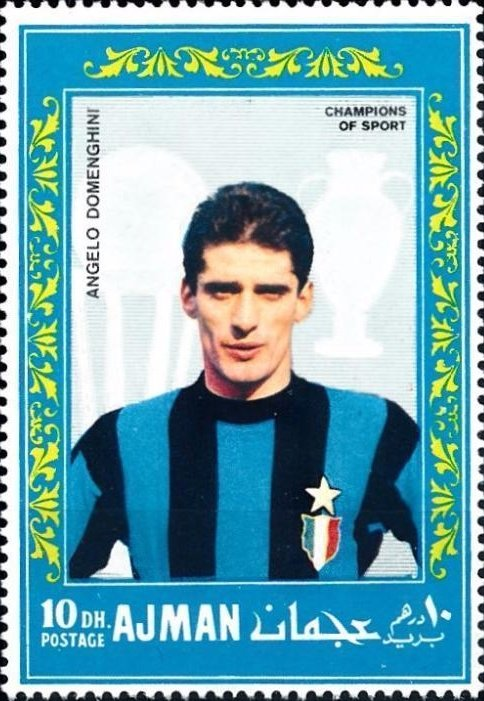
10 دراهم أنجلو دومنغيني
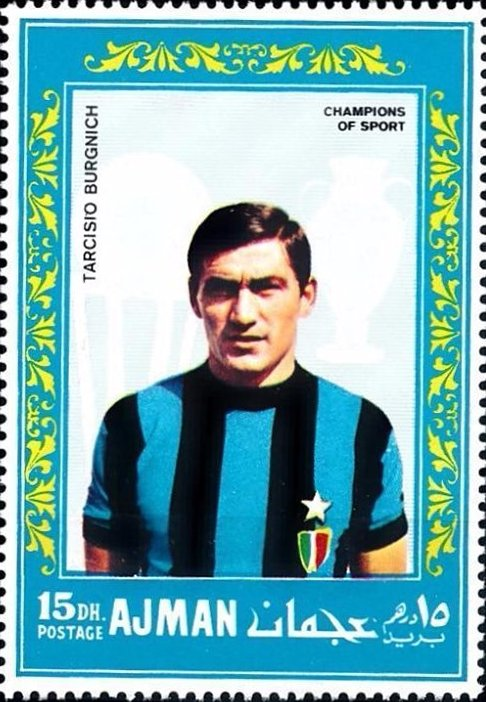
15 درهما تارشيزيو بورغنيتش
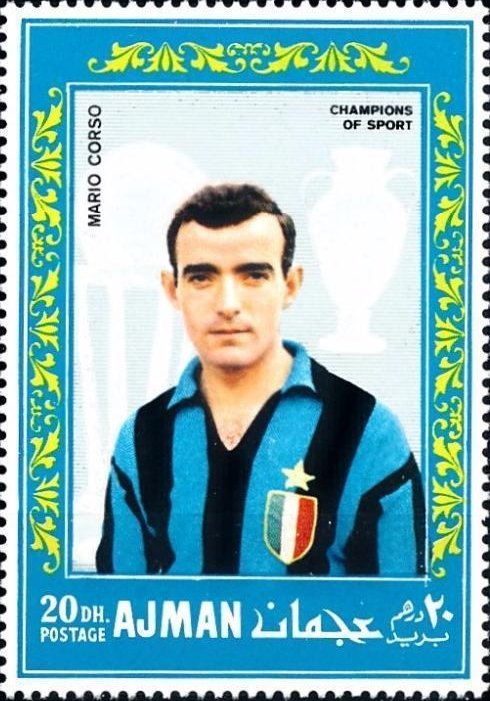
20 درهما ماريو كورسو
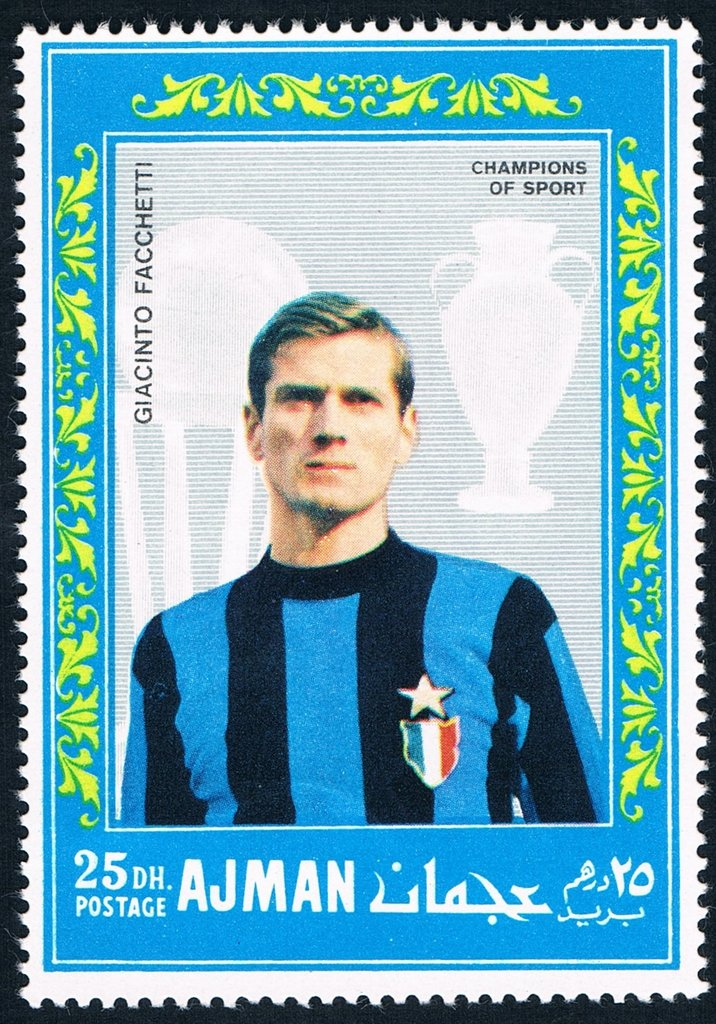
25 درهما جاشينتو فاكيتي
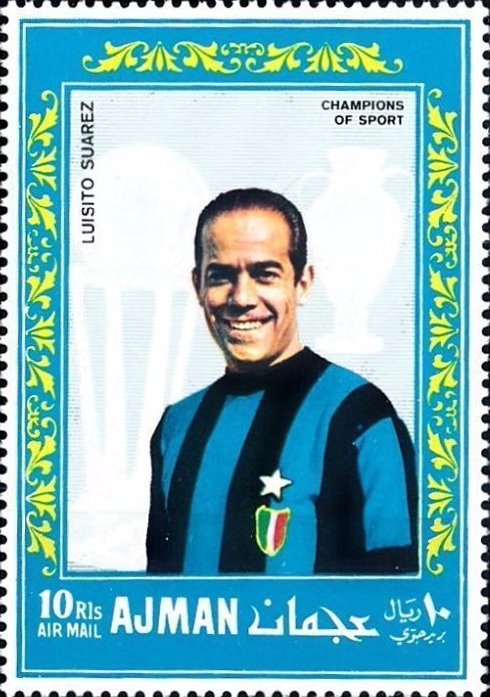
10 ريالات لويس سواريز ميرامونتيس

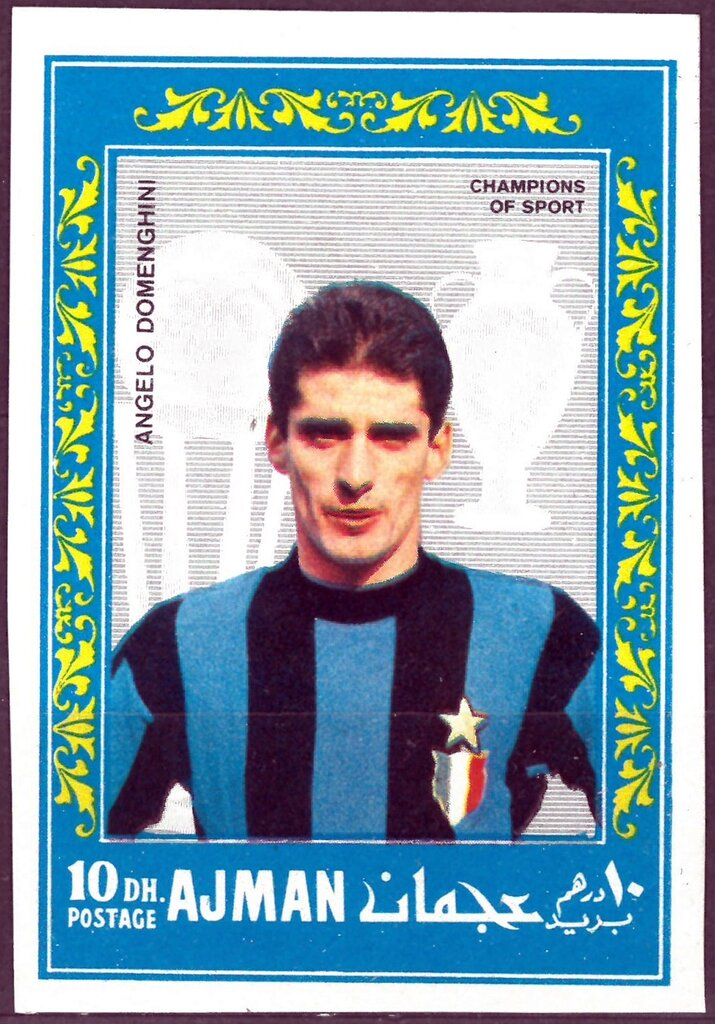
10 دراهم أنجلو دومنغيني
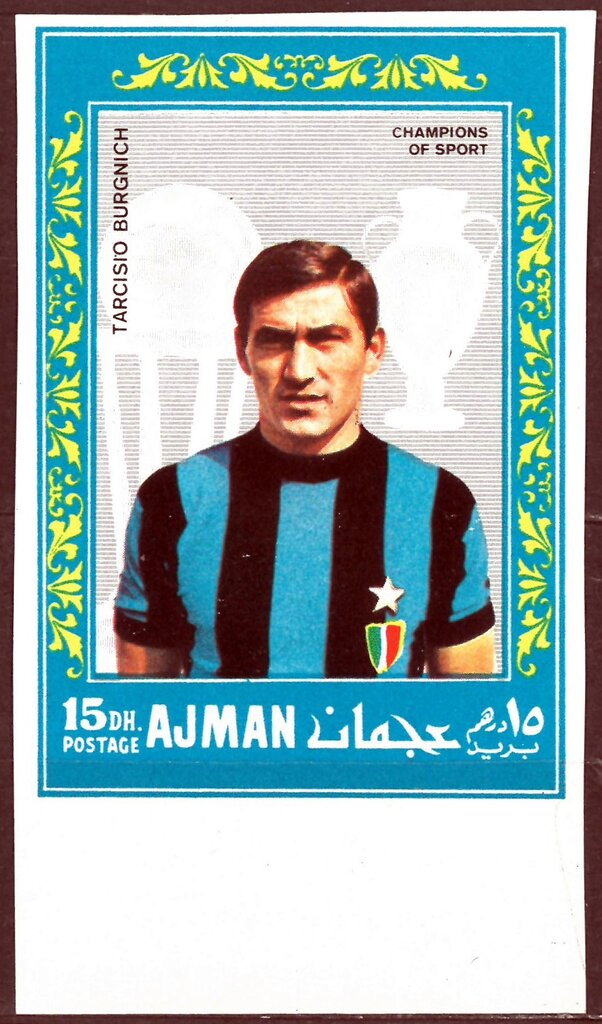
15 درهما تارشيزيو بورغنيتش
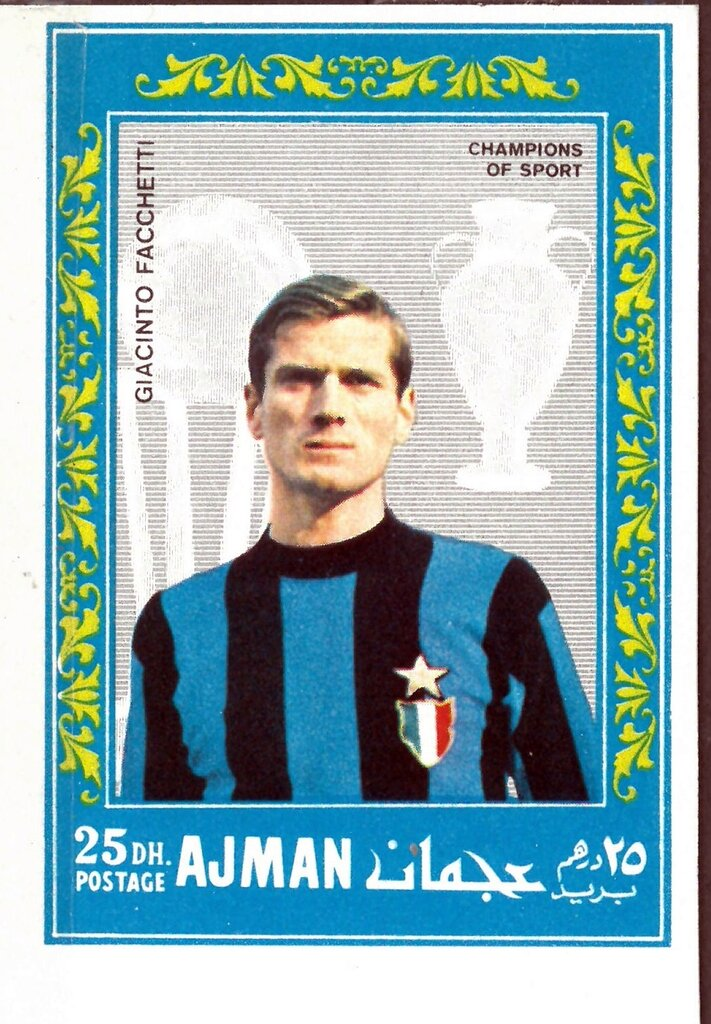
25 درهما جاشينتو فاكيتي

كما أصدرت بطاقات تذكارية تظهر عليها صورة لاعبي نادي إنتر ميلان:

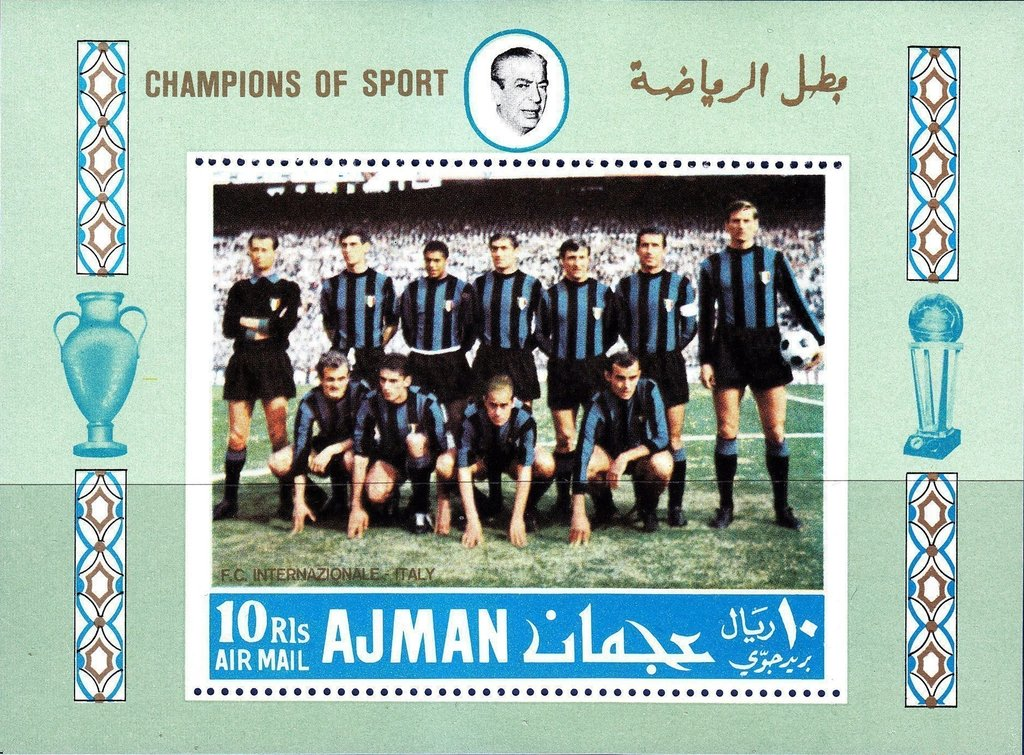
بطاقة بقيمة 10 ريالات
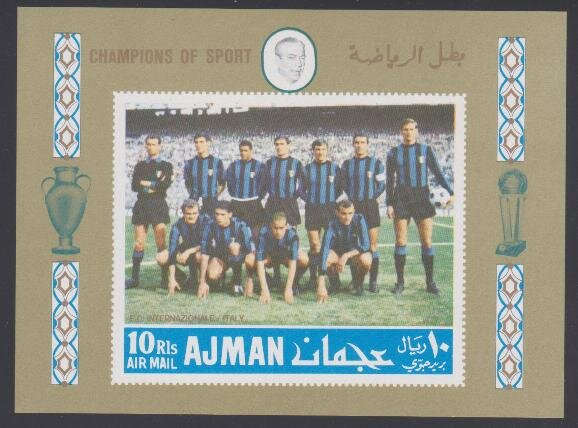
بطاقة بقيمة 10 ريالات

## إصدارات لاعبي كرة القدم
في 15 سبتمبر 1968، أصدرت الطوابع التالية التي تحمل صور مشاهير كرة القدم العالمية:
- طابع لاعب نادي بنفيكا البرتغالي أوزيبيو، 15 درهما:

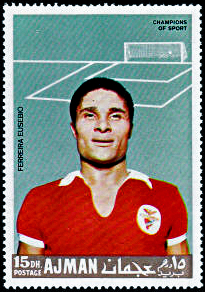
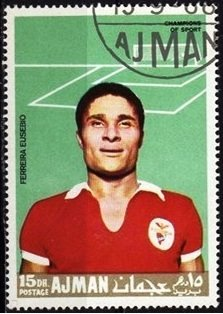
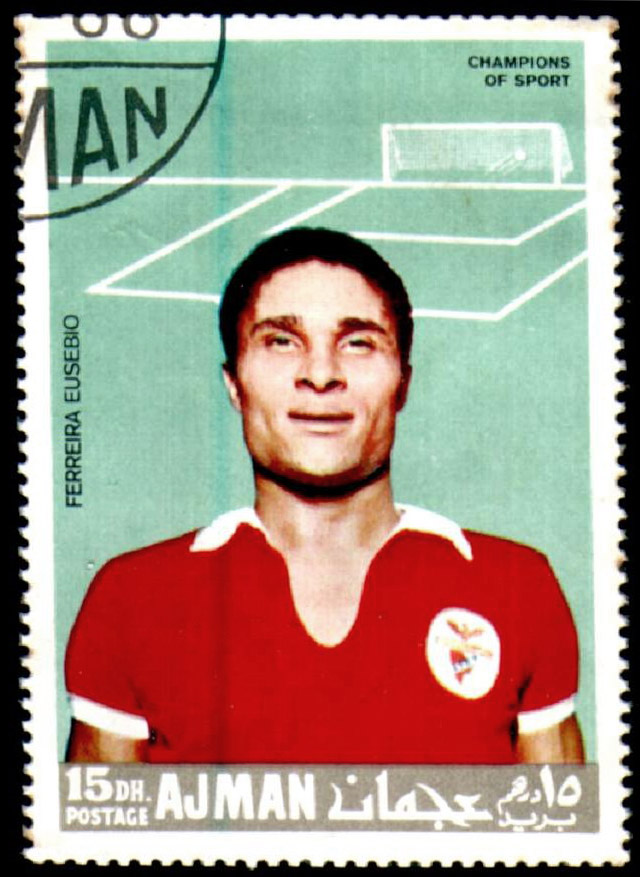

- طابع لاعب نادي ريال مدريد الإسباني أمانسيو أمارو، 20 درهما:

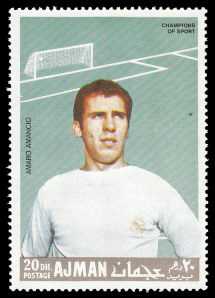
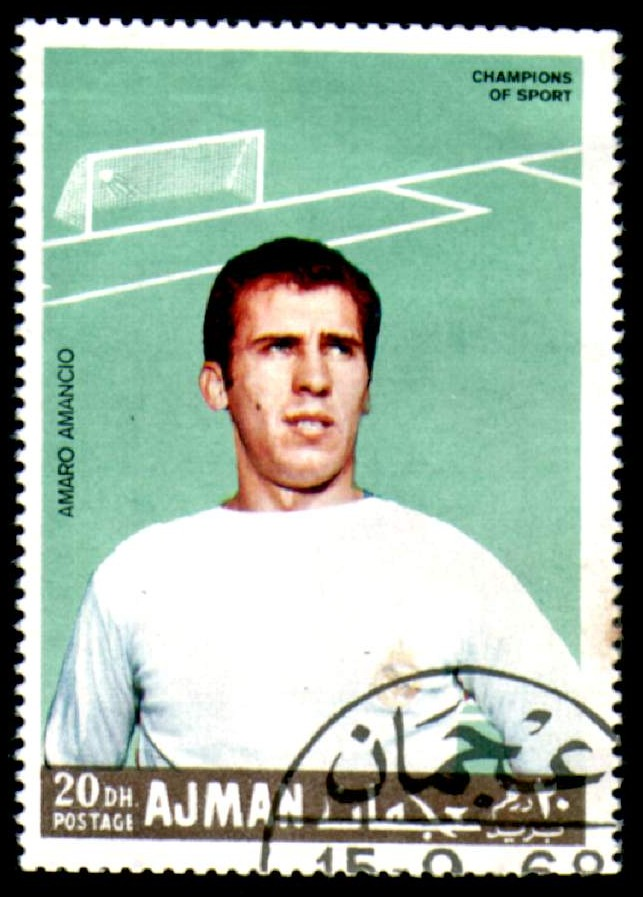
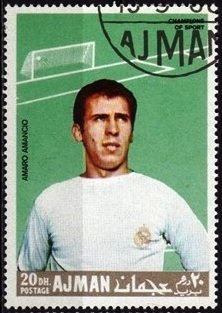

- طابع حارس مرمى نادي مانشستر يونايتد بوبي تشارلتون، 50 درهما:

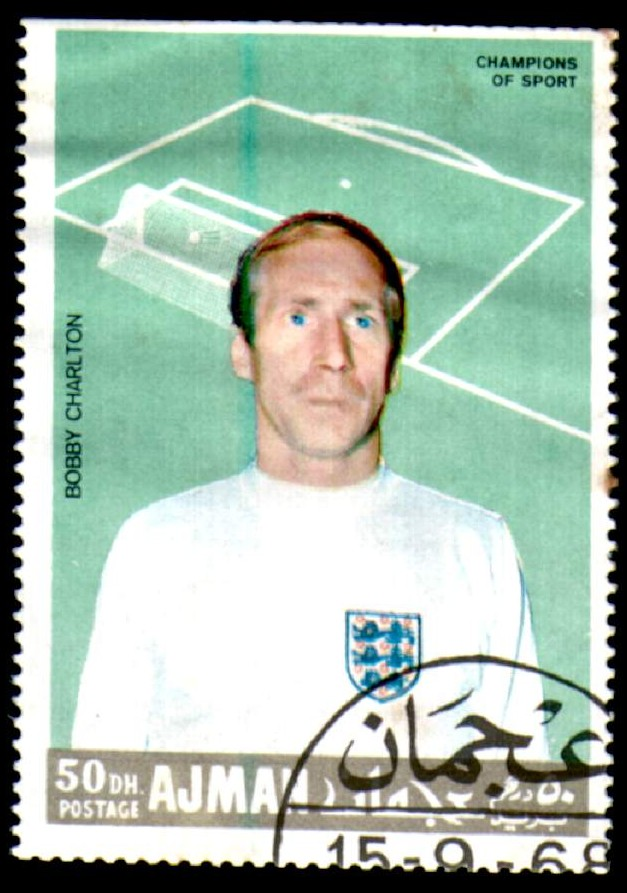
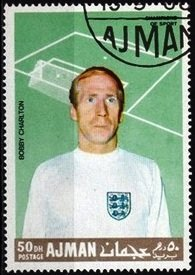

- طابع لاعب نادي بايرن ميونخ فرانز بكنباور، 75 درهما:

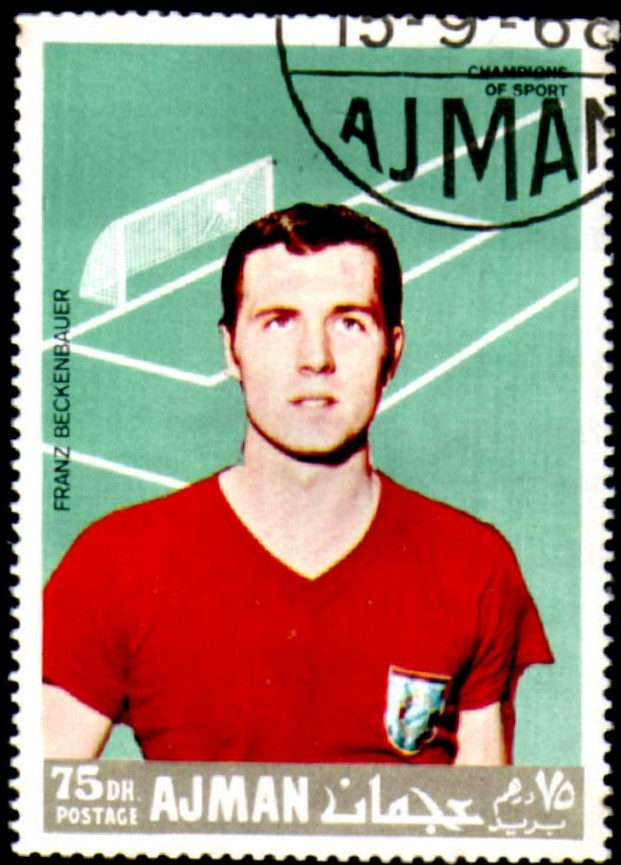
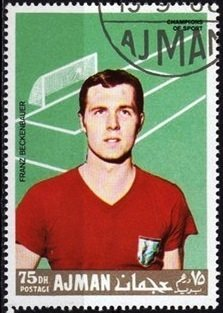

- طابع لاعب نادي سانتوس البرازيلي بيليه، ريال واحد:

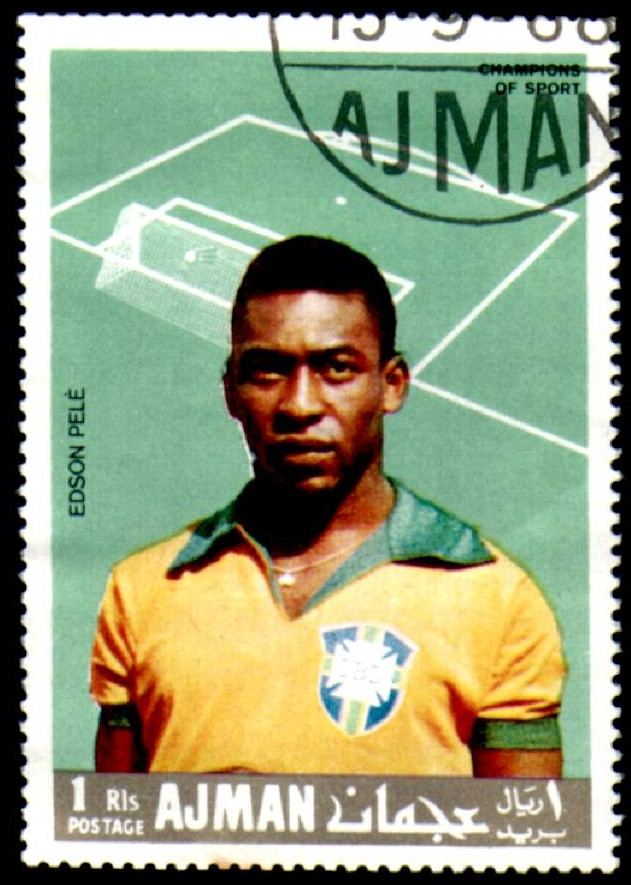
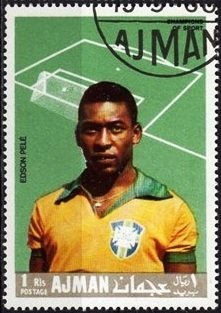

- طابع لاعب نادي أي سي ميلان الإيطالي جياني ريفيرا، 10 ريالات:

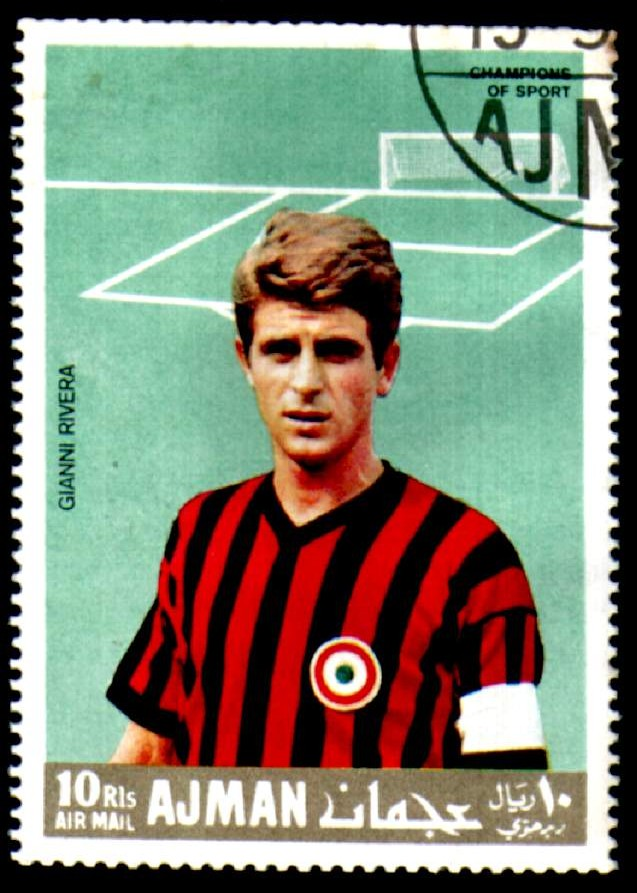
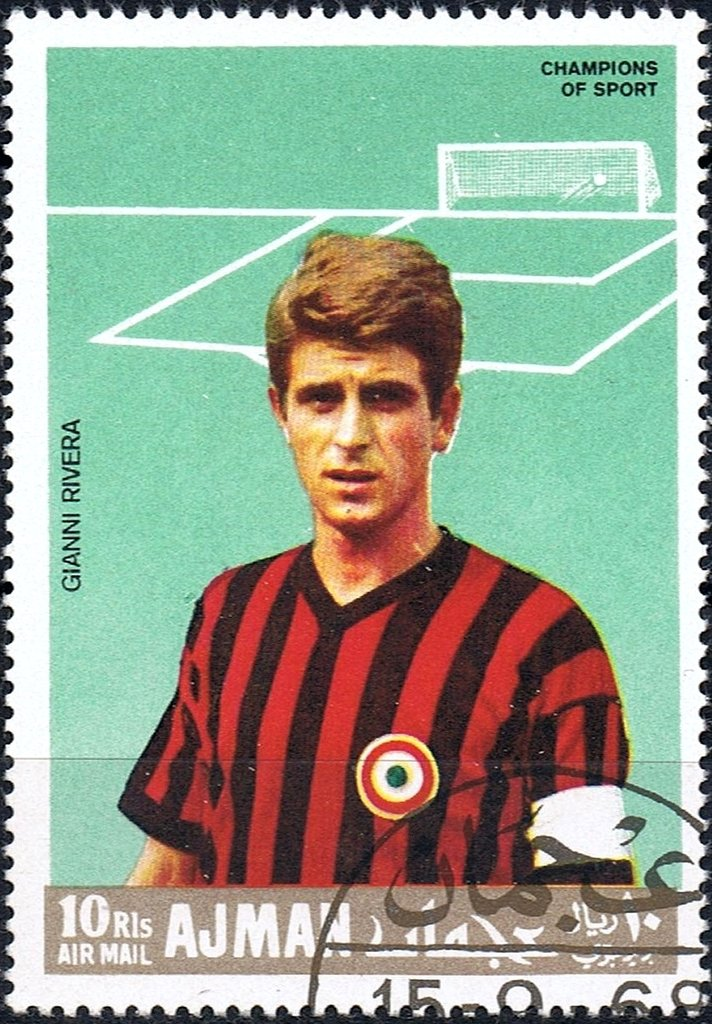

طوابع الأبطال:

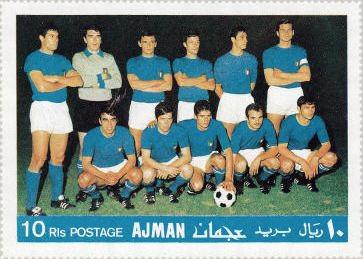
10 ريالات المنتخب الإيطالي لكرة القدم بطل أوروبا 1968
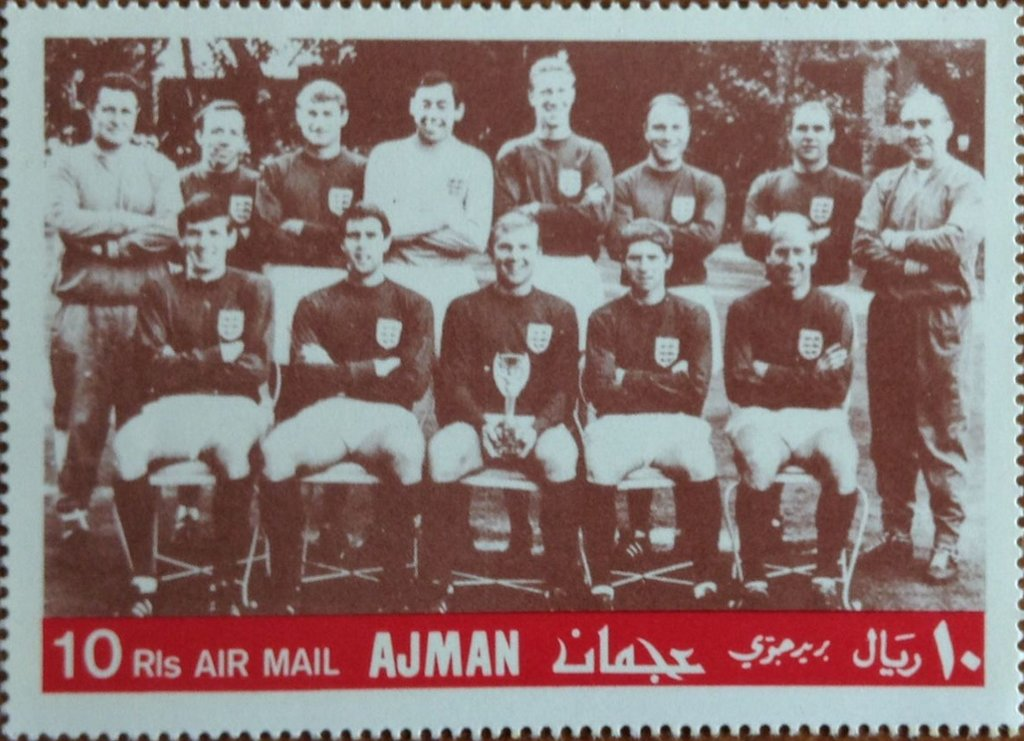
10 ريالات المنتخب الإنجليزي لكرة القدم بطل كأس العالم 1966

وقد أصدرت بطاقات تضم الطابعين الأخيرين:

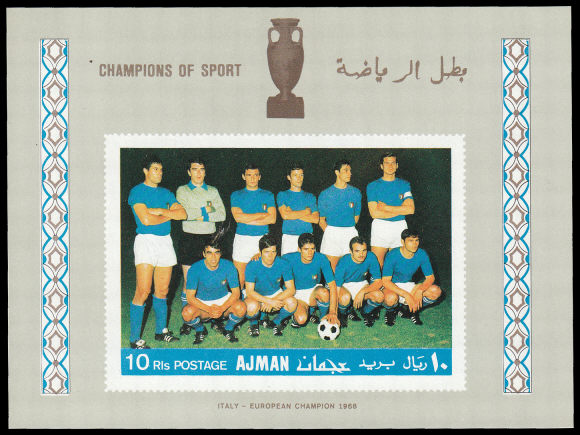
ريالات المنتخب الإيطالي لكرة القدم بطل أوروبا 1968
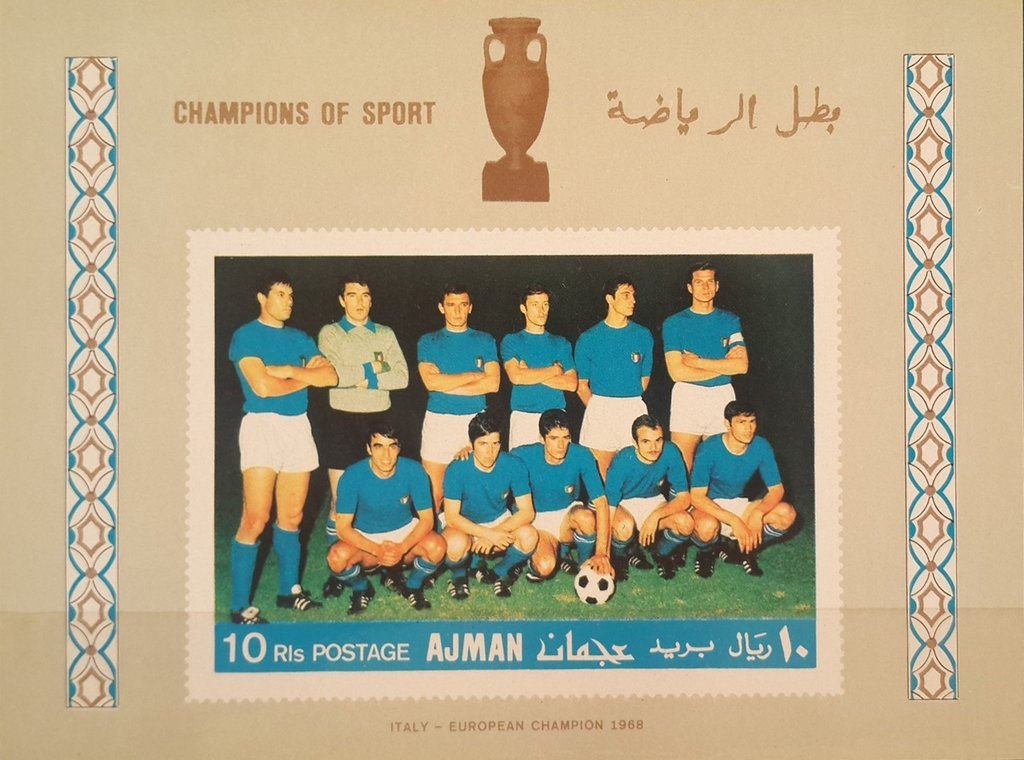
ريالات المنتخب الإيطالي لكرة القدم بطل أوروبا 1968
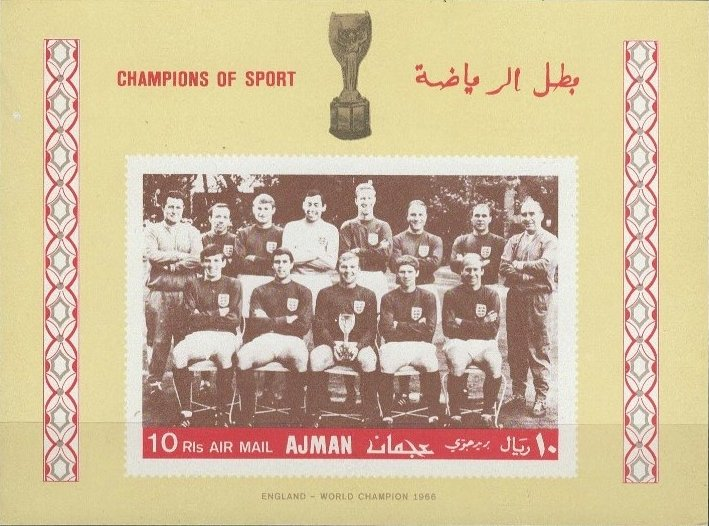
10 ريالات المنتخب الإنجليزي لكرة القدم بطل كأس العالم 1966

كذلك أصدرت طوابع غير مخرمة، ومنها:

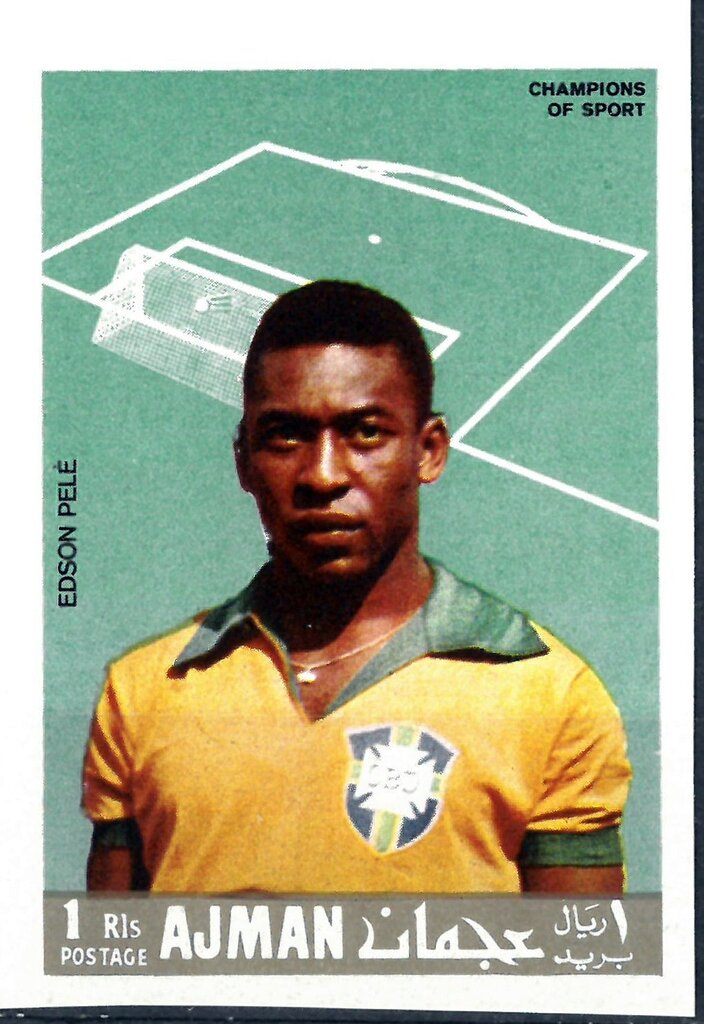
ريال واحد لاعب نادي سانتوس البرازيلي بيليه
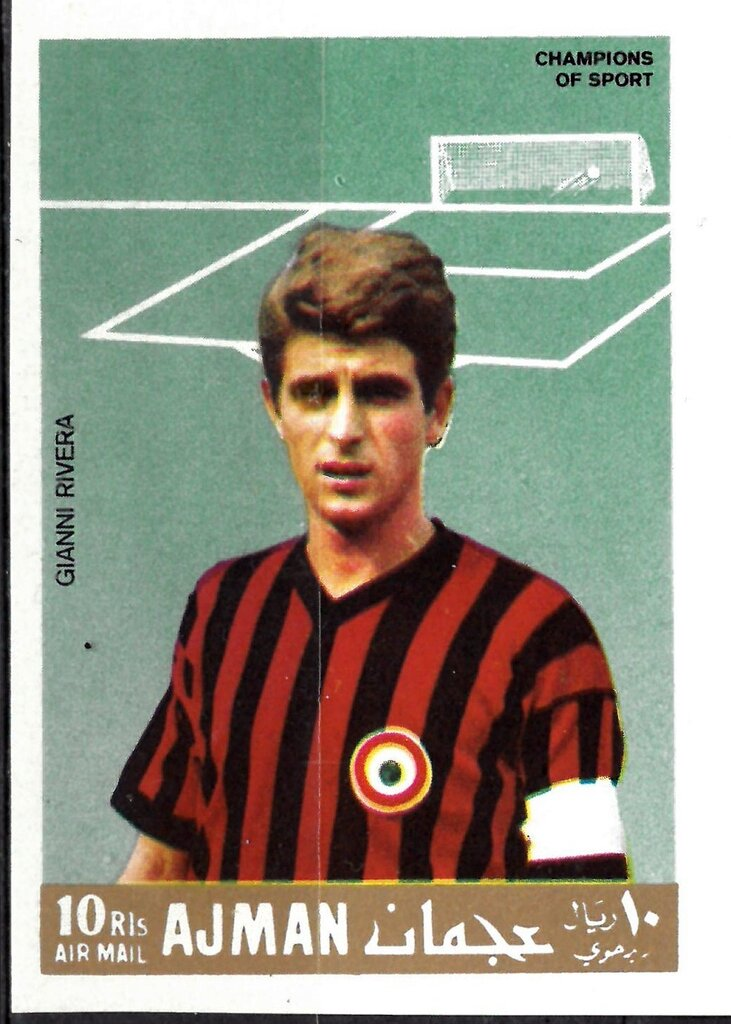
10 ريالات لاعب نادي أي سي ميلان الإيطالي جياني ريفيرا

كما أصدرت بطاقات تحمل صور الطوابع التي تحمل صور اللاعبين أعلاه:

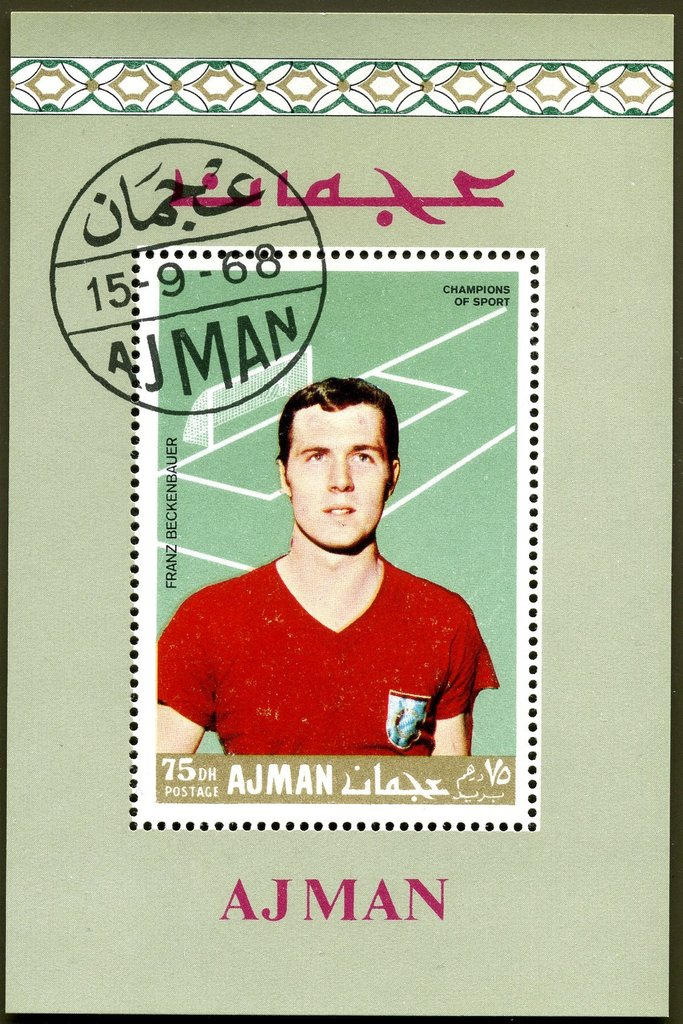
75 درهما لاعب نادي بايرن ميونخ فرانز بكنباور

## إصدارات القطط
في 15 أكتوبر 1968، أصدرت طوابع تحمل صور قطط:

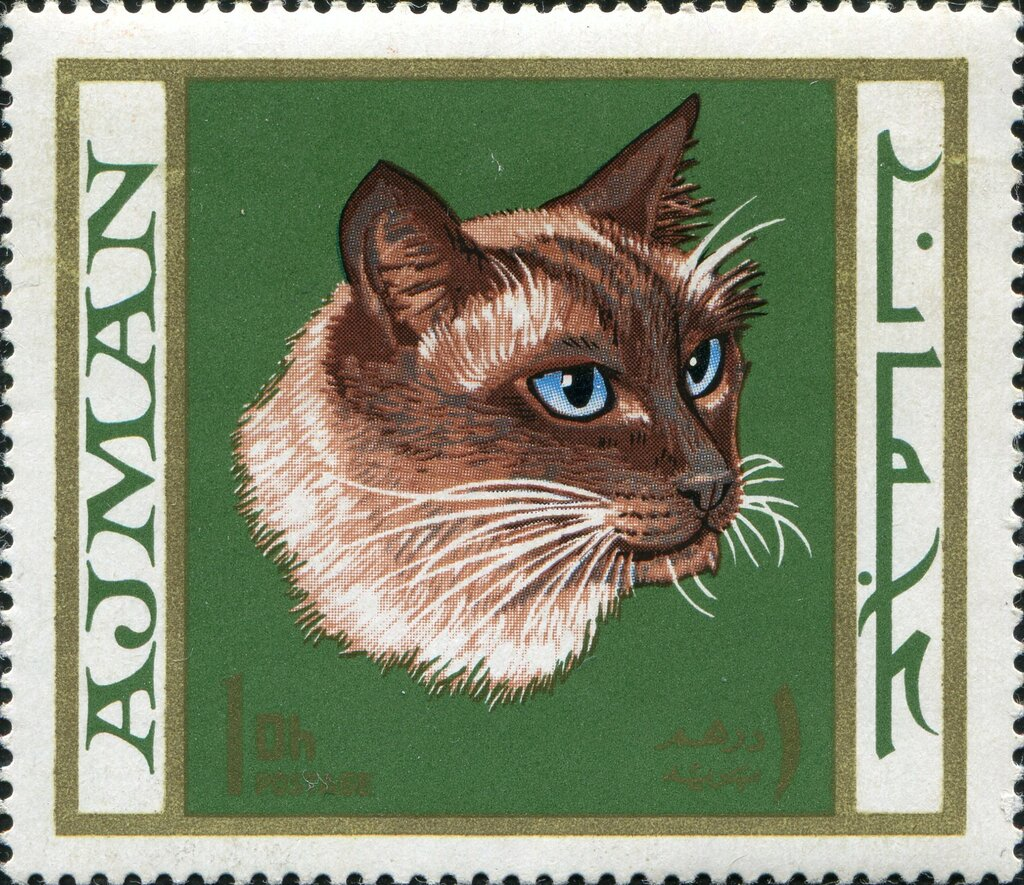
ريال واحد قط سيامي
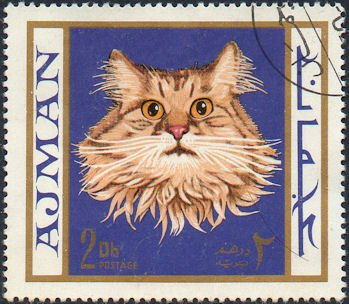
ريالان قط شيرازي أصفر
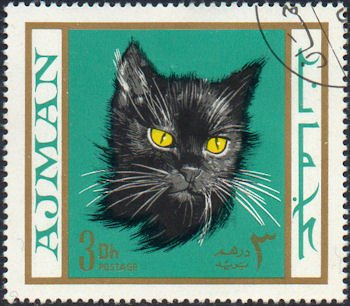
3 ريالات قط منزلي

وكذلك طوابع مخصصة للبريد الجوي:

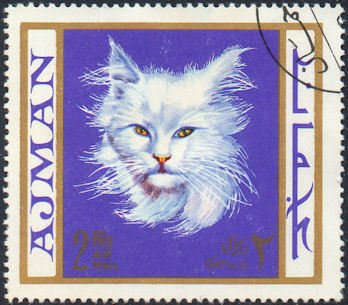
ريال واحد قط شيرازي أبيض
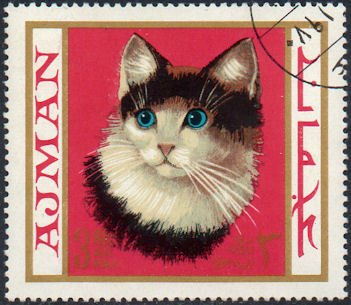
ريالان قطة منزلية

وكذلك أصدرت نسخة غير مخرمة من كل طابع:

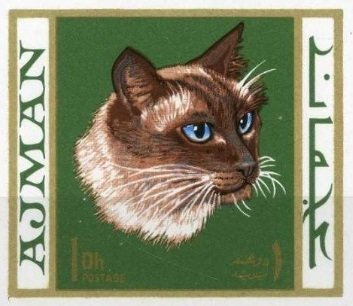
ريال واحد قط سيامي
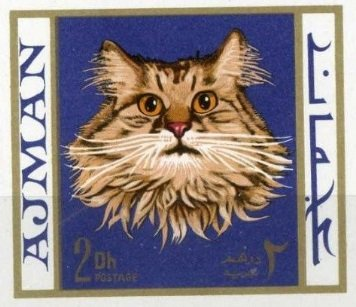
ريالان قط شيرازي أصفر
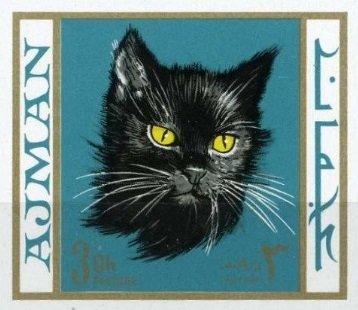
3 ريالات قط منزلي

وكذلك نسخ غير مخرمة من الطوابع المخصصة للبريد الجوي:

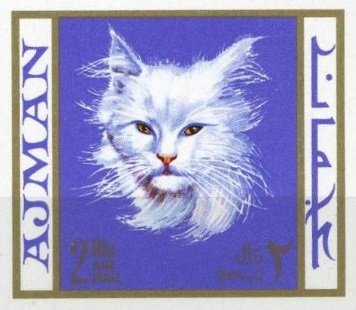
ريالان قط شيرازي أبيض
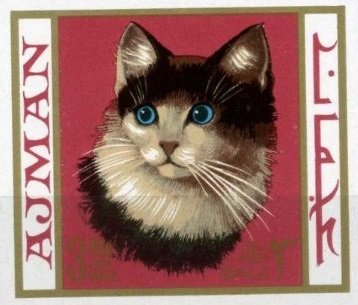
3 ريالات قط منزلي

كما أصدرت بطاقة تذكارية بقيمة 5 ريالات:

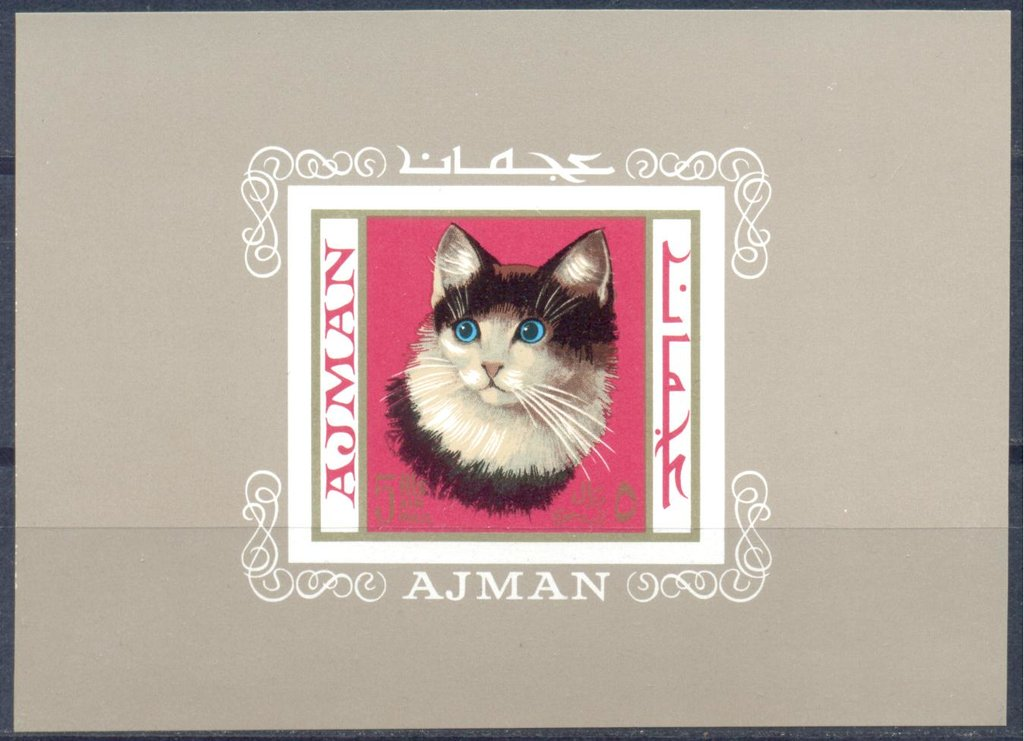
بطاقة تذكارية تظهر فيه صورة قط منزلي

## الإصدارات المذهبة للألعاب الأولمبية الصيفية في المكسيك
في 15 أكتوبر 1968، أصدر الطابع التالي الذي يحتفي بدورة الألعاب الأولمبية الصيفية التي أقيمت في مدينة مكسيكو عاصمة المكسيك عام 1968:

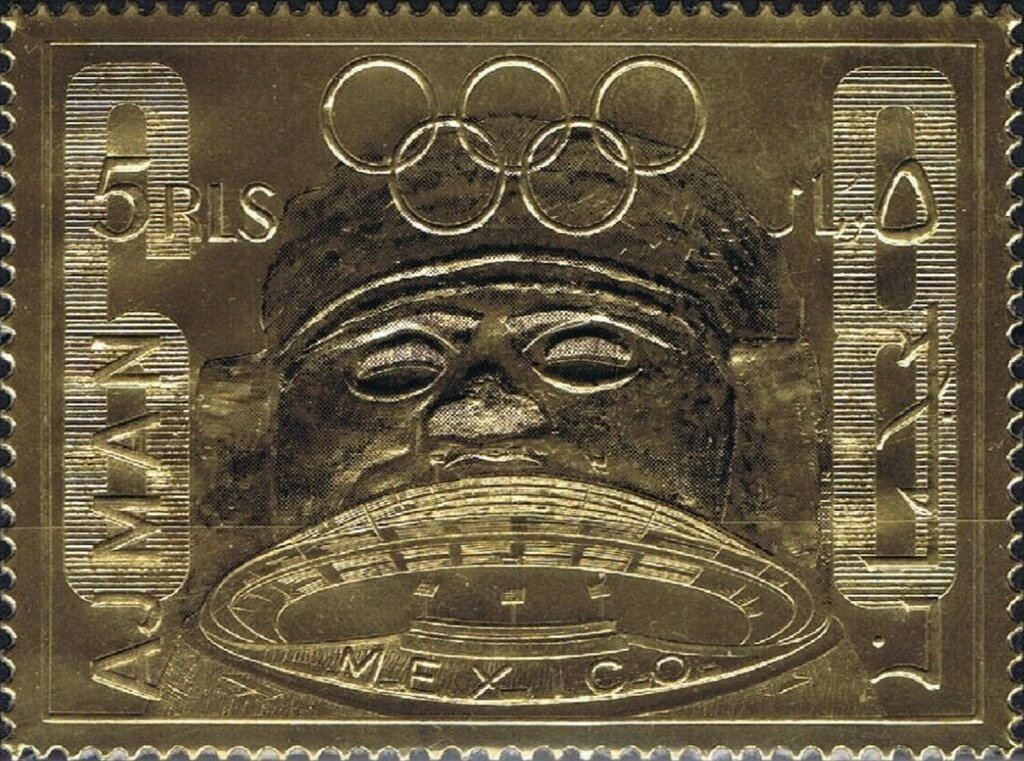
طابع قيمته 5 ريالات.

كما توفر إصدار طابع غير مخرم بذات القيمة والتصميم:

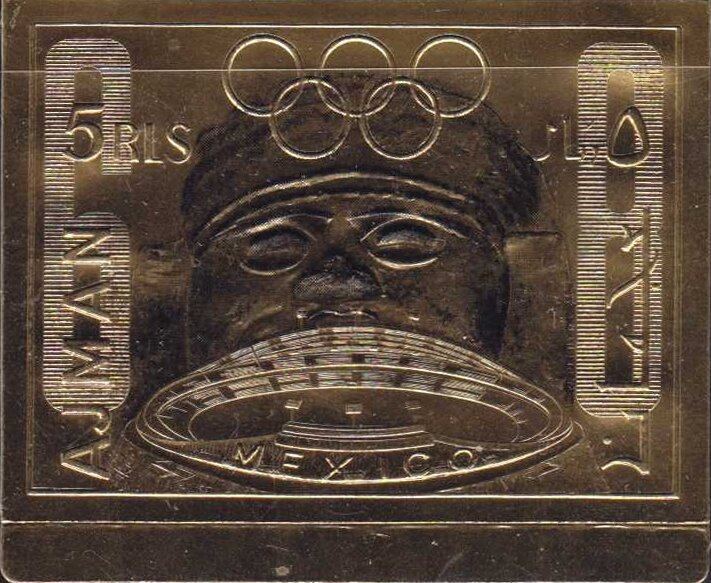
طابع غير مخرم قيمته 5 ريالات.

وكذلك توفر بطاقة تذكارية تضم الطابع بذات القيمة:

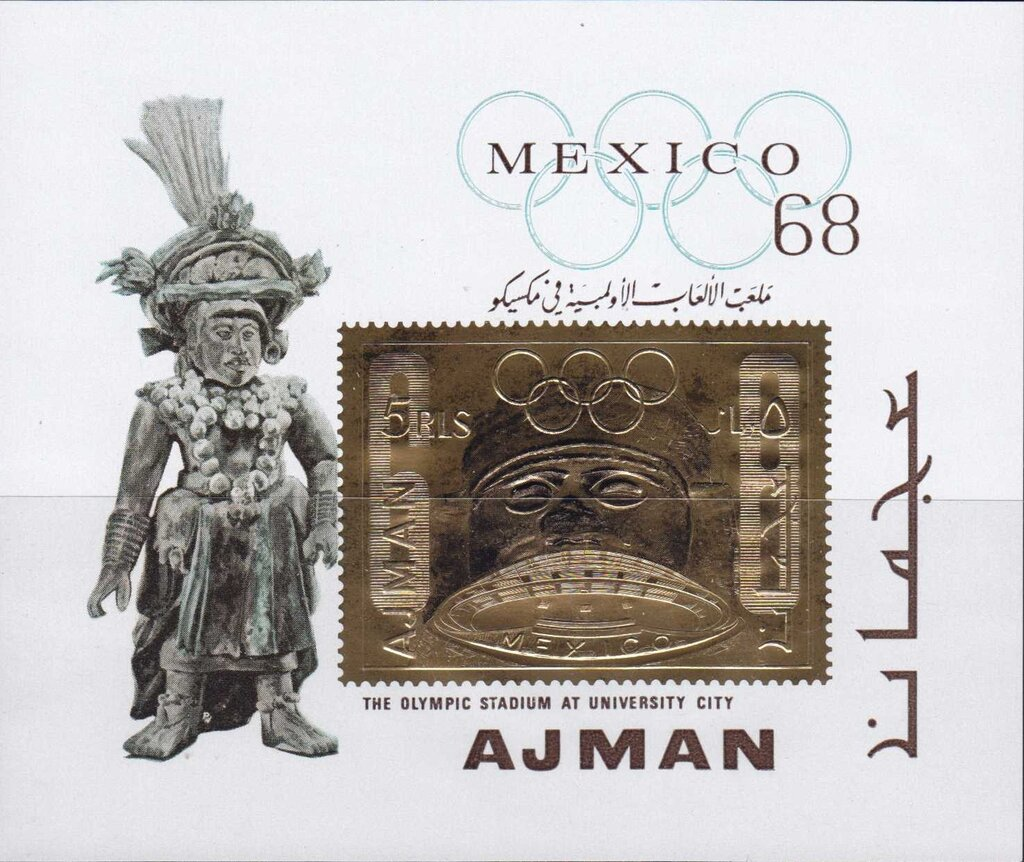
بطاقة تذكارية قيمتها 5 ريالات.

## إصدارات الذكرى الخامسة لمقتل جون كينيدي
في 5 نوفمبر 1968، أصدر طابع وبطاقة تذكارية لمناسبة الذكرى الخامسة لمقتل جون كينيدي:

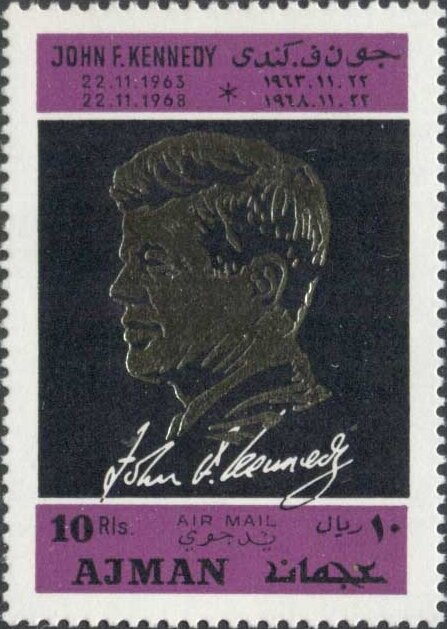
طابع مخصص للبريد الجوي قيمته 10 ريالات

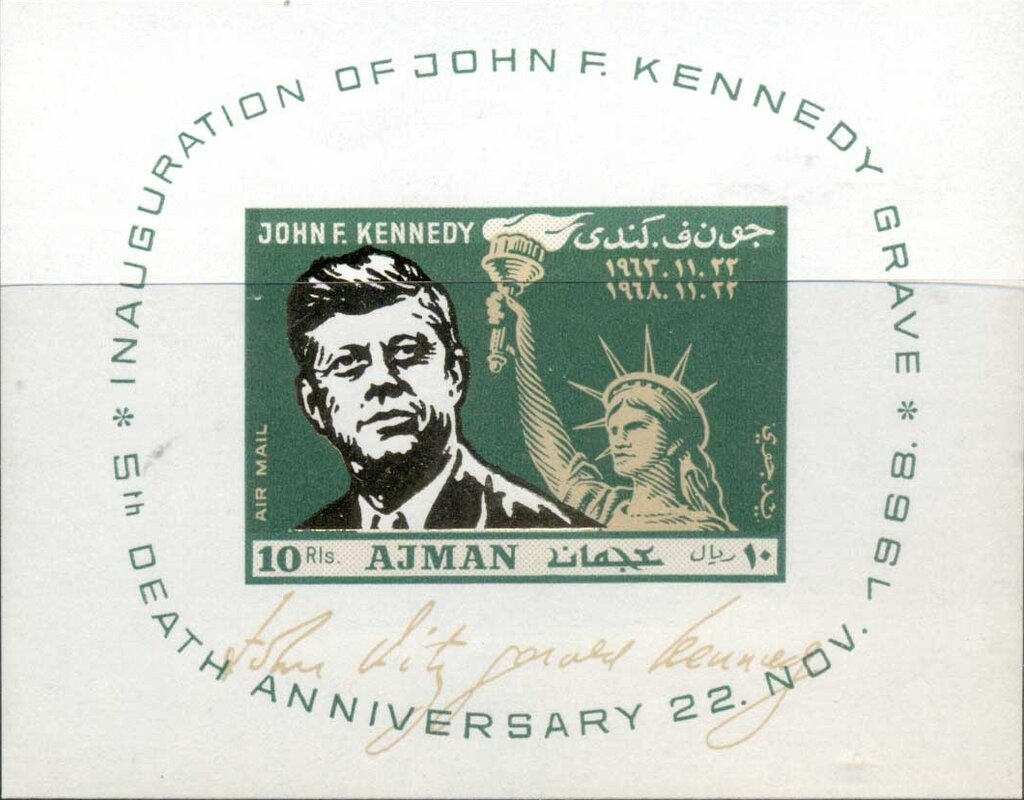
بطاقة تذكارية مخصصة للبريد الجوي قيمتها 10 ريالات

## إصدارات لوحات مريم العذراء

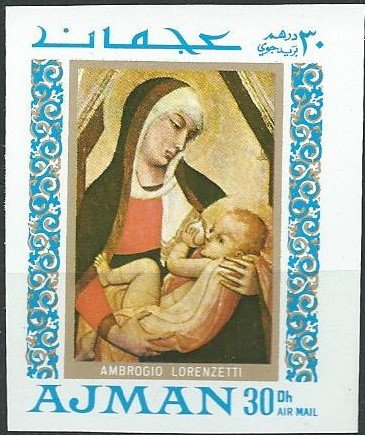
30 درهما لوحة للرسام أمبروجيو لورنزيتي
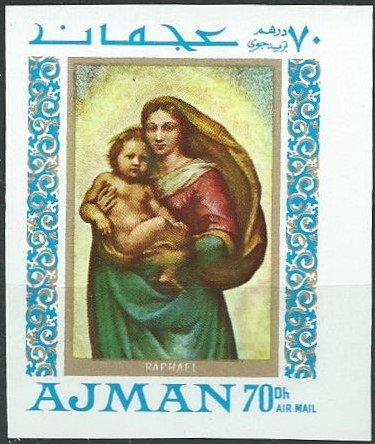
70 درهما جزء من لوحة سيستين مادونا للرسام رفائيل
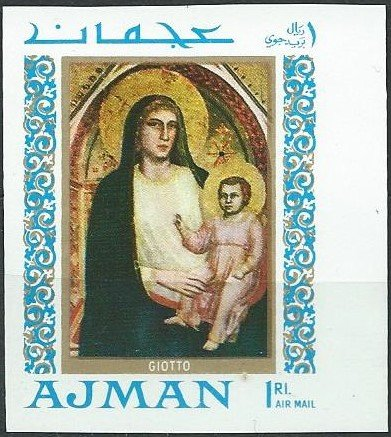
ريال واحد لوحة العذراء المتوجة للرسام جوتو دي بوندوني
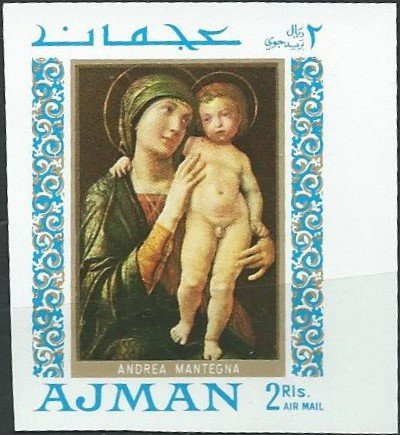
ريالان لوحة العائلة المقدسة مع القديسة حنة ويوحنا المعمدان للرسام أندريا مانتينيا
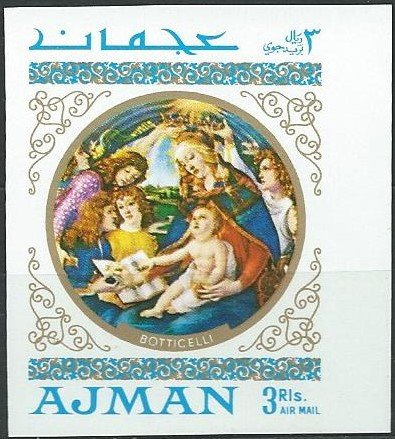
3 ريالات لوحة العذراء المعظمة للرسام ساندرو بوتيتشيلي

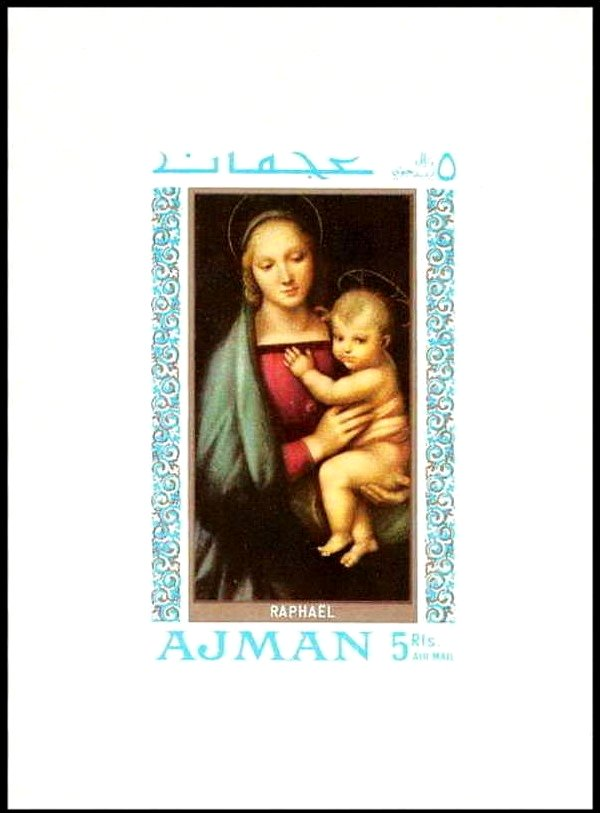
بطاقة تذكارية بقيمة 5 ريالات
وتظهر عليها لوحة مادونا الدوق الأكبر
للرسام رفائيل.

في 25 نوفمبر 1968، أصدرت طوابع مخصصة للبريد الجوي تظهر عليها صور لوحات فنية تصور مريم العذراء:

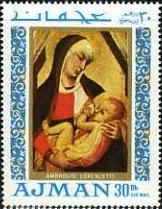
30 درهما لوحة العذراء تطعم المسيح الحليب (Q125399429) للرسام أمبروجيو لورنزيتي
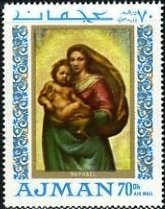
70 درهما جزء من لوحة سيستين مادونا للرسام رفائيل
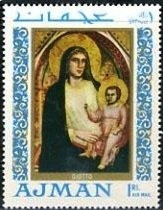
ريال واحد لوحة العذراء المتوجة[الإنجليزية] للرسام جوتو دي بوندوني
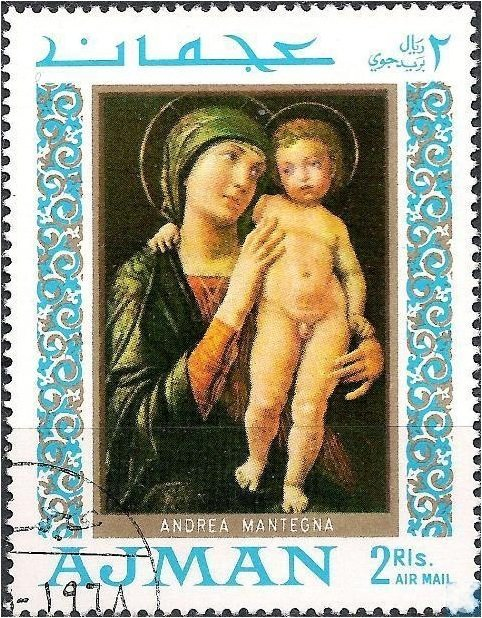
ريالان لوحة العائلة المقدسة مع القديسة حنة ويوحنا المعمدان[الإنجليزية] للرسام أندريا مانتينيا
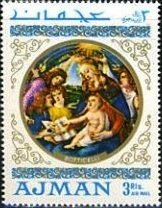
3 ريالات لوحة العذراء المعظمة[الإنجليزية] للرسام ساندرو بوتيتشيلي

وكذلك توفر إصدار غير مخرم:
- 30 درهما
لوحة العذراء تطعم المسيح الحليب (Q125399429)
للرسام أمبروجيو لورنزيتي
- 70 درهما
جزء من لوحة سيستين مادونا
للرسام رفائيل
- ريال واحد
لوحة العذراء المتوجة[الإنجليزية]
للرسام جوتو دي بوندوني
- ريالان
لوحة العائلة المقدسة مع القديسة حنة ويوحنا المعمدان[الإنجليزية]
للرسام أندريا مانتينيا
- 3 ريالات
لوحة العذراء المعظمة[الإنجليزية]
للرسام ساندرو بوتيتشيلي

كما أصدرت بطاقة تذكارية:

## إصدارات بعثات الفضاء
في 25 نوفمبر، أصدرت طوابع تحتفي ببعثات الفضاء:

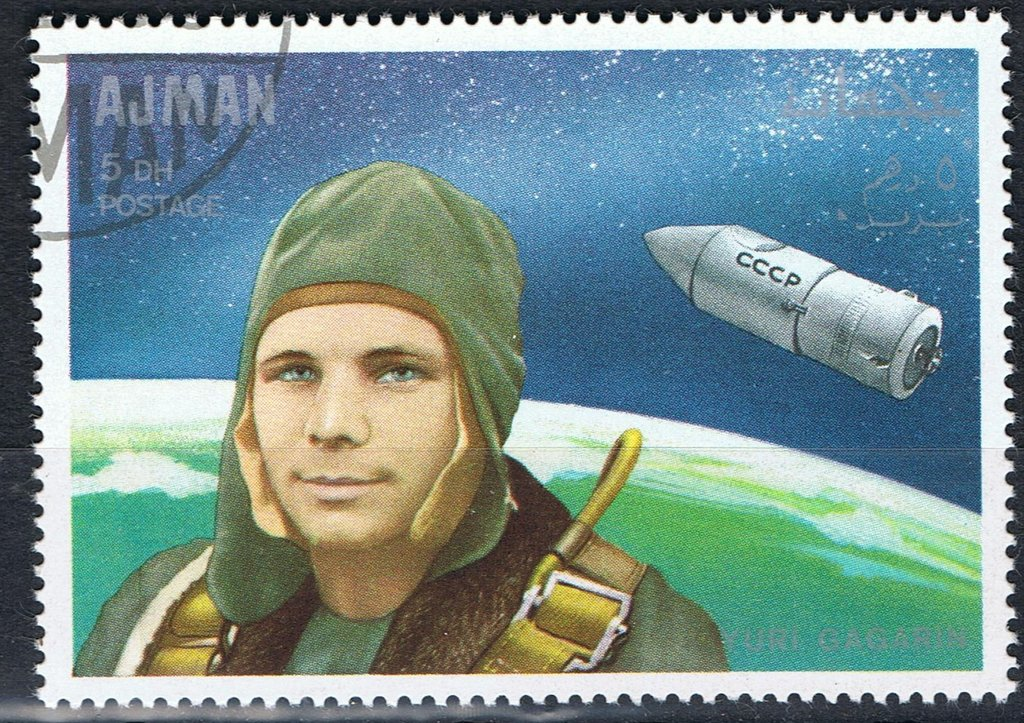
5 دراهم يوري جاجارين
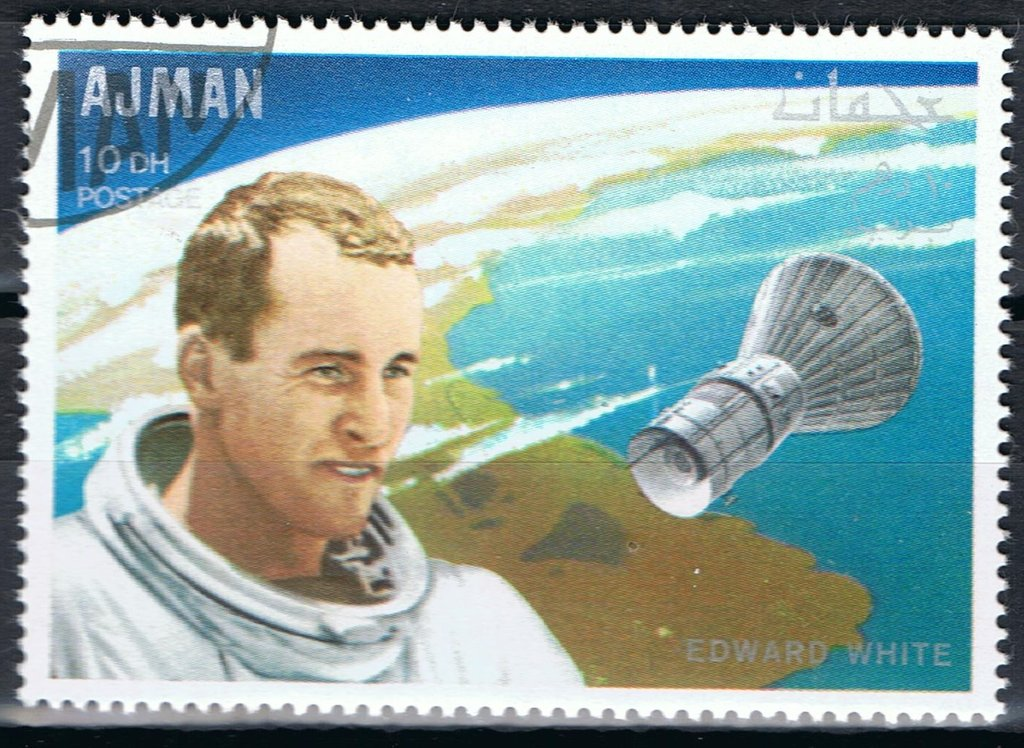
10 دراهم إدوارد هيغنز وايت
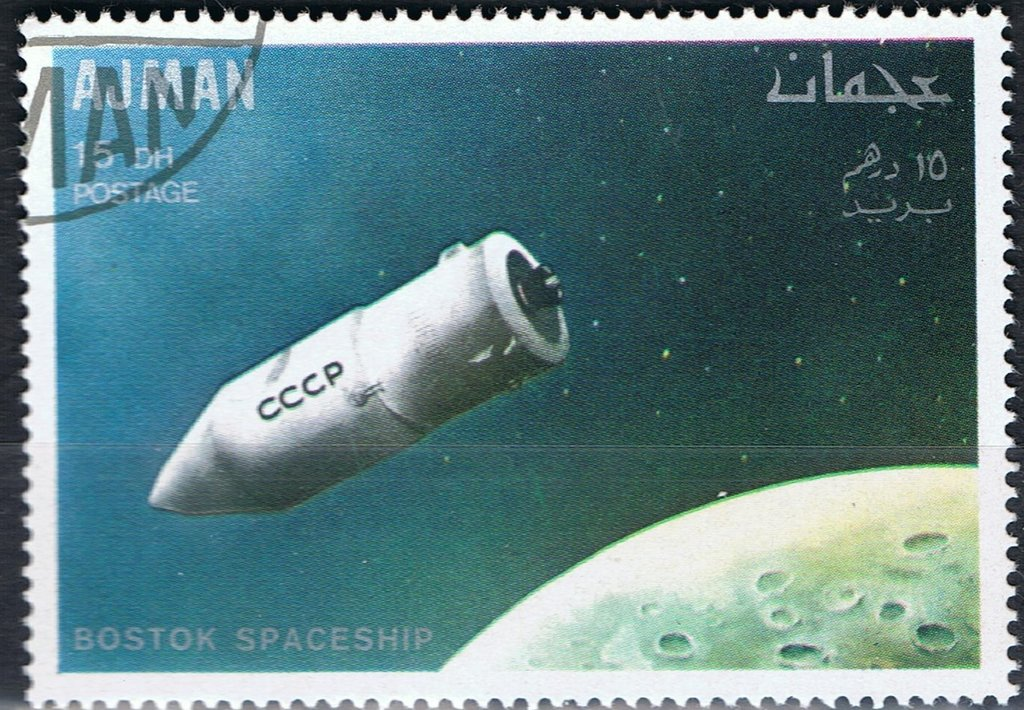
15 درهما مركبة فوستوك الفضائية
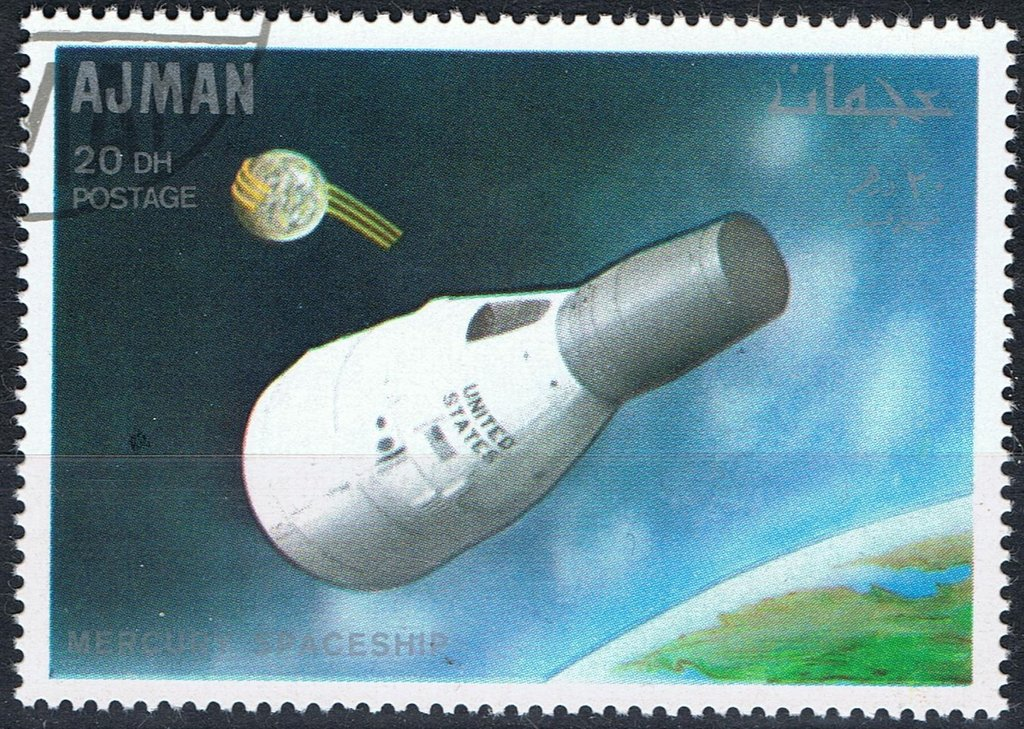
20 درهما مركبة فضائية ضمن مشروع جمناي
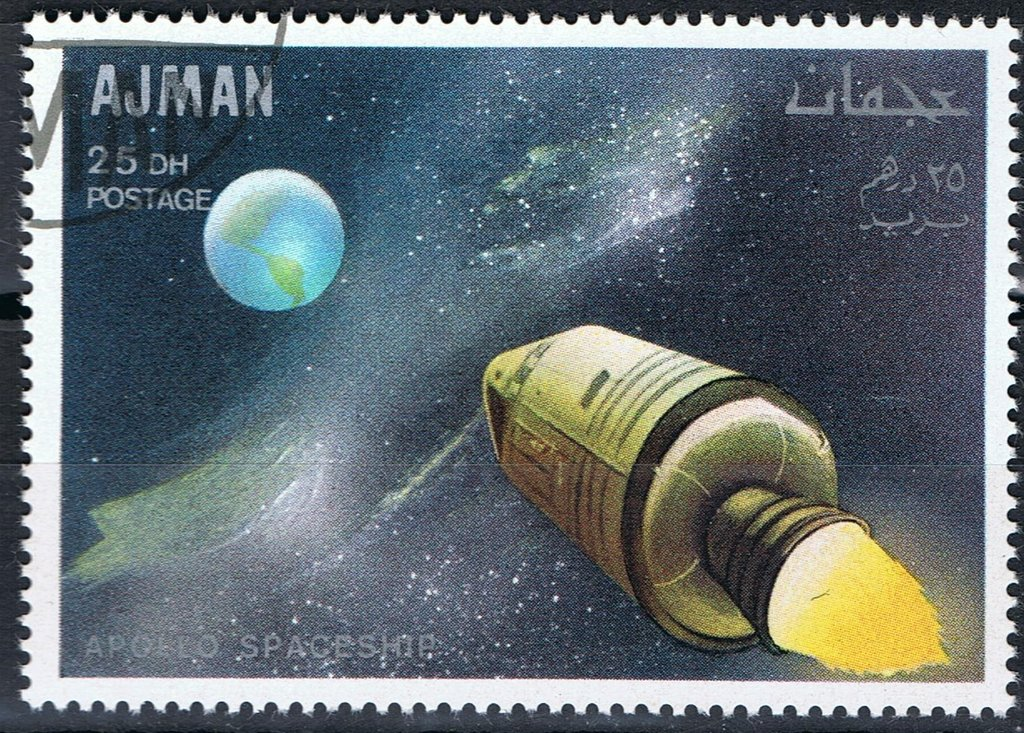
25 درهما مركبة فضائية ضمن برنامج أبولو
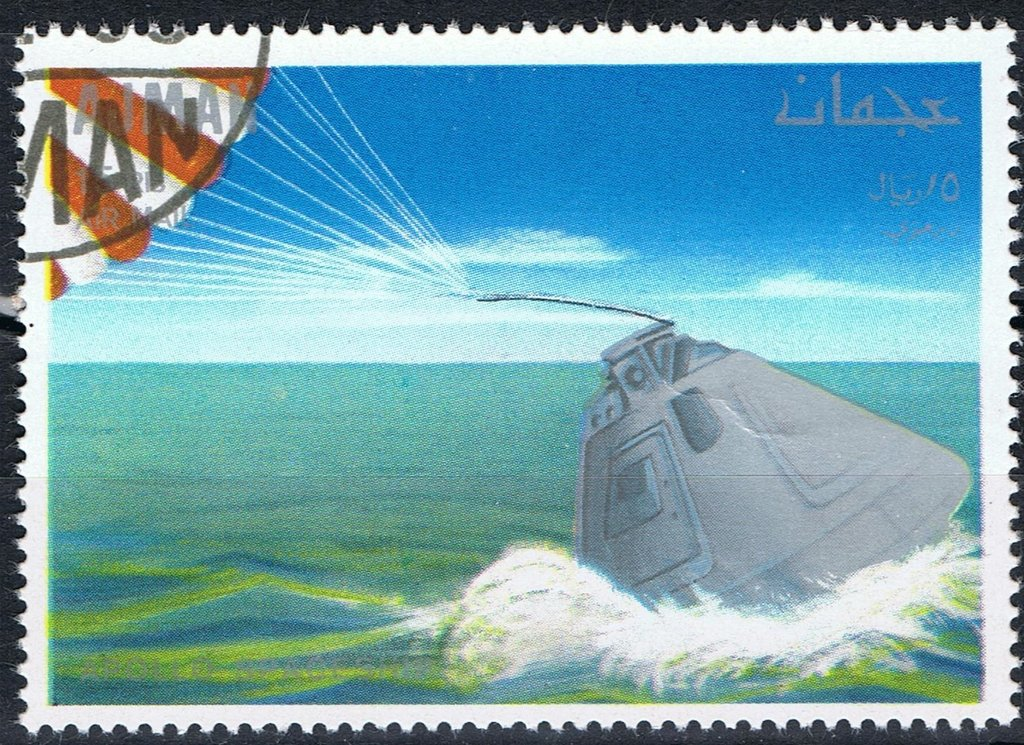
15 ريالا هبوط مركبة أبولو طابع بريد جوي

كما توفر إصدار طوابع غير مخرمة:

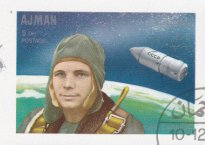
5 دراهم يوري جاجارين
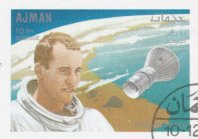
10 دراهم إدوارد هيغنز وايت
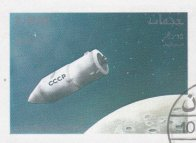
15 درهما مركبة فوستوك الفضائية
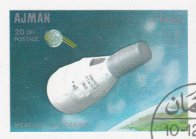
20 درهما مركبة فضائية ضمن مشروع جمناي
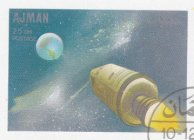
25 درهما مركبة فضائية ضمن برنامج أبولو
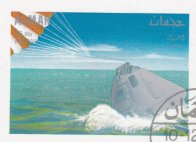
15 ريالا هبوط مركبة أبولو طابع بريد جوي

وهذه صور صحائف الطوابع غير المخرمة:

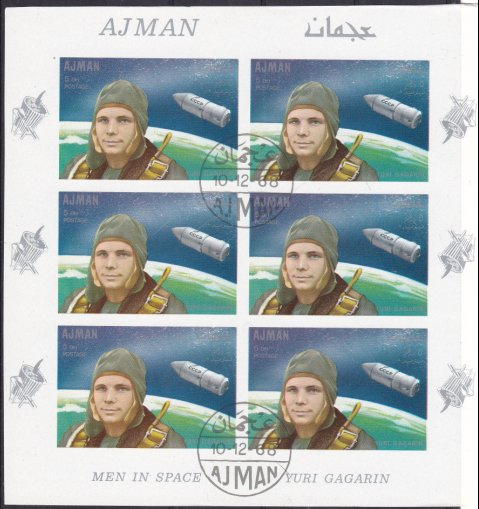
5 دراهم يوري جاجارين
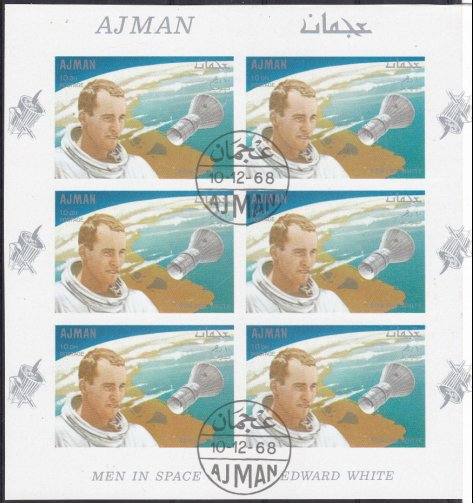
10 دراهم إدوارد هيغنز وايت
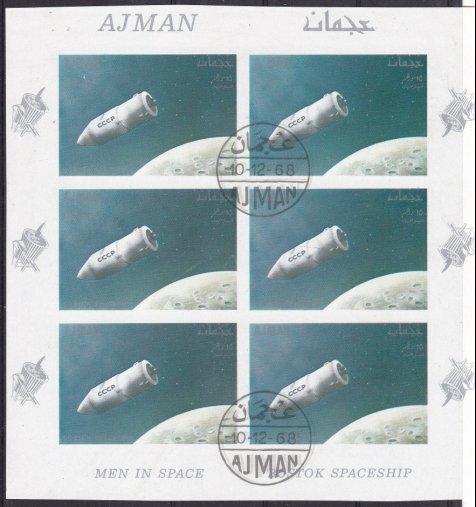
15 درهما مركبة فوستوك الفضائية
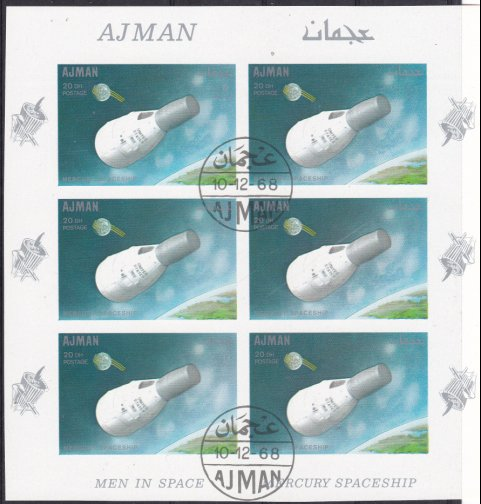
20 درهما مركبة فضائية ضمن مشروع جمناي
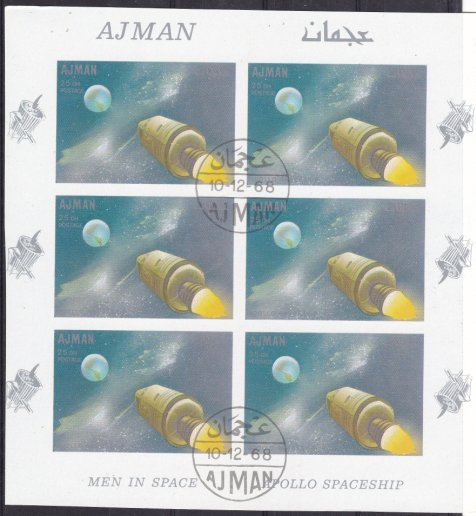
25 درهما مركبة فضائية ضمن برنامج أبولو
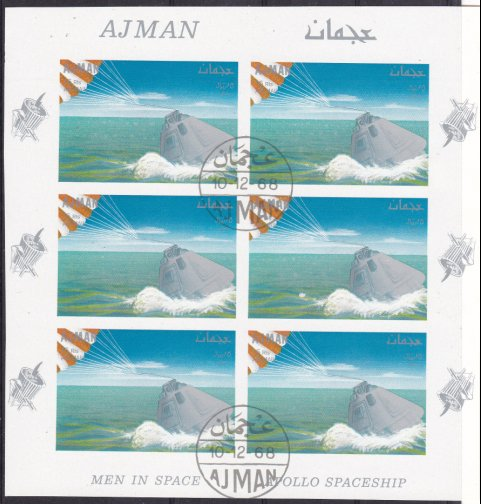
15 ريالا هبوط مركبة أبولو طابع بريد جوي

كما أصدرت بطاقات تذكارية تضم كل منها طابعا مخصصا للبريد الجوي:

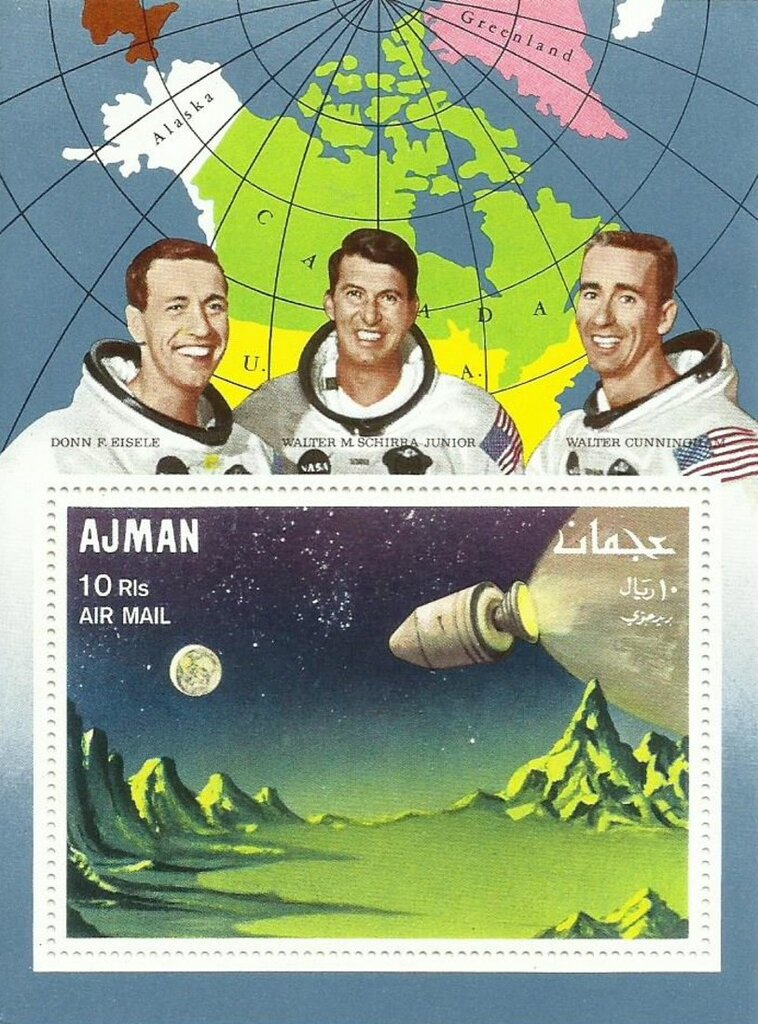
10 ريالات بطاقة مخرمة تضم طابعا فيه صورة مركبة بعثة أبولو 7 وهي تهبط على القمر، مع صورة رواد الفضاء في حاشية الطابع.
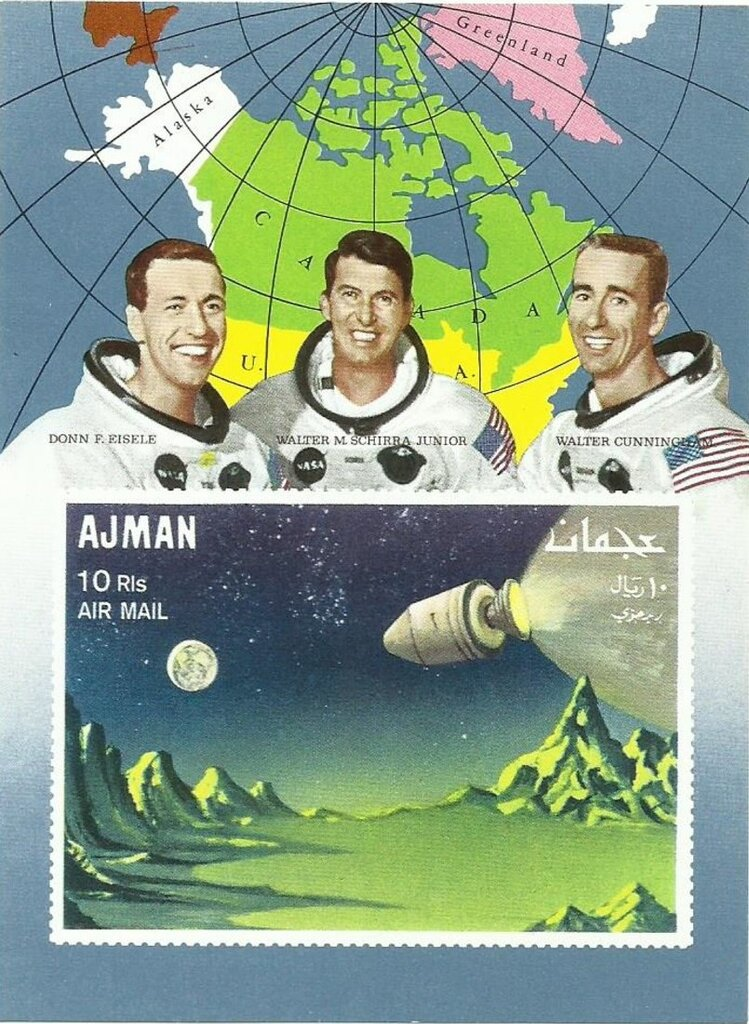
10 ريالات بطاقة غير مخرمة تضم طابعا فيه صورة مركبة بعثة أبولو 7 وهي تهبط على القمر، مع صورة رواد الفضاء في حاشية الطابع.
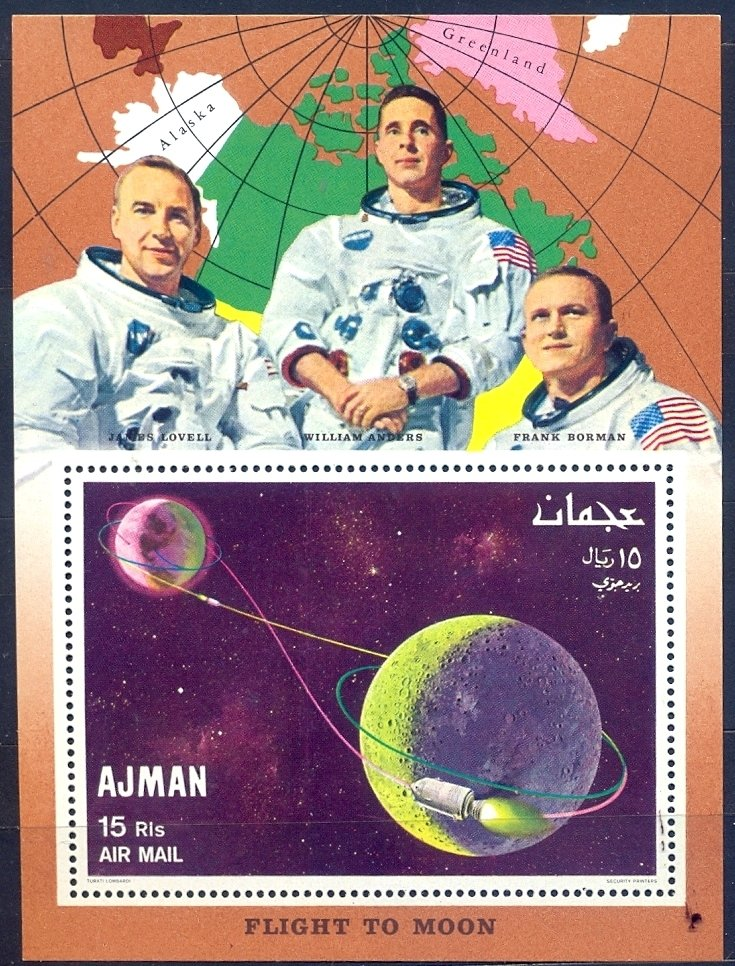
15 ريالا بطاقة مخرمة تضم طابعا فيه صورة مسار مركبة أبولو 8 حول القمر، مع صورة رواد الفضاء في حاشية الطابع.
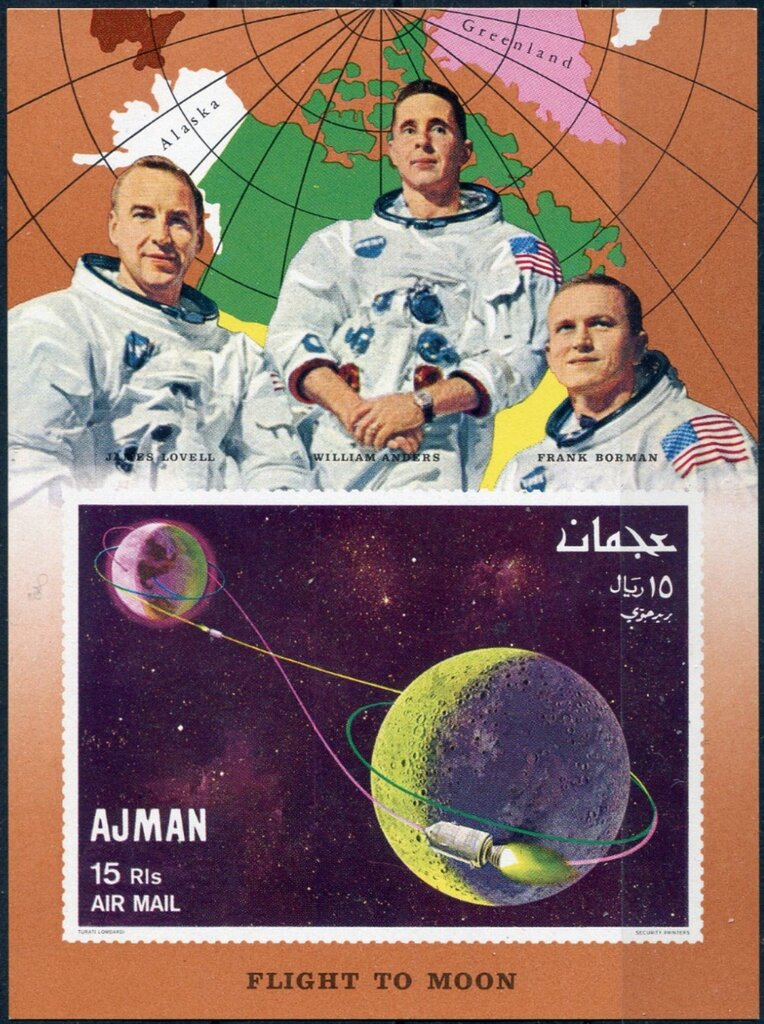
15 ريالا بطاقة غير مخرمة تضم طابعا فيه صورة مسار مركبة أبولو 8 حول القمر، مع صورة رواد الفضاء في حاشية الطابع.

وهذه صورة الطابع الظاهر على إحدى البطاقات:

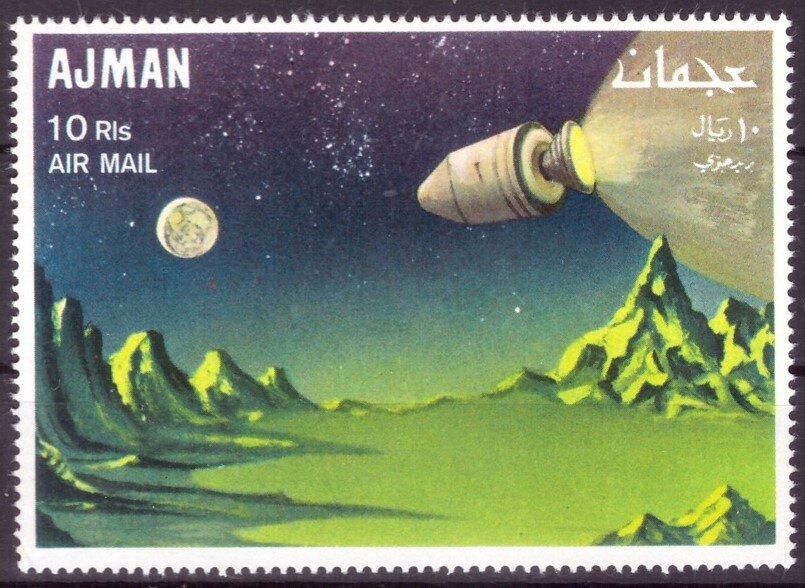
طابع مخصص للبريد الجوي قيمته 10 ريالات تظهر عليه صورة مركبة بعثة أبولو 7 وهي تهبط على القمر.

## إصدارات الفائزين بالميداليات الذهبية في الألعاب الأولمبية الصيفية في المكسيك
في 15 ديسمبر 1968، أصدرت الطوابع التالية التي تحتفي الفائزين بالميداليات الذهبية في الألعاب الأولمبية الصيفية في المكسيك:

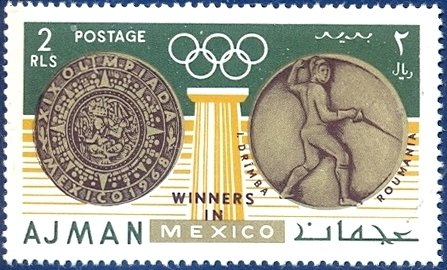
ريالان المبارزة أيون دريمبي[الإنجليزية] رومانيا
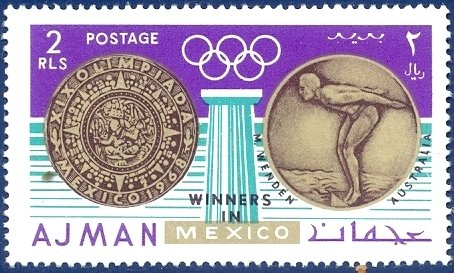
ريالان السباحة مايكل وندن أستراليا
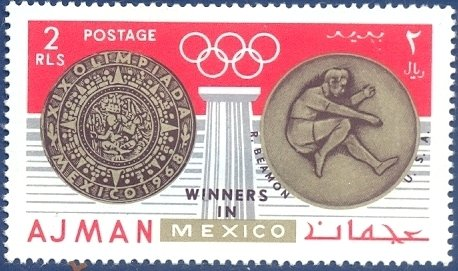
ريالان القفز الطويل بوب بيمون الولايات المتحدة
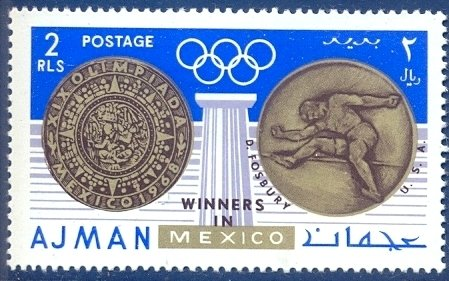
ريالان القفز العالي ديك فوسبوري الولايات المتحدة

كذلك توفرت من الطوابع نسخ غير مخرمة:

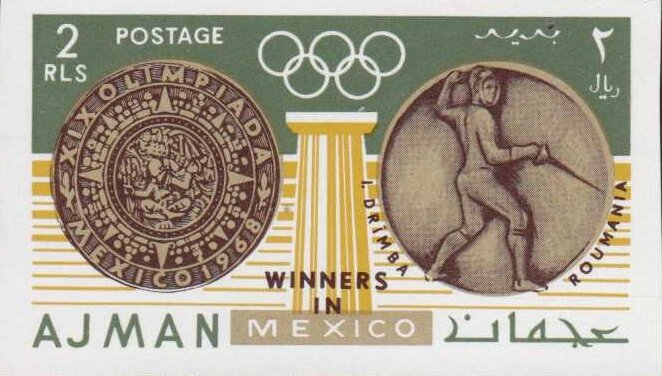
ريالان المبارزة أيون دريمبي[الإنجليزية] رومانيا
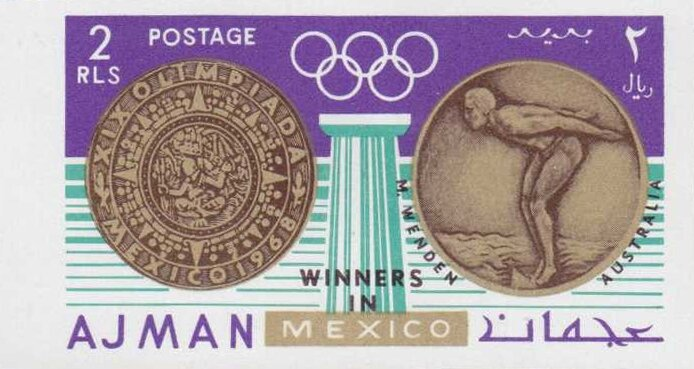
ريالان السباحة مايكل وندن أستراليا
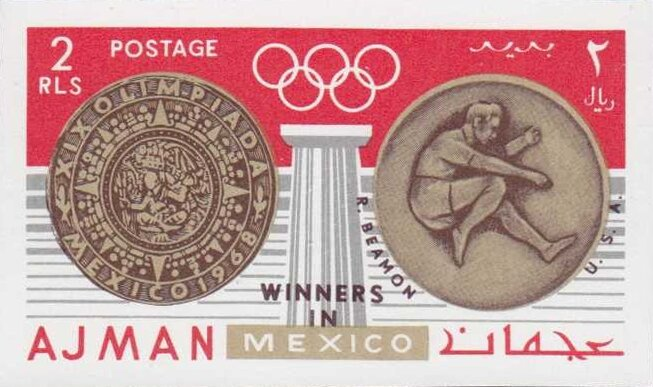
ريالان القفز الطويل بوب بيمون الولايات المتحدة
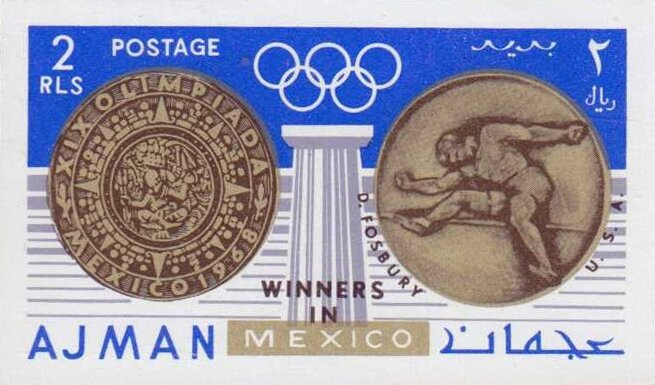
ريالان القفز العالي ديك فوسبوري الولايات المتحدة

وكذلك توفرت طوابع مخصصة للبريد الجوي:

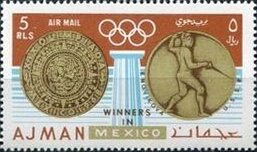
5 ريالات المبارزة إلينا نوفيكوفا[الإنجليزية] الاتحاد السوفيتي
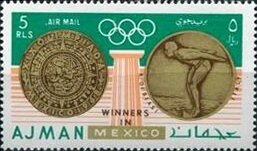
5 ريالات الغطس كلاوس ديبياسي إيطاليا
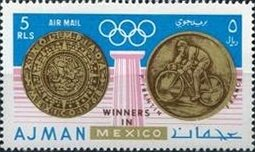
5 ريالات سباقات الدراجات بيير ترينتين فرنسا
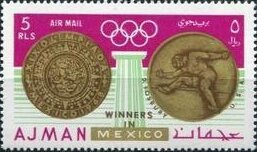
5 ريالات القفز العالي ديك فوسبوري الولايات المتحدة

## إصدار عيد الميلاد

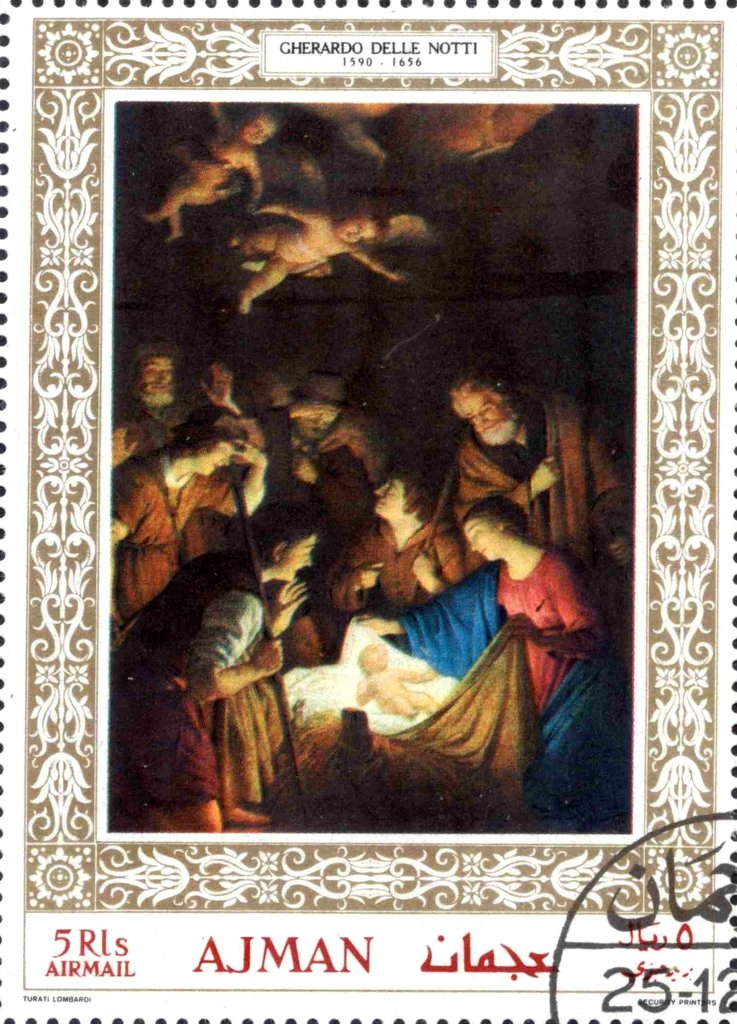
طابع قيمته 5 ريالات

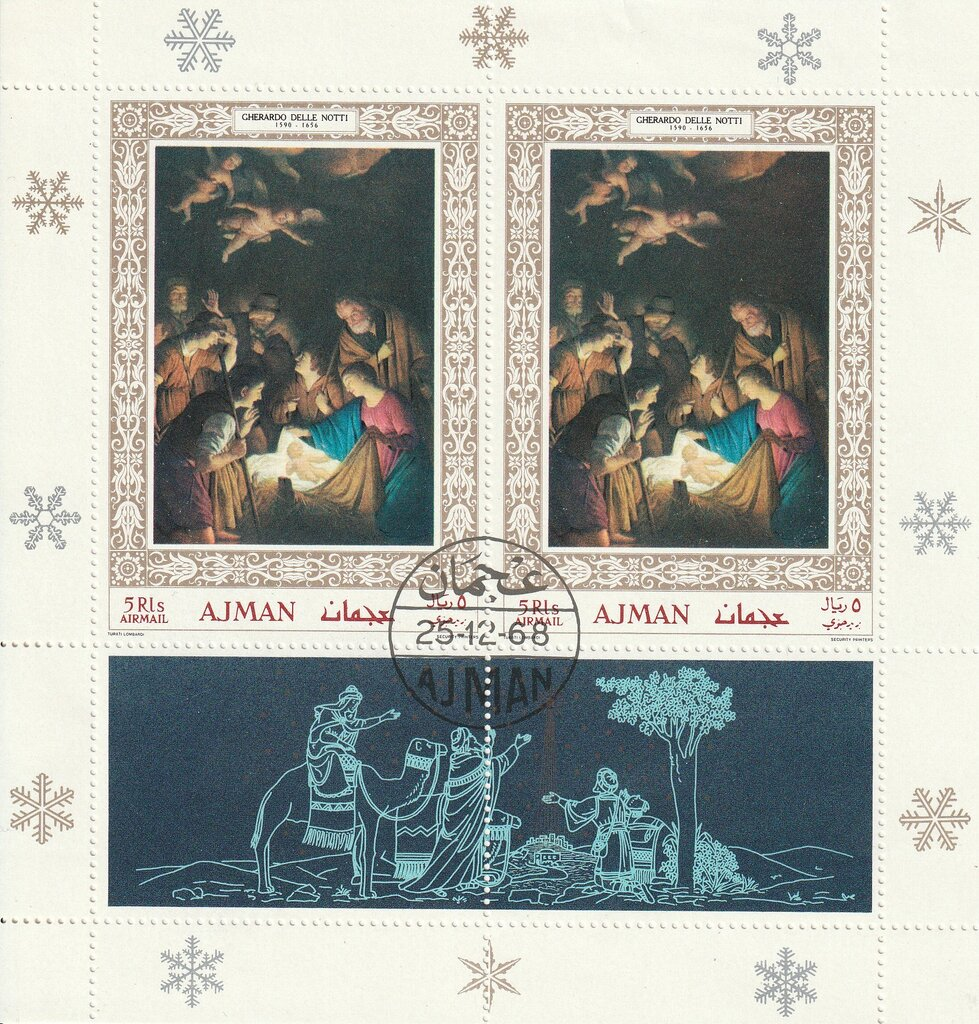
ورقة الطوابع الصغيرة التي تضم نسختين من الطابع

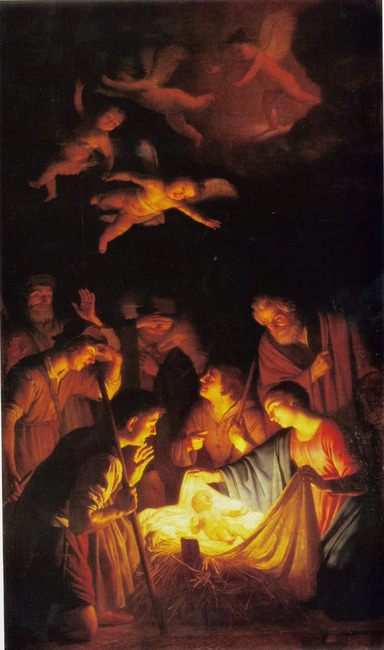
صورة اللوحة التي رسمها الرسام جيرارد فان هونثورست والظاهرة على الطابع.

في 15 ديسمبر 1968، أصدرت ورقة طوابع صغيرة تضم نسختين من ذات الطابع لمناسبة عيد الميلاد، وتظهر على الطابع لوحة للرسام جيرارد فان هونثورست وتحمل اسم عبادة الرعاة: